# Мечеть-собор Кордови
37°52′44″ пн. ш. 4°46′46″ зх. д. / 37.878865429277° пн. ш. 4.7793416346139° зх. д.
Велика мечеть Кордови (араб. المسجد الكبير في قرطبة), відома також як Мечеть-собор Кордови (ісп. Mezquita-Catedral de Córdoba), або просто Мескіта (ісп. Mezquita, МФА: [meθˈkita], дослівно з іспанської — «мечеть»), офіційна церковна назва Собор Внебовзяття Пресвятої Діви Марії (ісп. Catedral de Nuestra Señora de la Asunción) — колишня будівля Великої омеядської мечеті VIII століття в місті Кордова, Андалусія, перероблена в XIII столітті на кафедральний собор Кордовської римо-католицької діоцезії, присвячений Внебовзяттю Пресвятої Діви Марії.
Велика мечеть була побудована в 785 році за наказом Абд ар-Рахмана I, який за тридцять років до того захопив Севілью та Кордову і заснував на території мусульманських володінь в Аль-Андалусі (на Піренейському півострові) незалежний омеядський Кордовський емірат. Відповідно до усталеної християнської традиції вважається, що спочатку на місці сучасної мечеті-собору раніше стояла вестготська християнська базиліка Вікетія Сарагоського, хоча це твердження оспорюється багатьма науковцями. До кінця X століття наступники Абд ар-Рахмана кілька разів збільшували загальний розмір як самого молитовного залу, так і внутрішнього подвір'я мечеті, в цілому дотримуючись стиля початкової будівліі. Серед інших найпомітніших доповнень є побудова Абд ар-Рахманом III мінарета (завершено в 958 році), та додання багато прикрашеного нового міхраба і максура його сином Аль-Хакамом II (завершено в 971 році). Мечеть була перетворена на християнський собор у 1236 році, коли Кордова була захоплена Кастильською Короною в ході Реконкісти. Протягом перших сторіч після перетворення на християнський храм, будівля мечеті зазнала лише незначних змін. Проте в XVI столітті за ініціативи кордовської дієцезії було реалізовано великий будівельний проєкт, в ході якого в центрі молитовного залу колишньої мечеті було вбудовано новий неф і трансепт, які сформували посеред будівлі, зведеній в мавританському стилі хрестоподібну ренесансну каплицю, яка отримала назву «Головна каплиця» (ісп. Capilla Mayor). Відомо, що король Іспанії та імператор Священної Римської імперії Карл V, особисто оглянувши результати перебудови, зауважив її ініціаторам — «Якби я уявляляв результати цієї перебудови, я би не дав на неї дозволу. Ви зруйнували абсолютно унікальну річь, щоб збудувати звичайну». Колишній мінарет, який був перетворений на дзвіницю, також був значно перероблений приблизно в цей же час. Починаючи з XIX століття, сучасні реставрації призвели до відновлення та вивчення деяких елементів будівлі ісламської доби. Сьогодні будівля продовжує служити міським кафедральним християнським собором, в ній щодня відправляється меса.
Велика Кордовська мечеть є важливою пам'яткою в історії ісламської архітектури і мала значний вплив на подальший розвиток мавританської архітектури в мусульманських країнах усього Західного Середземномор'я: 86 :281–284: 77. Це також одна з головних історичних і визначних туристичних пам'яток Іспанії, що з 1984 року разом із історичним центром Кордови внесена до списку Всесвітньої спадщини ЮНЕСКО.

## Історія

### Версії про існування римського храма
Перші твердження про те, що на місці мечеті колись стояв римський храм, присвячений Янусу, походять від іспанського священника та митця XVI століття Пабло де Сеспедеса і іноді повторюються й сьогодні. Однак Роберт Кнапп у своїй науковій праці про римську Кордову відкинув це твердження як припущення, що засноване на помилковій трактовці римських мильових каменів, знайдених у цьому районі.

### Вестготська церква
Згідно з сталою традицією, вважається, що на місці Великої мечеті Кордови колись стояла вестготська християнська церква, присвячена святому Вінсенту Сарагоському, яку християни та мусульмани розділили між собою після завоювання Іспанії Омеядами. У міру того, як мусульманська громада зростала і старий храм ставав занадто малим для молитви, базиліку потроху розширювали, добудовуючи її по частинах:136. Таке спільне використання храму тривало до 785 року, коли християнську половину придбав Абд ар-Рахман I, після чого зніс старий храм та побудував на його місці велику мечеть Кордови. Стверджується, що згідно з умовами продажу, Абд ар-Рахман також дозволив християнам відбудувати інші зруйновані церкви, зокрема церкви, присвячені християнським мученикам святим Фаусту, Януарію та Марцеллу, які користувались у місцевого населення особливою пошаною.

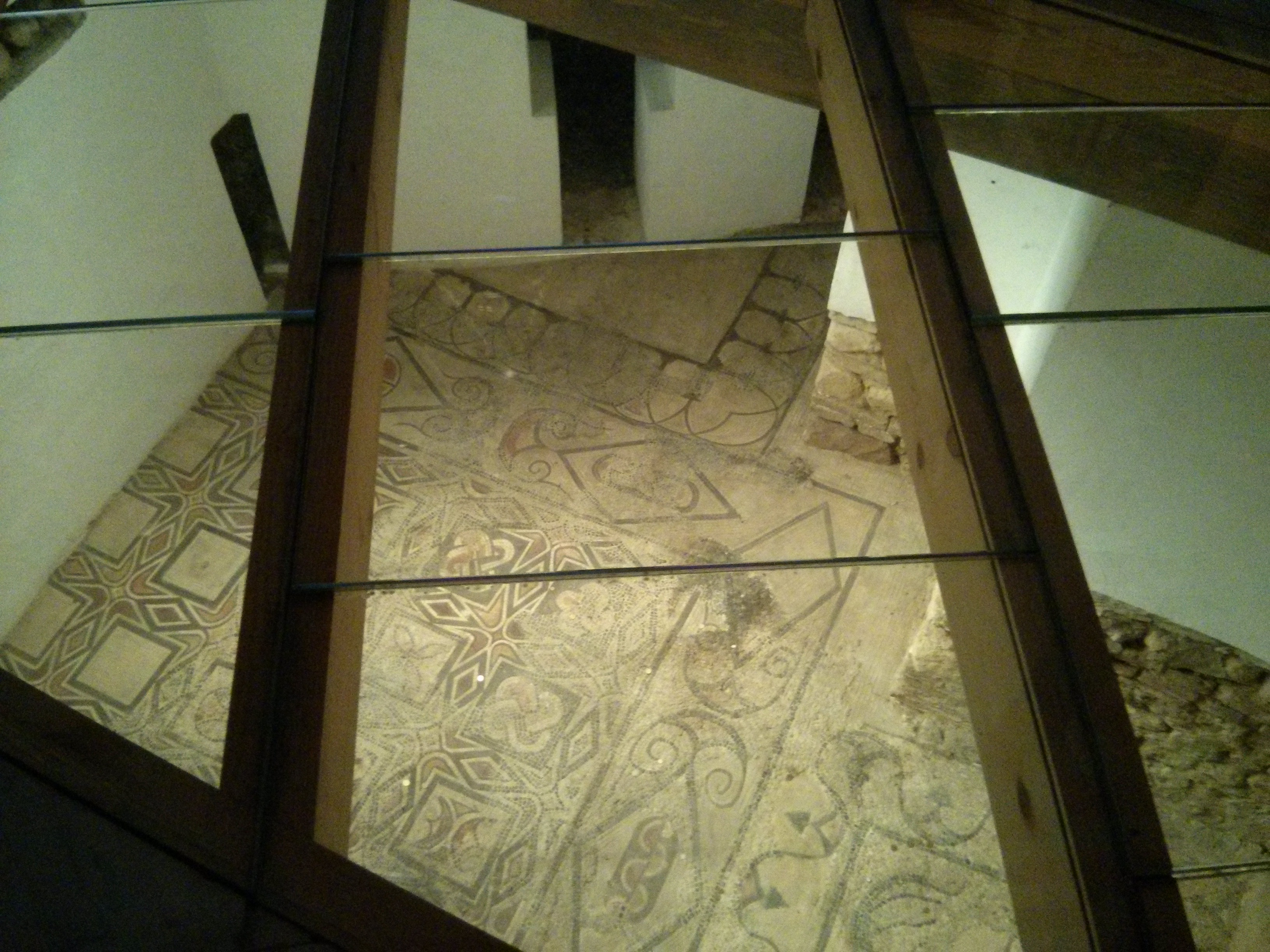
Пізньоримські або вестготські мозаїки, що сьогодні демонструються під підлогою Кордовської мечеті-собору

Історичність цих тверджень було поставлено під сумнів, оскільки наявні археологічні докази надто незначні, а сама легенла не підтверджена свідченнями сучасників прибуття Абд ар-Рахмана I в Аль-Андалус. Оповідь про перетворення церкви на мечеть походить від історика X століття Аль-Разі і повторює подібні оповіді про ісламське завоювання Сирії, зокрема історію будівництва мечеті Омеядів у Дамаску. Для середньовічних мусульманських істориків ці паралелі служили підкресленням зв'язку правлячої в Кордові династії з сирійськими Омеядами. Інше джерело X століття згадує церкву, яка стояла на місці мечеті, не надаючи додаткових подробиць. Сучасна археологічна експозиція в мечеті-соборі Кордови демонструє фрагменти пізньоримської або вестготської будівлі з мозаїкою, що, як вважається, має свідчити про початковий християнський характер місця.
Проте за словами фахівця з історії мечеті-собору Сусани Кальво Капілла, хоча на території комплексу мечеті-собору були виявлені залишки багатьох будівель, схожих на церкви, чітких археологічних доказів того, де могла знаходитись як християнська церква Св. Вікентія, так і перша мусульианська мечеть не виявлено, і цілком можливо, що перша мечеть була новозведеною будівлею. Докази свідчать про те, що, можливо, на цьому місці швидше знаходився певний єпископський комплекс, а не окрема церква, що за легендою була розділена між мусульманами та християнами. Педро Марфіл, археолог з Університету Кордови, інтерпретуючи наявні археологічні залишки стверджував про існування на цьому місці такого комплексу, що включав християнську базиліку. Дослідник ісламського мистецтва Д. Ферчайлд Рагглс також вважає, що результати попередніх археологічних досліджень підтверджують існування колишньої церкви: 56.  Проти цієї теорії виступає Фернандо Арсе-Сайнс, інший археолог, який стверджує, що жодне з численних сучасних археологічних досліджень не виявило залишків християнської іконографії, цвинтаря чи інших доказів, які б підтверджували існування церкви. Історик мистецтва Роуз Волкер в огляді пізньоантичного та ранньосередньовічного мистецтва в Іспанії також розкритикувала погляд Марфіла як такий, що покладається на упереджену інтерпретацію. Зовсім нещодавно археологи Альберто Леон і Раймундо Ортіс Урбано, що проаналізували як старі, так і нові археологічні знахідки на місці, підтвердили гіпотезу про існування на цьому місці великого єпископського комплекса. Однак, «стратиграфія» місця залишається складним питанням, яке ускладнюється її впливом на сучасні політичні дебати про культурну ідентичність в Іспанії.
Незалежно від того, які споруди могли існувати на цьому місці, майже напевно, що будівля першої мечеті міста було повністю знищено для очищення майданчику для будівництва Великої мечеті Абд ар-Рахмана І, форма якої мало пов'язана з формою попередньої мечеті:136.

### Будівництво Великої мечеті

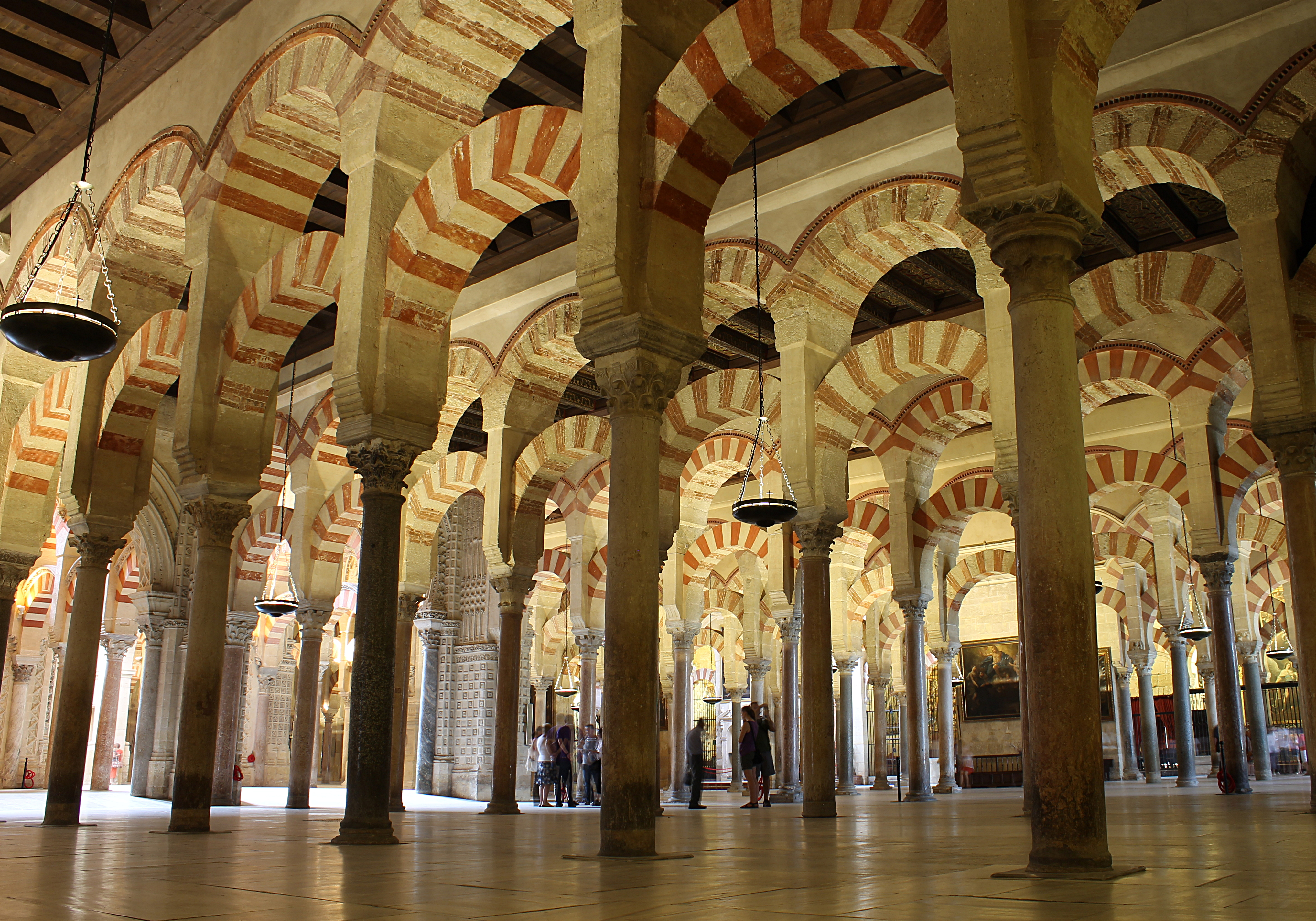
Колони та двоярусні арки в оригінальній частині будівлі мечеті

Велика мечеть була побудована в історичному контесті робудови нового омеядського Кордовського емірату в Аль-Андалусі, який Абд ар-Рахман I заснував у 756 році. Сам Абд ар-Рахман був утікачем з Сирії і одним із небагатьох виживших членів родини Омеядів, що правила першим спадковим халіфатом у Дамаску. Омейядський халіфат здійснив завоювання Вестготського королівства на Піренейському півострові у 711—718 роках. в У 750 році сам Омеядський халіфат було повалено під час революції Аббасидів і правляча родина була майже вся вбита або страчена під час цього перевороту. Абд ар-Рахман вижив і зміг втікти до мусульманських володінь у Північній Африці. Тут він отримав політичну та військову підтримку і з її допомогою захопив під свій контроль верховну владу над мусульманськими володіннями на Піренейському півострові, скинувши місцевого валі (губернатора) Юсуфа ібн Абд ар-Рахмана аль-Фігрі. Кордова ще раніше була столицею мусульманської провінції, і Абд ар-Рахман вирішив зробити її столицею свого незалежного емірату.
Будівництво мечеті почалося в 785—786 роках (169 рік гіджри) і закінчилося вже через рік у 786—787 роках (170 р. гіджри):136:40:12. Настількі швидкі строки будівництва такої грандіозної споруди були, зокрема, забезпечені за рахунок повторного використання наявних на місці римських і вестготських будівельних матеріалів, особливо колон і капітелей: 40.  У дизайні будівлі помітні сирійські (омеядські), вестготські та римські впливи, хоча ім'я архітектора мечеті невідоме. Серед майстрів, які працювали над проєктом, ймовірно, були місцеві іберійці, а також люди сирійського походження. Згідно з традиціями та історичними письмовими джерелами, Абд ар-Рахман особисто брав участь у проєкті побудови мечеті, але ступінь його впливу на проєктування мечеті дискутується:44:20.

#### Архітектурні особливості першої будівлі Великої мечеті

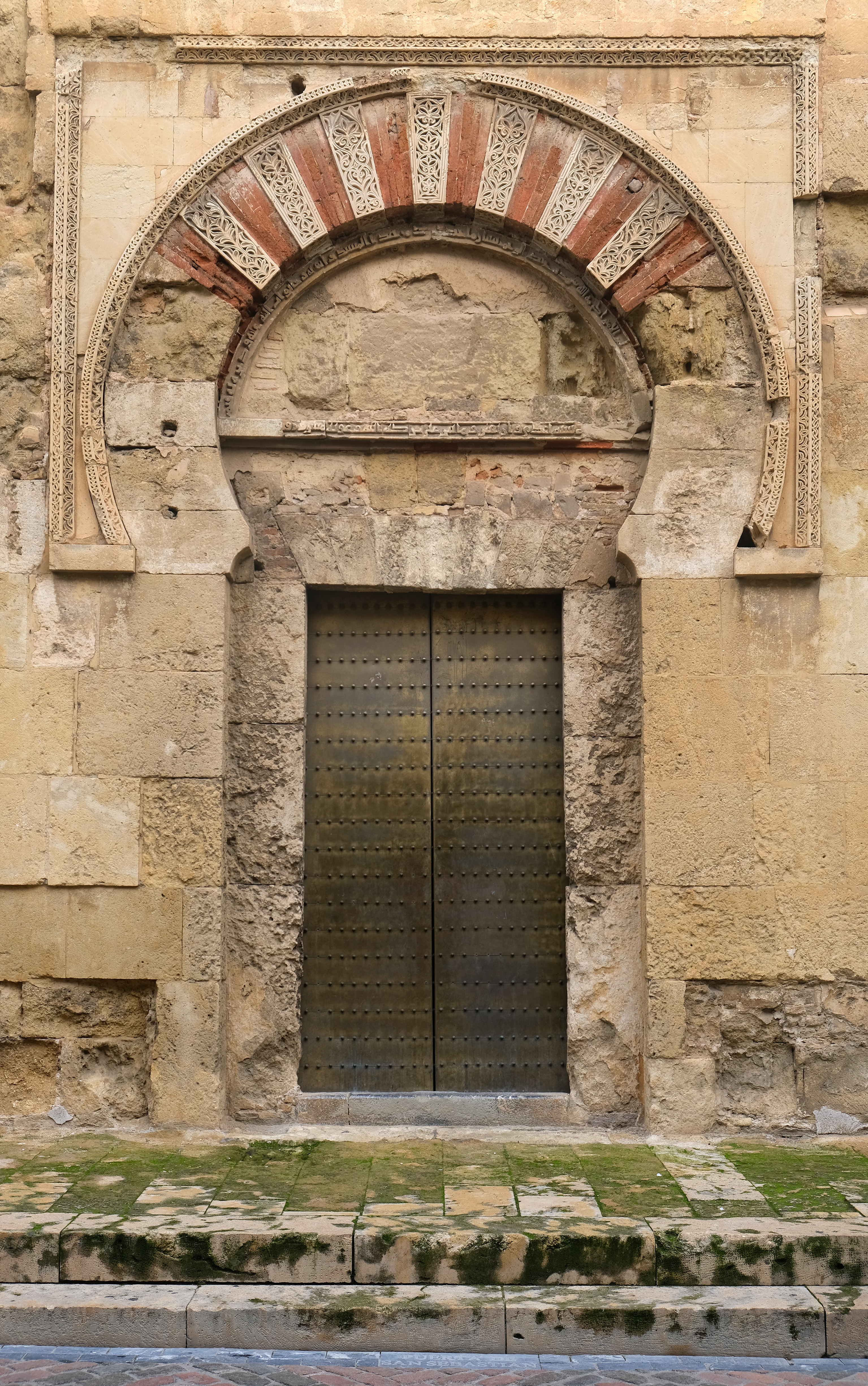
Баб аль-Вузара («Ворота візирів», сьогодні Пуерта-де-Сан-Естебан), одні з найстаріших збережених воріт мечеті; їх оздоблення датується 855 роком

Оригінальна мечеть мала приблизно квадратний план зі сторонами завдовжки 74 на 79 метрів, порівну поділений між прямокутними гіпостильним молитовним залом на півдні та відкритим внутрішнім двором (sahn) на півночі:40:19. Оскільки мечеть була побудована на похилому березі річки, знадобилася насипати великий шар землі, щоб створити рівну ділянку для будівництва:19.  Зовнішні стіни молитовного залу були укріплені потужними контрфорсами, які зберіглись досьогодні:40.
Найвідомішим архітектурним нововведенням первісної мечеті, яке було збережено та повторено під час усіх наступних розширень мусульманської епохи, були її ряди витончених двоярусних арок, що формували 11 нав молитовного залу — одну ширшу центральну наву і по п'ять вужчих з кожного боку від неї: 40–42  : 20–21, 69.  Було запропоновано багато версій щодо першоджерела натхнення для цього конкретного дизайну, що, зокрема, включають нібито подібність арок пальмового лісу з юності Абд ар-Рахмана в Сирії. Однак цілком можливо, що підстава цього рішення була прозаїчнішою і полягала швидше в «технічних» причинах, ніж мистецьких. Можливо, що вже наявні на місці колони, які повторно використовувалися з попередніх будівель, самі по собі були недостатньо високими, щоб підняти стелю молитовного залу мечеті до бажаної висоти: 40–42  :20. Тим паче, що приклад застосування багатоярусних арок вже існував на Піренейському півострові у вигляді збережених римських акведуків (наприклад, акведук Мілагрос у Меріді): 42.
Оригінальний міхраб мечеті (ніша в дальній стіні, що символізує напрямок молитви) сьогодні більше не існує, але його ймовірні залишки були знайдені під час археологічних розкопок між 1932 і 1936 роками. Залишки показали, що верхня частина міхрабу була покрита капюшоном у формі мушлі, схожої на мушлю пізнішого міхраба:20.
Мечеть спочатку мала чотири входи, три з яких вели у внутрішній дворик, у фонтанах якого віруючі могли зробити омовіння перед входом в мечеть (один був у центрі північної стіни двору, на одній лінії з міхрабом на півдні, а ще два були на західній і східній стінах навколо двору), а четвертий вхід знаходився посередині західної стіни молитовного залу і вів відразу в приміщення мечеті. Цей останній був знаний як Баб аль-Вузара («Ворота візирів», сьогодні знані як Пуерта де Сан Естебан) і, найімовірніше, був входом, яким користувався емір і державні чиновники, які працювали в палаці, що розміщувався прямо через дорогу від мечеті:40.
Згідно з письмовими джерелами, на які посилався факіг (мусульманський правознавець) XI століття Ібн Сахл, внутрішній дворик мечеті був засаджений деревами принаймні з IX століття. Хоча вид посаджених дерев невідомий, той факт, що це були фруктові дерева, підтверджується Ібн Сахлом, який консультував замовників щодо того, чи заборонений такий сад і, якщо ні, то чи дозволено їсти його плоди: 92–93. Те, що дерева залишилися рости у внутрішньому дворику, підтверджують дві печатки міста Кордови, одна 1262 року, інша 1445 року, на обох зображена мечеть (яка на той час була перетворена на собор), у дворі якої зображена висока пальма. Це свідчить про те, що Кордовська мечеть є найдавнішою мечеттю, про яку відомо, що у її дворі були висаджені дерева: 90. 

#### Вирівнювання мечеті поКіблі

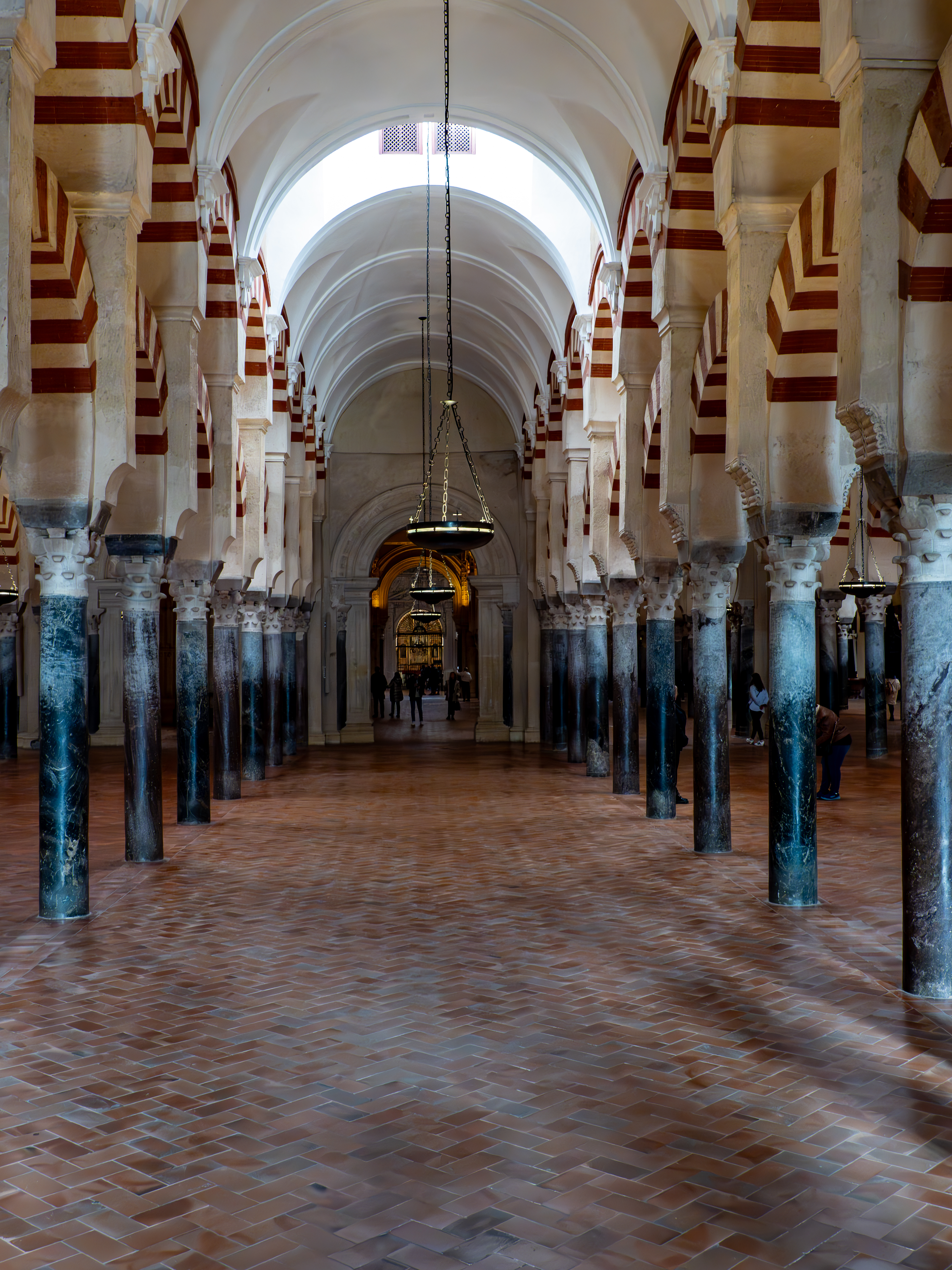
Ряди колон з двоярусними арками

Мечеті зазвичай були узгоджені з кіблою (напрямком молитви), що теоретично відповідає напрямку до Мекки. Від Кордови Мекка знаходиться східному— південно-східному напрямку, але Велика мечеть Кордови натомість орієнтована значно південніше. Така орієнтація, яка не збігається з орієнтацією сучасних мечетей, пояснюється історичними розбіжностями у поглядах щодо відповідного напрямку кібли в далеких західних ісламських країнах, таких як Аль-Андалус і Марокко. У цей ранній період багато мусульман у регіоні віддавали перевагу традиції, яка існувала в західному ісламському світі (Магриб і Аль-Андалус), згідно з якою кібла повинна бути орієнтована на південь, а не вказувати прямий на Мекки:307. Це ґрунтувалося на вислові (хадисі) Мухаммеда, який стверджував, що «те, що знаходиться між сходом і заходом, є кіблою», що таким чином узаконювало південні напрямки.
Ця практика, можливо, також була спрямована на імітацію орієнтації стін прямокутної будівлі Кааби у Великій мечеті Мекки, заснованої на іншій традиції, яка вважала різні сторони Кааби пов'язаними з різними частинами мусульманського світу. У цій традиції північно-західний фасад Кааби асоціювався з Аль-Андалусом, і, відповідно, Велика мечеть Кордови була орієнтована на південний схід, ніби обличчям до північно-західного фасаду Кааби, з її головною віссю, паралельною головній осі споруди Кааби (яка була орієнтована з південного сходу на північний захід).
Попри те, що пізніші мечеті в Аль-Андалусі були орієнтовані більше на схід (наприклад, мечеть Мадінат аль-Захра, збудована в X столітті неподалік від Кордови), пізніші розширення Великої мечеті не намагалися змінити її початкову орієнтацію:128–129.

### Розширення мечеті

#### Перші доповнення

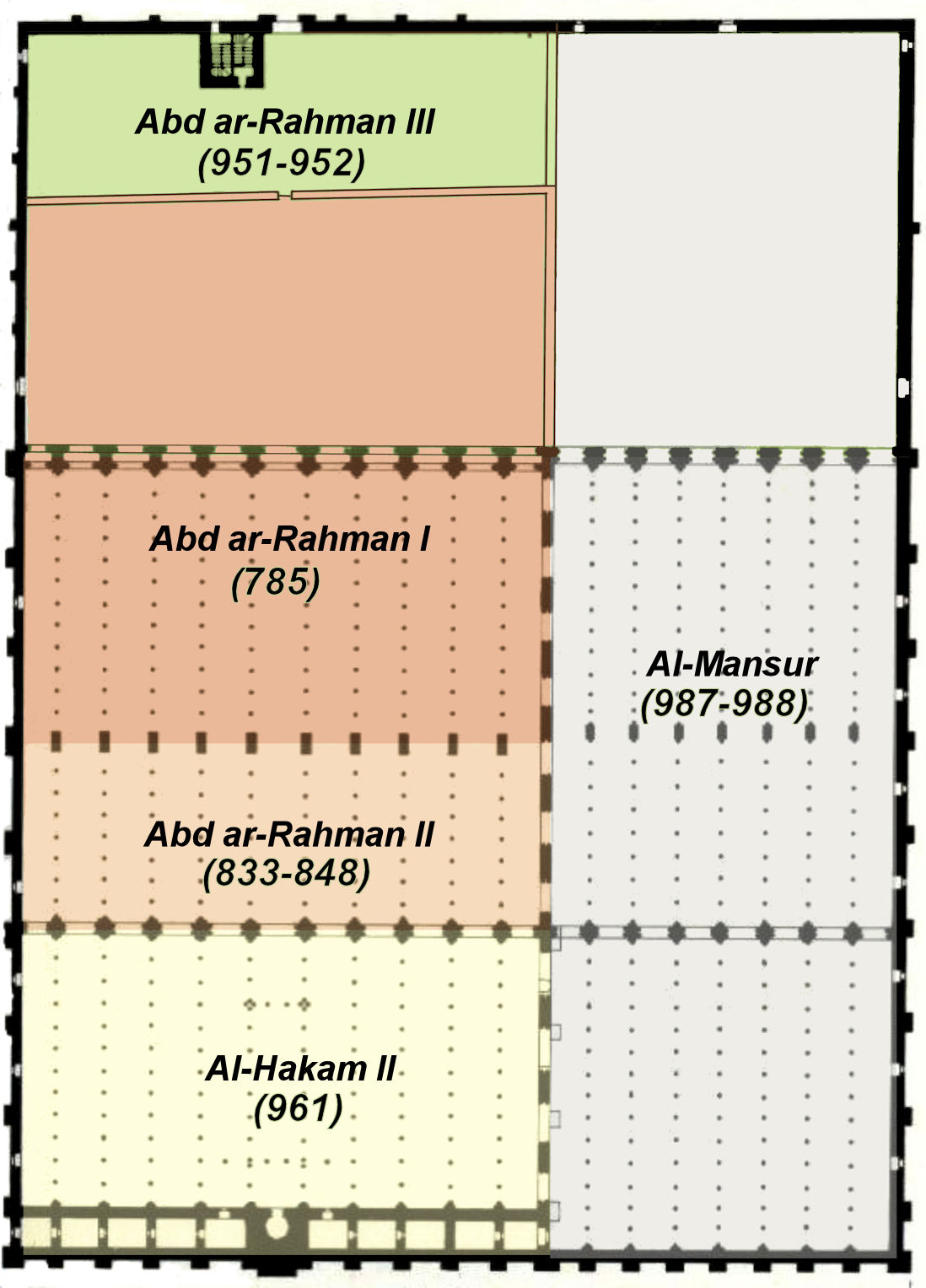
План розширення мечеті з позначкою кожного основного історичного етапу розширення та правителя, який її замовив, і задокументованою датою початку (яка іноді змінюється залежно від джерел)

У 793 році син і наступник Абд ар-Рахмана I, Хішам I, додав до мечеті ṣawma'a, притулок для муедзина на верхній частині зовнішньої стіни, оскільки мечеть ще не мала мінарету (у ранніх мечетях мінарет ще не був стандартним елементом):21: 45.
Мечеть була значно розширена Абд ар-Рахманом II (правління 822—852) приблизно між 833 і 848 роками:21. Це розширення повторило оригінальний дизайн, збільшивши існуючі 11 нав на вісім додаткових аркових прольотів на південь:15: 45 : 21. Таким чином молитовний зал збільшився на 64 метри в довжину:45.

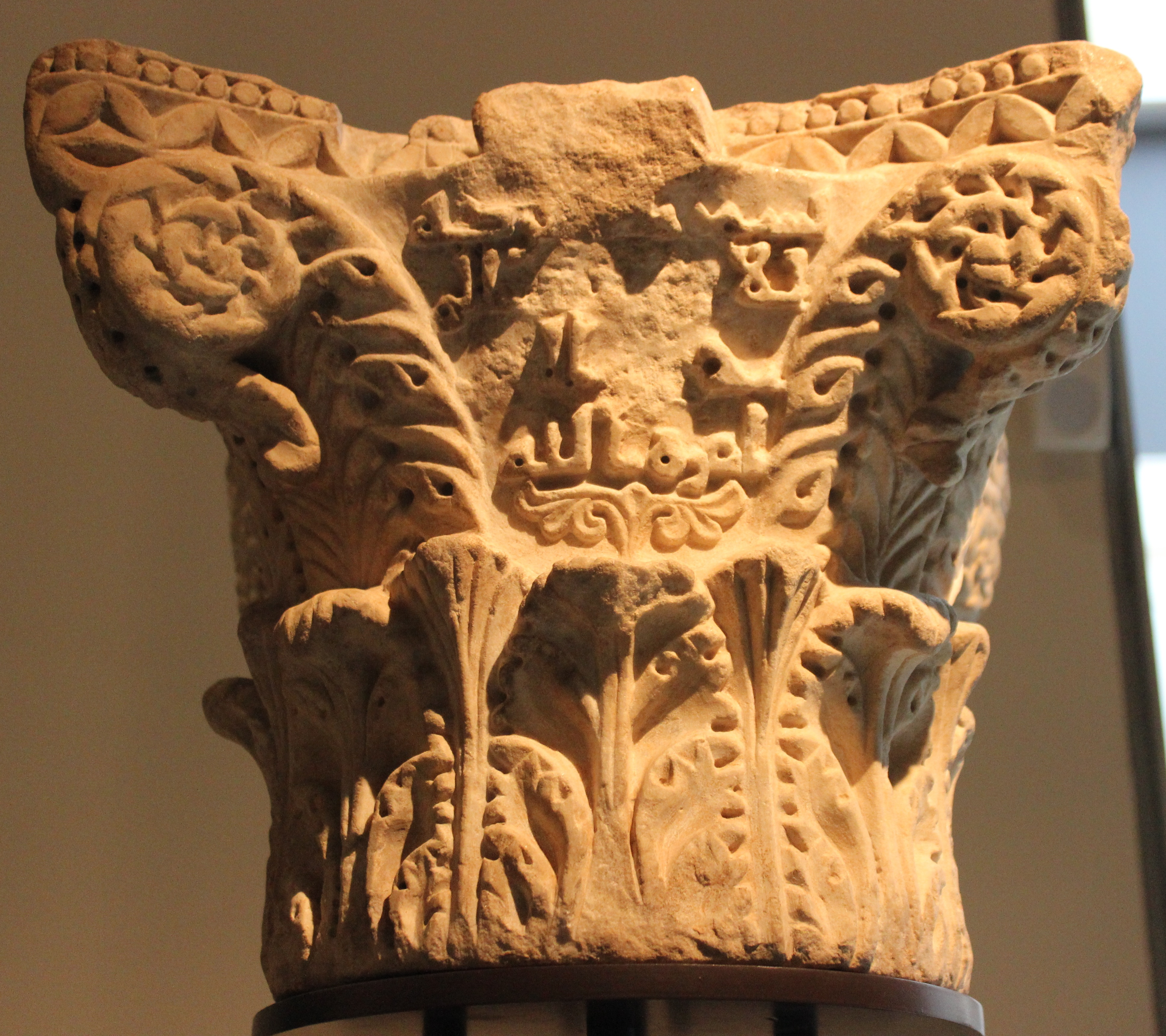
Мармурова капітель часів Абд ар-Рахмана II (IX століття), ймовірно, зроблена для розширення мечеті, зараз зберігається в Національному археологічному музеї в Мадриді. Арабський напис: "В ім'я Бога; благословення для аміра 'Абд ар-Рахмана, сина аль-Хакама; нехай Бог шанує його"

Під час цього розширення будівельники не використовували старовинні мармурові капітелі, як це було при будівництві оригінальної мечеті, а виготовляли нові:21. Ці нові капітелі були наслідували коринфський ордер, але дещо відрізнялися від класичних моделей, таким чином натякаючи на майбутню еволюцію архітектурної скульптури в Аль-Андалусі: 45  . Один із ймовірних прикладів цих капітелей зараз зберігається в Національному археологічному музеї в Мадриді та містить арабський напис архаїчним куфічним шрифтом, який благословляє Абд ар-Рахмана II:241:21. Роботи з розширення могли бути незавершеними, коли Абд ар-Рахман II помер у 852 році, і, можливо, їх завершив його син і наступник, Мухаммед I (правління 852—886):15:21.
Мухаммед I провів різні інші роботи в мечеті та, як повідомляється, створив максуру (простір для молитви, призначений для правителя):15-16. 855 року він також відновив ворота Баб аль-Вузара (сьогодні Пуерта-де-Сан-Естебан). Таким чином, оздоблення цих воріт, ймовірно, датуються саме цим часом, і його часто відзначають як важливий прототип пізніших мавританських воріт:16:43:21. Син Мухаммеда Аль-Мундхір (правління 886—888) своєю чергою додав до мечеті скарбницю:16. Син Аль-Мундхіра, Абдалла (правління 888—912), побудував перший піднятий над вулицею прохід до мечеті, знаний як сабат, який з'єднував мечеть безпосередньо з палацом Омеядів через дорогу. Відтоді цей прохід дозволяв правителю входити в мечеть приватно, де він залишався непоміченим за ширмою максури, таким чином відокремлюючи його від загалу під час молитви:16. Нові версії цього проходу пізніше будуть перебудовані під час наступних розширень мечеті:18.

#### Розширення Абд ар-Рахмана III

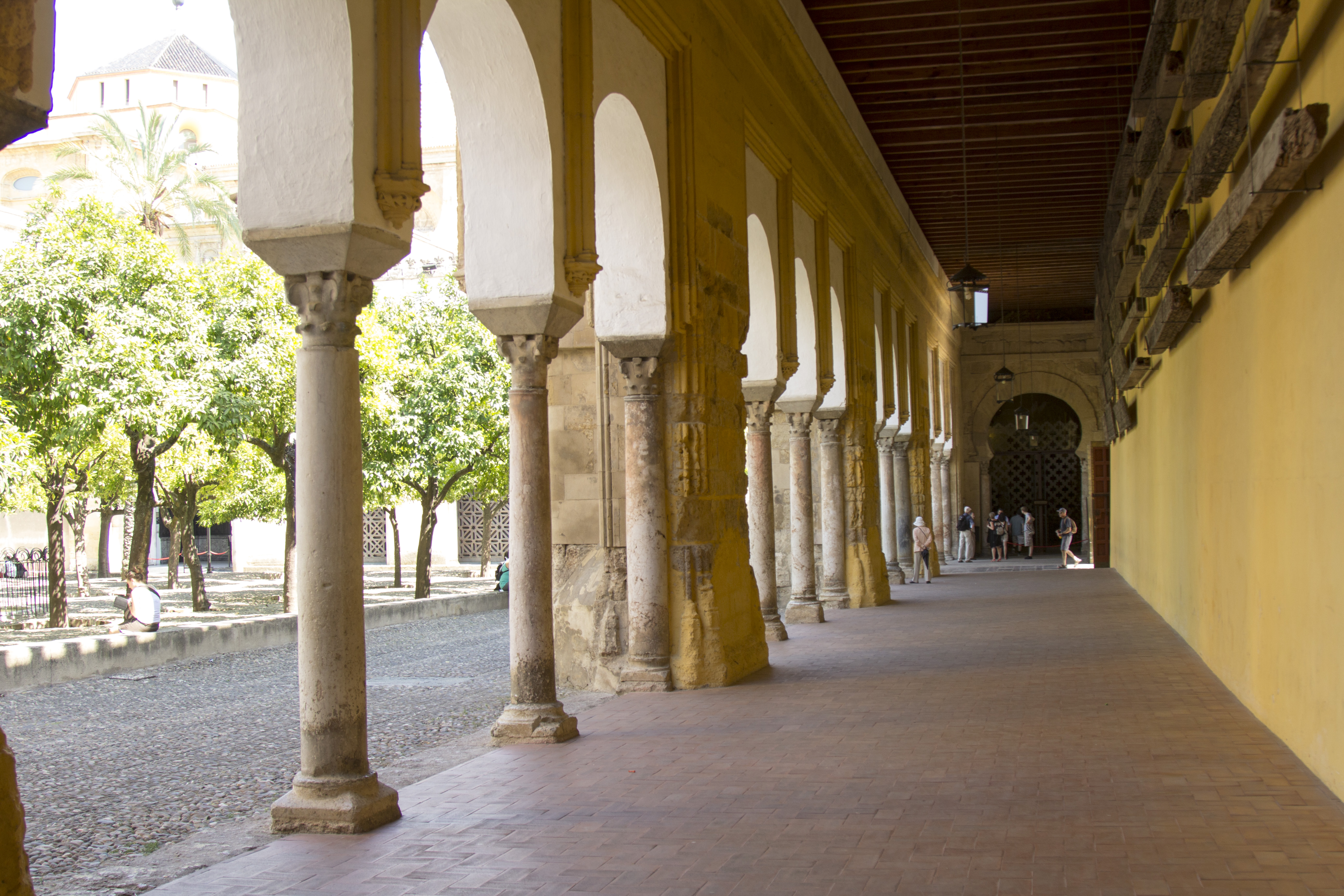
Абд ар-Рахман III також розширив внутрішній двір і, ймовірно, додав галерею по краях. (Нинішня галерея була перебудована архітектором Ернаном Руїсом I у XVI столітті.)

У X столітті Абд ар-Рахман III (правив в 912—961 рр.) проголосив себе халіфом і перетворив Кордовський емірат в Кордовський халіфат. Починаючи з 951—952 років, у рамках своїх різноманітних будівельних проєктів він переробив і розширив внутрішній двір Великої мечеті та збудував її перший справжній мінарет (вежу, з якої лунає заклик до молитви),:61–63:71. Нові роботи, включаючи мінарет, були завершені в 958 році, про що свідчить збережений напис на мармуровій дошці з ім'ям Абд ар-Рахмана III, а також іменами майстра будівництва та керівника робіт:62:71.
Мінарет мав висоту 47 метрів і мав квадратну основу зі стороною 8,5 метрів:62. Вчений Джонатан Блум припускає, що будівництво мінарету Абд ар-Рахманом III, а також фінансування ним будівництва інших мінаретів приблизно в той же час у Фесі в Марокко, було частково задумано як візуальне підкресленя його зростаючого авторитету як халіфа та, можливо, також було спрямовано кинути виклик суперникові з шиїтського Фатімідському халіфату в Магрибі, де не було подібних структур:106–109.
Абд ар-Рахман III також посилив північну стіну двору, додавши ще один «фасад» перед старим з боку двору:71. Історичні звіти розходяться щодо того, чи мав завершений внутрішній двір галерею або портик (як це існує сьогодні та як було поширено у дворах інших мечетей). Багато сучасних вчених стверджують, що в цей час у внутрішньому дворику була охоплююча галерея і що його дизайн передбачав чергування стовпів і колон (подібно до його сучасного вигляду):73:17–18:61.

#### Розширення Аль-Хакама II

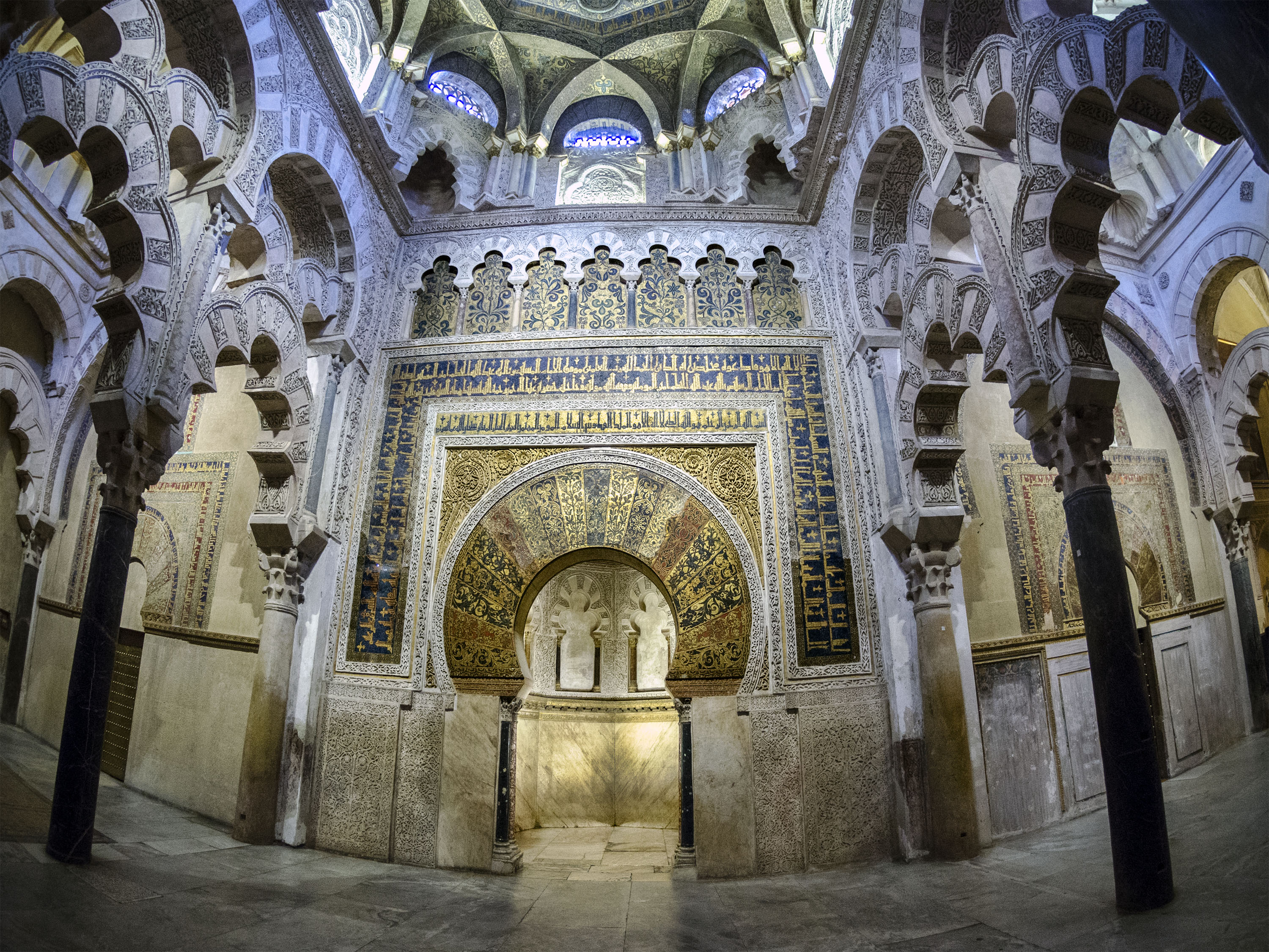
Міхраб (у центрі) і сплетінчасті арки максури (ліворуч і праворуч) у розширенні, доданому аль-Хакамом II після 961 року

Син і наступник Абд ар-Рахмана III, Аль-Хакам II (правління 961—976), був освіченою людиною і брав участь в архітектурних проєктах свого батька. Під час свого правління, починаючи з 961 року, він ще більше розширив молитовний зал мечеті вдовжину. Зал був додатково розширений на 45 метрів на південь, до нього було додано ще 12 аркових прольотів, які знову повторювали двоярусні арки первісного проєкту:69. Під час цього розширення були здійснені деякі з найважливіших архітектурних доповнень та інновацій в мечеті:73–85:18–23:69–77.
На початку розширення аль-Хакама центральний «неф» мечеті було оздоблено витонченим ребристим куполом (тепер частина Капелли да Вільявісьйоса). Прямокутна максура (простір для молитви, призначений для правителя) навколо нового міхрабу мечеті була прикрашена набором унікальних переплетених багатошарових арок. Прямокутна площа всередині цього, перед міхрабом, була закрита ще трьома декоративними ребристими куполами. Куполи та нова ніша міхрабу були закінчені в листопаді чи грудні 965 року. Напис містить імена чотирьох майстрів, які також працювали в Залі прийомів (Salon Rico) Мадінат аль-Захра:73–76:84.
Невдовзі після цієї дати як середній купол максури, так і поверхні стін навколо міхрабу були вкриті золотою мозаїкою у візантійському стилі. Відповідно до мусульманських авторів, таких як Ібн Ідхарі, Аль-Хакам II звернувся до візантійських імператорів (спочатку до Нікіфора II Фоки) у Константинополі з проханням надіслати йому для цього завдання досвідчених майстрів по створенню мозаїк. Імператор погодився і послав йому майстрів разом із приблизно 1600 кг мозаїчної плитки в подарунок. Візантійські майстри навчили майстрів халіфа, які згодом стали достатньо вправними, щоб виконувати роботу самостійно. Робота по створенню мозаїк була закінчена цією командою наприкінці 970 або на початку 971 р:84:73.
Робота Аль-Хакама II над мечеттю також включала введення в експлуатацію нового мінбара (амвона) у 965 році, на завершення якого знадобилося від 5 до 7 років. На жаль, деталі його будівництва та хронології заплутані інколи суперечливими історичними джерелами. Ібн 'Ідхарі, наприклад, зазначає, що Аль-Хакам збудував в цей час два мінбари, причому один з них, можливо, був зруйнований або замінений:50. У будь-якому випадку, той мінбар, який зберігся і став асоціюватися з мечеттю, був відзначений багатьма авторами за його майстерність. Його виготовляли з дорогоцінних порід дерева, таких як чорне дерево, самшит і «запашна» деревина, і інкрустували слоновою кісткою та іншими кольоровими деревами, такими як червоний і жовтий сандал. Сучасні вчені вважають, що мінбар мав колеса, які дозволяли його закочувати в камеру зберігання та витягувати з неї:50.

#### Розширення аль-Мансура

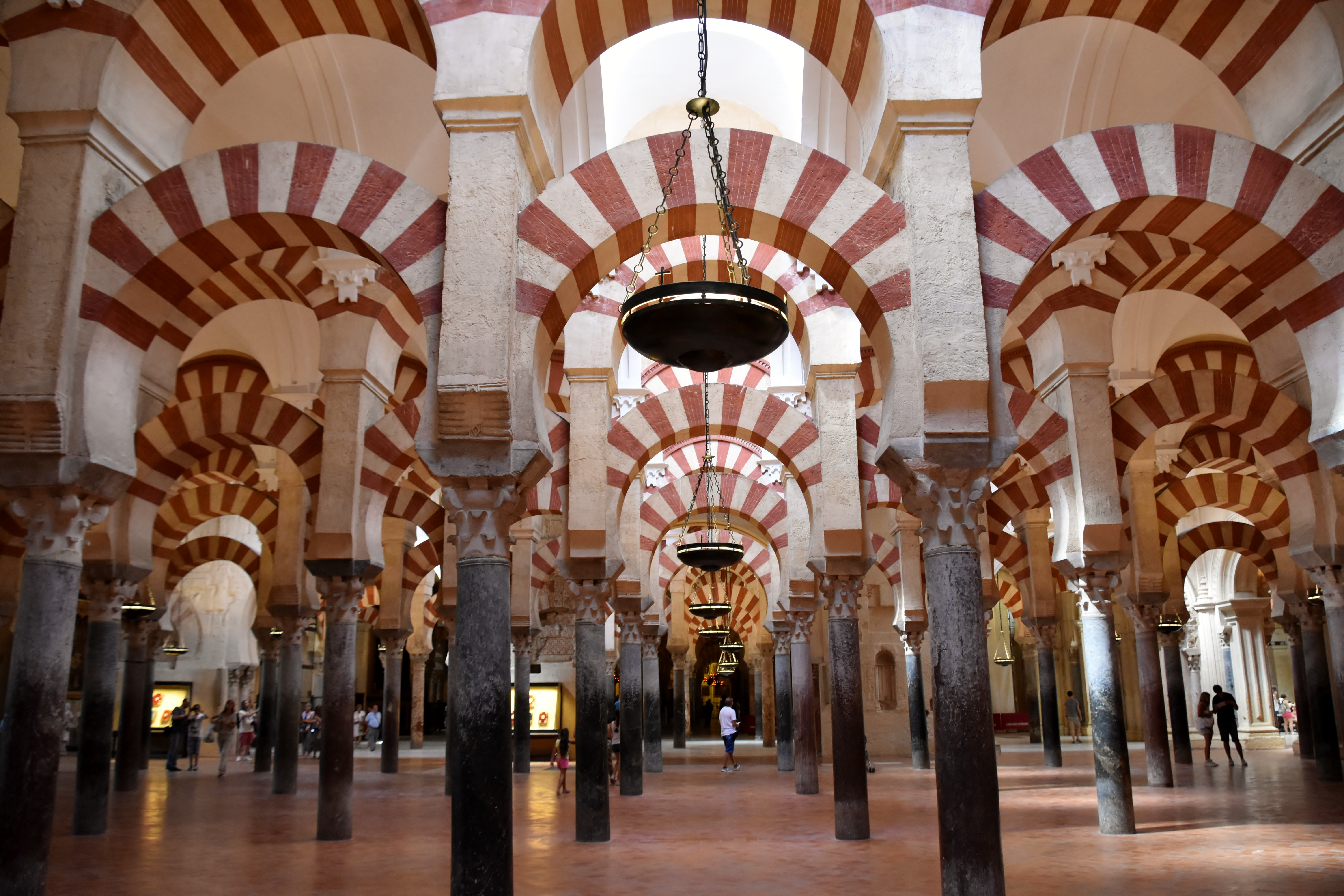
Молитовний зал у прибудові аль-Мансура (після 987 р.)

Останнє значне розширення мечеті під правлінням мусульман відбулося у 987—988 роках за наказом Аль-Мансура (Альманзора), самодержавного візира халіфа Хішама II:77:23. Замість того, щоб за прикладом своїх попередників збільшувати мечеть вдовжину далі на південь, що було ускладнено через близькість берега річки, Аль-Мансур збільшив мечеть вшир на схід, розширивши і внутрішній двір і молитовний зал на 47,76 метрів і додавши до мечеті вісім нових оточених арками прольотів (нав), довівши їх загальну кількісь до дев'ятнадцати. Нова прибудова займала 8600 квадратних метрів і зробила мечеть найбільшою в мусульманському світі за межами Аббасидського Іраку:78.
У новій прибудові знову відтворено той самий дизайн з використанням двоярусних арок. Однак капітелі, виготовлені для сотень нових колон, мають спрощений і менш декоративний дизайн, що може відображати поспіх, у якому вони були виготовлені:78. Нова східна стіна мечеті мала десять багато прикрашених зовнішніх порталів, подібних до порталів на західній стороні мечеті, хоча вони були серйозно перероблені в XX столітті:79. Під час своїх військових походів по території Піренейського півострова, Аль-Мансур захопив дзвони собору Сантьяго-де-Компостела і, як повідомляється, наказав їх переплавити та перетворити на канделябри для мечеті, хоча жоден з цих канделябрів не зберігся:79.

### Пізніша ісламська історія мечеті (XI—XIIст.)
Після розпаду халіфату Омеядів у Кордові на початку XI століття, подальші розширення мечеті не проводилися. Криза центральної влади мала негайні негативні наслідки для мечеті, яка була пограбована та пошкоджена під час фітни (громадянського конфлікту), що відбулася після падіння халіфату (приблизно між 1009 і 1030 роками). Сама Кордова також зазнала занепаду, але залишалася важливим культурним центром. Під правлінням Альморавідів ремісничі майстерні Кордови отримали замовлення на розробку нових розкішних мінбарів для найважливіших мечетей Марокко — найвідомішого мінбара мечеті Кутубія, замовленого в 1137 році — які, ймовірно, були натхненні моделлю мінбара Аль-Хакама II у Великій мечеті.
У 1146 році християнська армія кастильського короля Альфонсо VII ненадовго зайняла Кордову. Архієпископ Толедо Раймон де Совета в супроводі короля очолив месу всередині мечеті, щоб «освятити» будівлю. Згідно з мусульманськими джерелами, перед тим, як залишити місто, християни пограбували мечеть, забравши її канделябри, золото і срібло з фіала мінарету та дорогоцінні елементи оздоблення мінбара. В результаті як цього пограбування, так і попереднього пограбування під час фітни, мечеть втратила майже усе своє коштовне оздоблення.
У 1162 році, після загального періоду занепаду та численних облог, альмохадський халіф Абд аль-Мумін наказав підготувати Кордову до того, щоб перетворити на його столицею в Аль-Андалусі. У рамках цієї підготовки два його сини та губернатори, Абу Якуб Юсуф і Абу Саїд, наказали відновити місто та його пам'ятники. Архітектор Ахмад ібн Басо (який пізніше був відомий своєю роботою над Великою мечеттю Севільї) відповідав за виконання цієї програми відновлення:315. Невідомо, які саме будівлі він реставрував, але майже напевно він реставрував Велику мечеть. Цілком імовірно, що мінбар мечеті також був відреставрований у той час, оскільки відомо, що надалі він зберігався аж до XVI століття.

### Перетворення мечеті на християнський храм

#### Завоювання Кордови Кастильським королівством і перетворення мечеті на християнський собор (XIII століття)

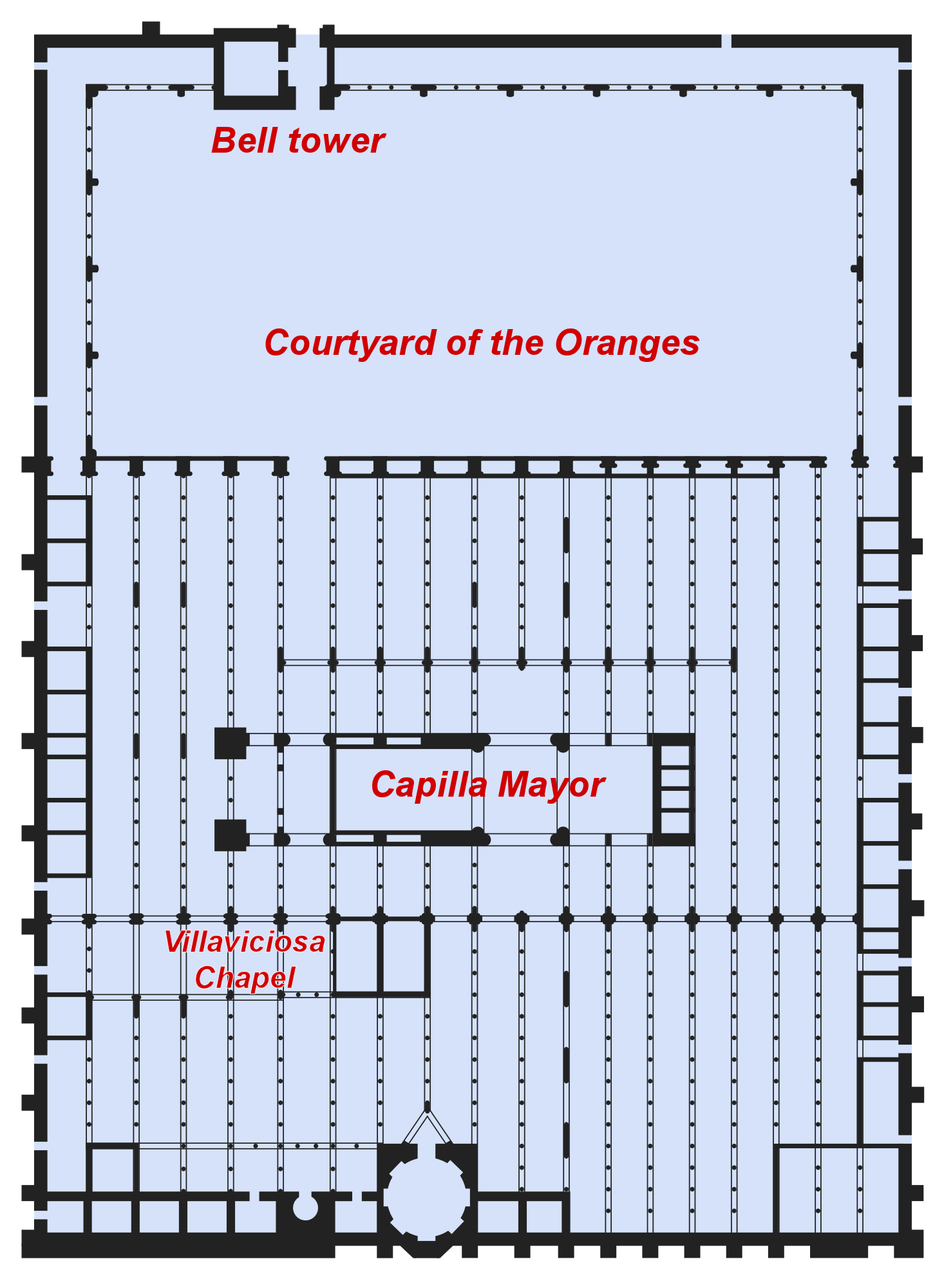
План собору-мечеті сьогодні після численних добудов у християнську епоху будівлі. Зокрема, сучасну Капелла-Майор (у центрі) було додано у XVI столітті.

У 1236 році Кордова була завойована кастильським королем Фернандо III в рамках Реконкісти. Після завоювання міста мечеть була перетворена на католицький собор, присвячений Діві Марії (ісп. Santa Maria). 29 червня того ж року тут відбулася перша меса. За словами Хіменеса де Рада, Фернандо III також здійснив символічний акт повернення колишніх дзвонів собору Сантьяго-де-Компостела, які були пограбовані Аль-Мансуром і переплавлені на канделябри для мечеті, назад до Сантьяго-де-Компостела.
Попри переобладнання, під час ранньої християнської історії будівлі відбулись лише незначні зміни в її структурі, які здебільшого обмежувались створенням невеликих каплиць і додаванням нових християнських гробниць і оздоблення:24. Навіть мінбар мечеті, мабуть, перебував в оригінальній камері для зберігання, хоча невідомо, чи використовувався він якимось чином у цей час (в подальшому мінбар зник, але він все ще існував у XVI столітті, коли його, очевидно, побачив Амбросіо де Моралес).
Перший вівтар собору було встановлено відразу в 1236 році під великим ребристим куполом на краю розширення мечеті Аль-Хакама II у X столітті, ставши частиною того, що сьогодні називається Каплиця Вільявісьйоса (ісп. Capilla de Villaviciosa) і першою головною каплицею собору під назвою Antigua Capilla Mayor. Немає вказівок на те, що навіть цей простір був значно змінений у своїй структурі в цей час. Область уздовж південної стіни, де знаходились міхраб та максури мечеті, була перетворена на каплицю Сан-Педро, і, як повідомляється, там зберігалася гостія. Те, що сьогодні є Каплицею Зачаття (Capilla de Nuestra Señora de la Concepción) XVII століття, розташоване у західної стіни біля внутрішнього двору, спочатку у XIII столітті було баптистерієм. Ці три області, здається, були найважливішими центрами християнської діяльності у ранньому соборі. Мінарет мечеті також був перетворений на дзвіницю для собору лише з косметичними змінами, такими як розміщення хреста на його вершині.
Примітно, що в ранній період собору-мечеті працівниками, відповідальними за обслуговування будівлі (яка зазнала аварійного стану в попередні роки), були місцеві мусульмани (мудехари). Деякі з них отримували платню від церкви, але багато з них працювали в рамках виконання «трудового податку» на мусульманських ремісників (пізніше поширеного на мусульман усіх професій), який вимагав від них працювати два дні на рік на соборі. будівля. Цей податок був встановлений короною і був унікальним для міста Кордова. Ймовірно, його було засновано не лише для того, щоб використати досвід мудехарів, але й щоб компенсувати відносну бідність капітулу собору, особливо у зв'язку з монументальним завданням ремонту та обслуговування такої великої будівлі. У той час ремісники та теслі Мудехар особливо цінувалися в регіоні та навіть мали монополії в деяких кастильських містах, таких як Бургос.
Протягом наступних століть по внутрішній периферії будівлі поступово створювалися інші каплиці, багато з них були поховальними каплицями, побудованими завдяки приватним донаторам. Першою точно датованою каплицею, яка була побудована вздовж західної стіни, є каплиця Сан-Феліпе і Сантьяго в 1258 році. Каплиця Сан-Клементе була створена в південно-східній частині мечеті в 1262 році. Деякі ранньохристиянські елементи, такі як вівтар, присвячений Сан-Бласу (встановлений у 1252 році) і вівтар Сан-Мігеля (1255), зникли в наступні століття:121.

#### Ранні доповнення (XIV—XVст.)

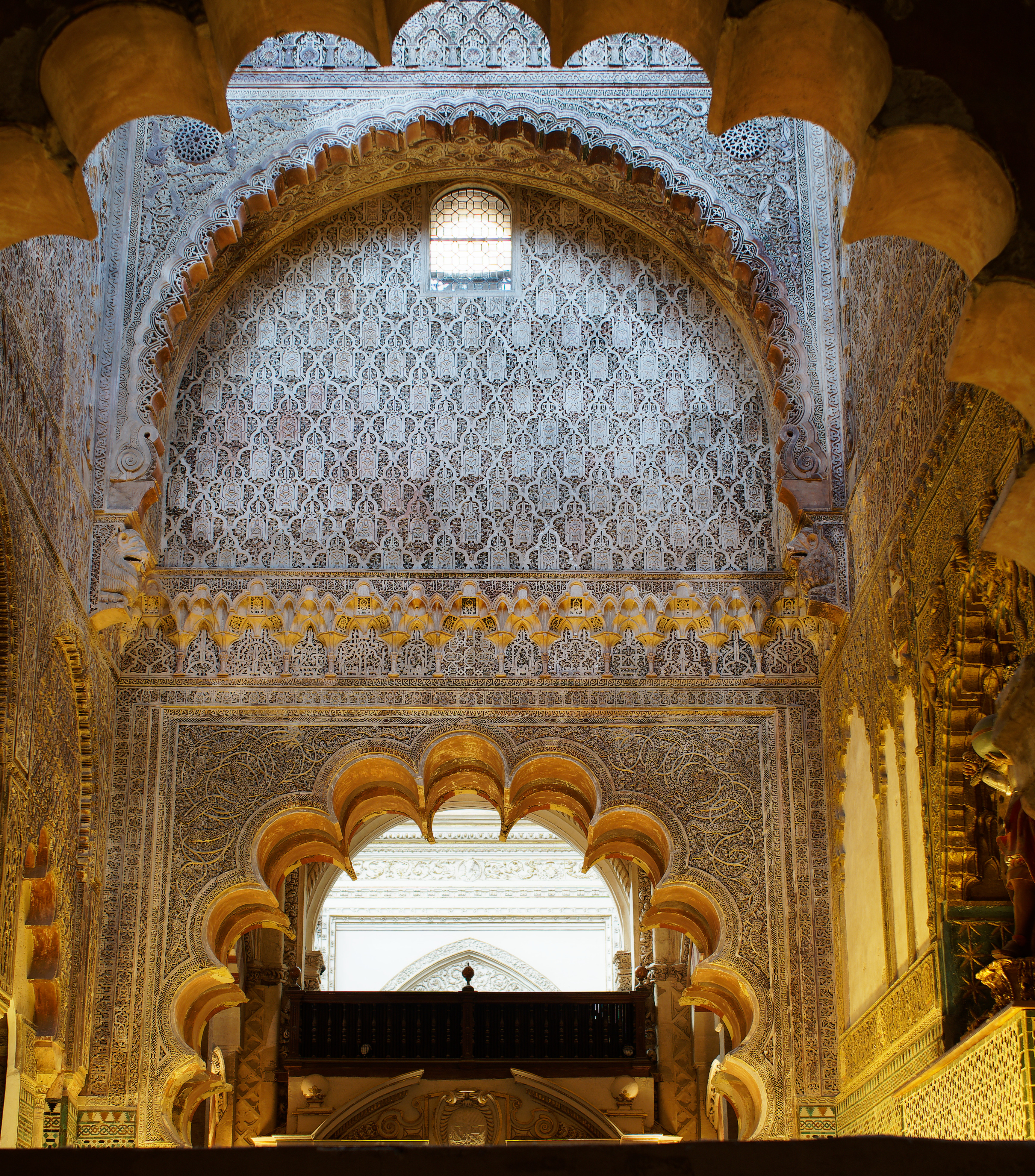
Королівська каплиця (Capilla Real) у стилі мудехар, завершена в 1371 році, колись містила гробниці Фернандо IV і Альфонса XI

Першим великим доповненням до будівлі під християнськими покровителями є Королівська каплиця (Capilla Real), розташована безпосередньо за західною стіною каплиці Вільявісьйоси. Дата її будівництва невідома, і хоча іноді вважають, що це відбулось за часів Альфонсо X, Хізер Еккер стверджував, що документальні свідчення доводять, що її будівництво розпочалось не раніше XIV століття, коли Контаніця Португальська, дружина Фернандо IV, зробила пожертвування на будівництво каплиці Вона була закінчена королем Енріке II у 1371 році, який переніс сюди останки свого батька Альфонсо XI і діда Фернандо IV (пізніше їхні останки були перенесені в 1736 році до церкви Сан-Іполіто).

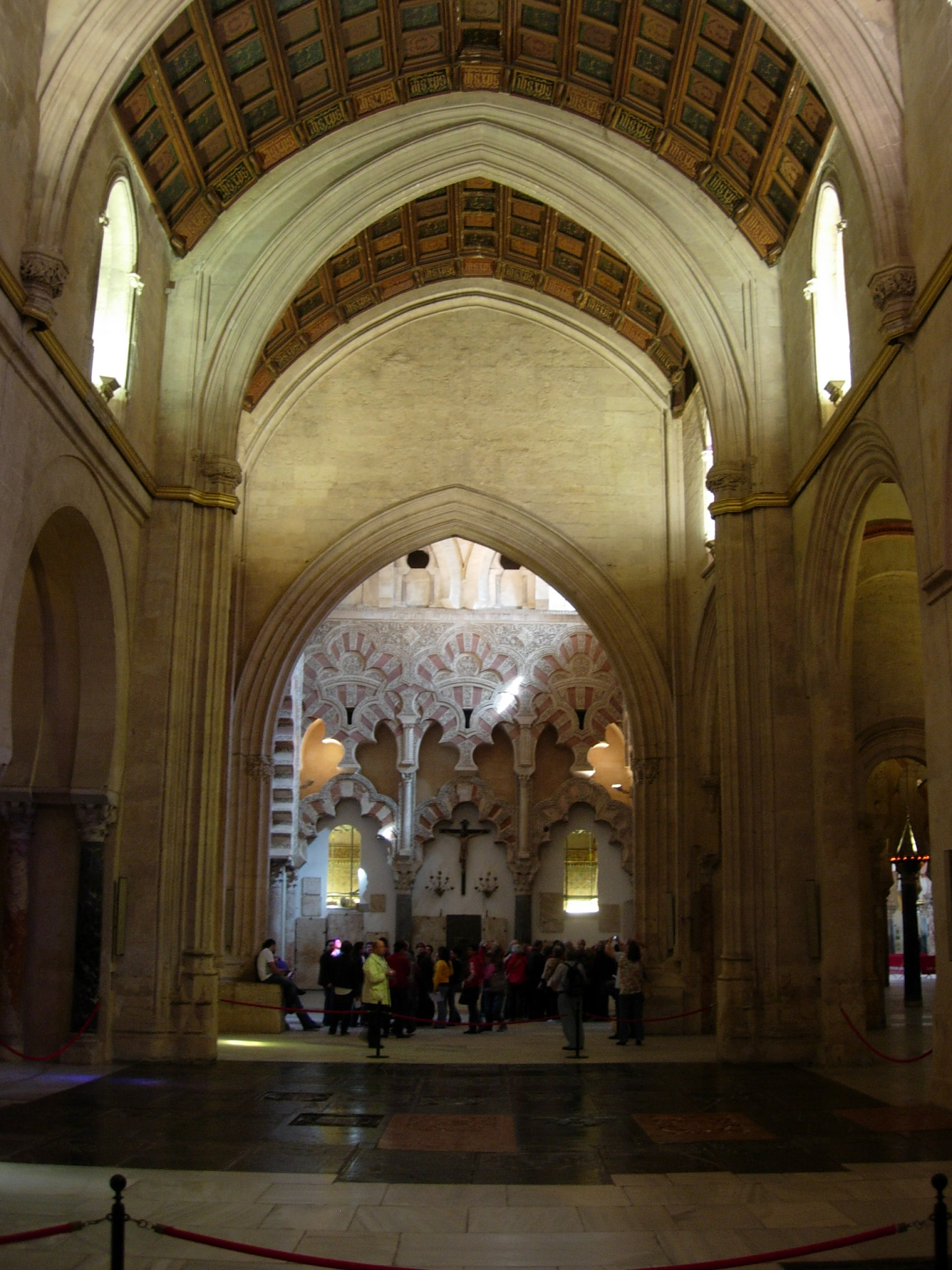
Готичний неф Каплиці Вільявісьйоса кінця XV століття та першої Головної каплиці собору

Королівська каплиця була побудована в розкішному мудехарському стилі з ребристим куполом, дуже схожим на купол сусідньої Каплиці Вільявісьйоса, і з поверхнями, вкритими різьбленою ліпниною, типовою для насрідської архітектури того часу. Використання мавританського стилю Мудехар для королівської похоронної каплиці (та для інших об'єктів, таких як Севільський Алькасар) тлумачиться сучасними вченими як бажання християнських королів привласнити престиж мавританської архітектури Піренейського півострова, подібно до того, як Кордовська мечеть сама по собі була потужним символом політичної та культурної влади колишнього халіфату Омеядів, яку кастильці прагнули привласнити.
Наприкінці XV століття була проведена значніша модифікація каплиці Вільявісьйоса, де був створений новий неф у готичному стилі шляхом приберання деяких арок мечеті на східній стороні каплиці та додавання готичних арок і склепінь. Неф датований 1489 роком, і його будівництвом керував єпископ Іньїго Манріке. Спочатку тут була серія візантійсько-італійських фресок Алонсо Мартінеса, які зображували святих і королів, але лише одна з цих фресок збереглася до наших днів і зараз зберігається в Музеї образотворчих мистецтв у Кордові.

#### Великі перебудови (XVI—XVIIIст.)

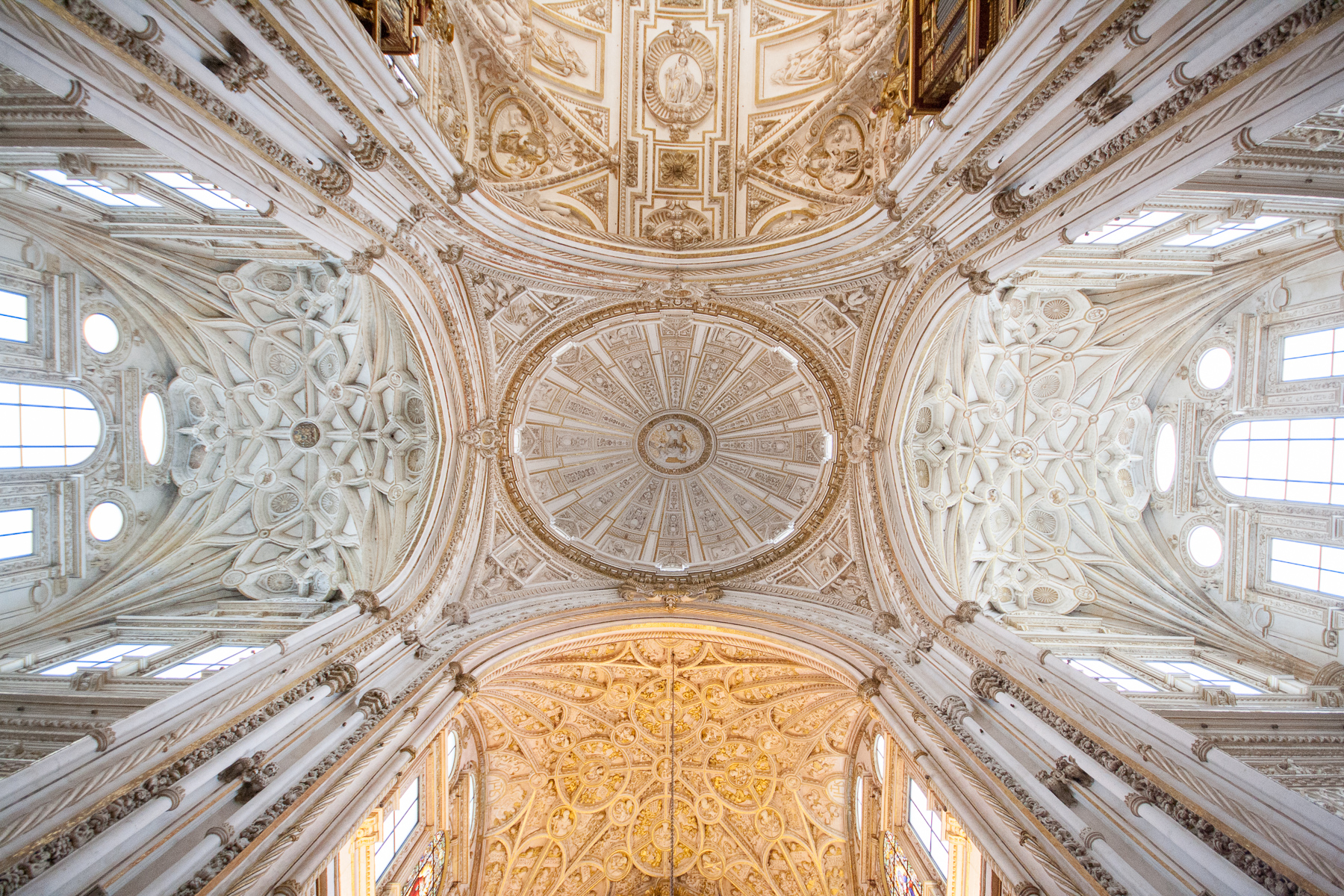
Стелі ренесансного нефа та трансепта, завершені Хуаном де Очоа в 1607 році

Однак найзначнішою зміною було будівництво ренесансного нефа та трансепту, що утворили, посеред великої споруди мечеті нову «Головну каплицю» (ісп. Capilla Mayor), що розпочалось в 1523 році. Проєкт, ініційований єпископом Алонсо де Манріке, зустрів рішучу опозицію з боку міської ради Кордови. Зрештою капітул собору виграв свою справу, звернувшись до імператора Карла V, який дав свій дозвіл на продовження проєкту. Коли Карл V пізніше побачив результат будівництва, він, як вважають, був незадоволений, і, як стверджується, прокоментував: «Ви побудували те, що ви чи хтось інший могли побудувати будь-де; для цього ви зруйнували те, що було унікальним у світі».
Проєктування новго нефа і трансепта було доручено архітектору Ернану Руїсу I. Перед своєю смертю в 1547 році він збудував стіни хорів до вікон і готичні склепіння з південного боку. Він також працював над східною частиною будівлі мечеті (прибудова, додана Аль-Мансуром), додавши готичні склепіння до нефів мечеті в цій області. Його син, Ернан Руїс II «молодший», взяв на себе проєкт після смерті батька. Він відповідав за будівництво стін трансепту на всю висоту, а також контрфорсів, що підтримували конструкцію. Після нього проєкт було доручено архітектору Хуану де Очоа, який завершив проєкт у стилі маньєризму. Останнім елементом стала конструкція еліптичного центрального купола трансепту, побудованого між 1599 і 1607 роками.
Після завершення роботи Хуана де Очоа єпископ Дієго де Мардонес ініціював будівництво головного вівтаря і сам зробив значну пожертву на проєкт. Вівтарний образ був розроблений у стилі маньєризму Алонсо Матіасом, а будівництво розпочалося в 1618 році. Серед інших художників, які брали участь у його виконанні, були Себастьян Відаль, Педро Фрейле де Гевара та Антоніо Паломіно.

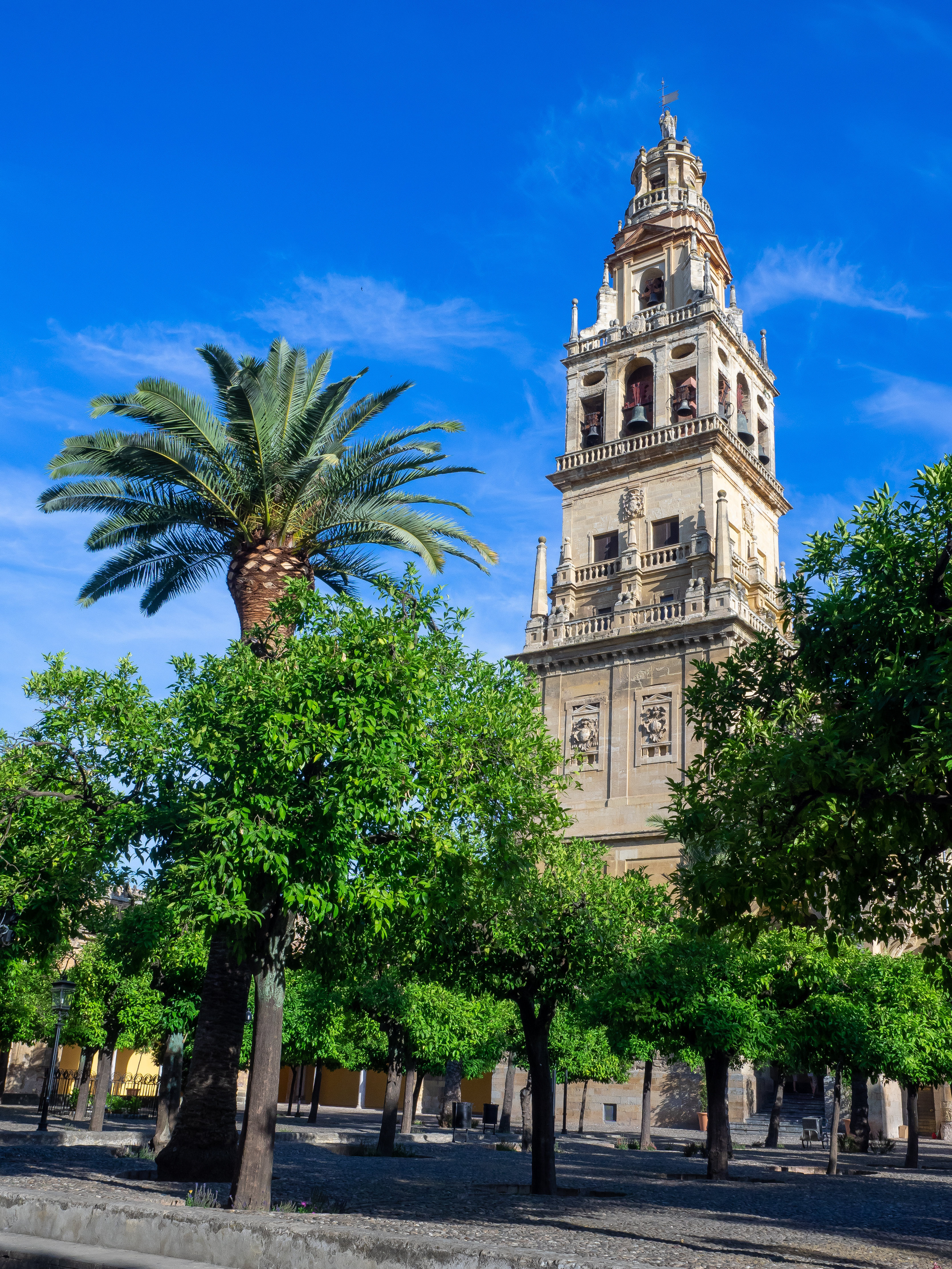
Вид на дзвіницю з Апельсинового суду; вежа охоплює залишки колишнього мінарету мечеті

У 1589 році сильний шторм (або землетрус) завдав шкоди колишньому мінарету, який використовувався як дзвіниця, і було вирішено переробити та зміцнити вежу. Було вибрано проєкт Ернана Руїса III (сина Ернана Руїса II), який помістив оригінальну структуру мінарету в нову дзвіницю в стилі Відродження. Деякі з верхніх секцій мінарету були знесені в процесі. Будівництво почалося в 1593 році, але зрештою зупинилося через те, що ресурси були витрачені на будівництво нової нави собору та трансепта, що відбувалося одночасно. Ернан Руїс III помер у 1606 році і не зміг побачити його завершення. Будівництво відновилося під керівництвом архітектора Хуана Секеро де Матілья в 1616 році, а вежа була закінчена в 1617 році.
Нова вежа, однак, мала недоліки, і потребувала ремонту вже у середині XVII століття, лише через кілька десятиліть після свого будівництва. Для вирішення проблеми собор найняв архітектора Гаспара де ла Пенья. Він зміцнив вежу та змінив початковий проєкт Пуерта дель Пердон («Двері прощення»), яка проходила через основу вежі. 1664 року Гаспар додав новий купол на вершині дзвіниці, на якому він поставив статую Святого Рафаеля, виконану скульпторами Педро де ла Пас і Бернабе Гомесом дель Ріо. 1727 року вежа була пошкоджена ще одним штормом, а в 1755 році її частини (переважно декоративні деталі) були пошкоджені Лісабонським землетрусом 1755 року. Французькому архітектору Бальтасару Древетону було доручено реставрувати та ремонтувати споруду протягом 8 років.
У березні 1748 року розпочалося будівництво хорів Головної каплиці (ісп. Capilla Mayor), яке доручили Педро Дуке Корнехо. Спочатку роботи фінансувались за рахунок великого заповіту архідиякона Хосе Діаса де Рекальде в 1742 році. Робота над хором була завершена в 1757 році, хоча Дуке Корнехо, який працював над нею безперервно протягом майже десяти років, помер лише за два тижні до офіційного відкриття завершеного хору.

### Сучасні реставрації (XIX—XXIст.)

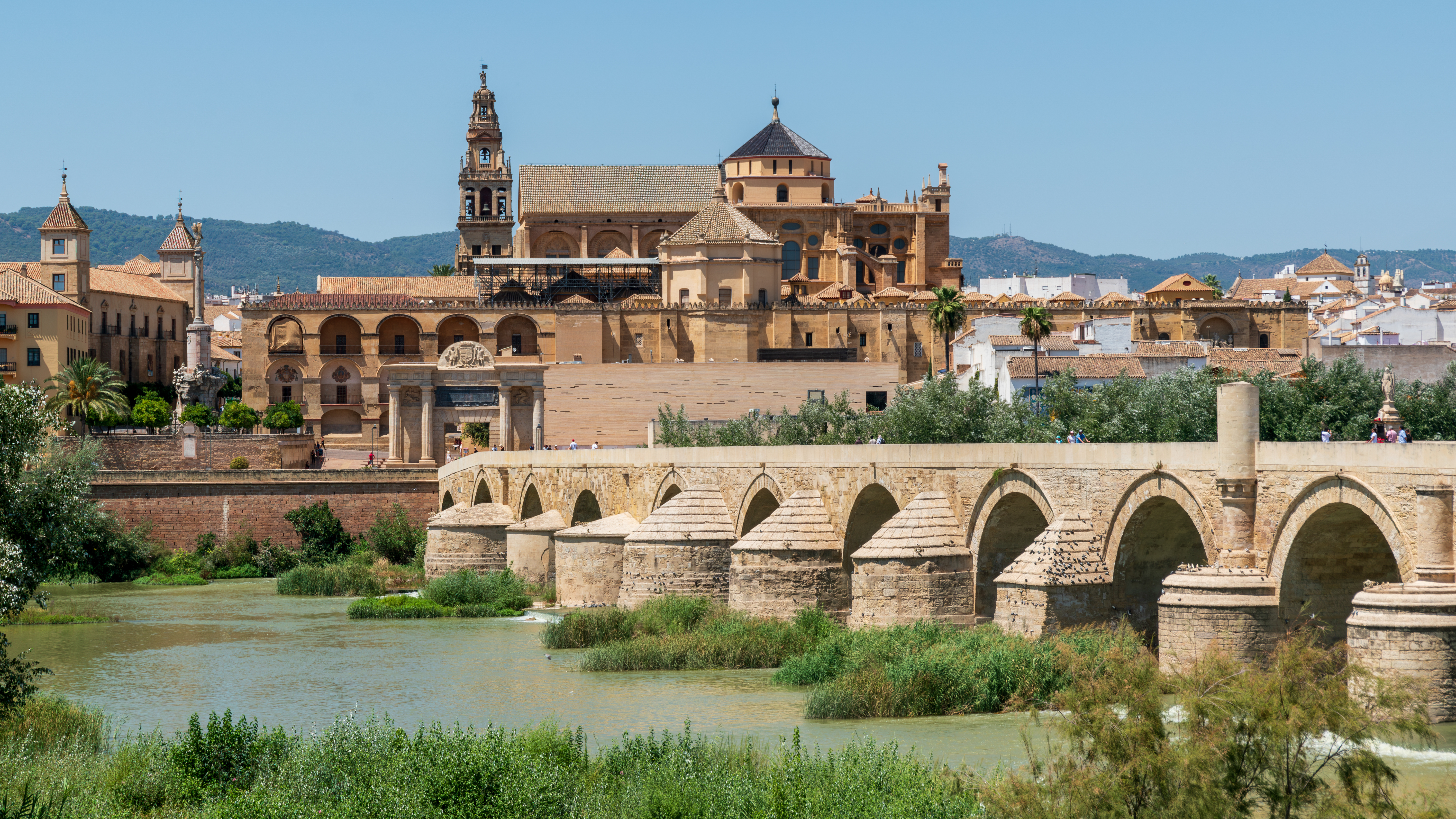
Вид на мечеть-собор з боку річки Гвадалквівір

У 1816 році з-за колишнього вівтаря старої Каплиці Сан-Педро було виявлено оригінальний міхраб мечеті. Під керівництвом Патрісіо Фурріеля було відновлено ісламську мозаїку міхрабу, зокрема частини, які були втрачені. Подальші реставраційні роботи, зосереджені на будівлі колишньої мечеті, проводилися між 1879 і 1923 роками під керівництвом Веласкеса Боско, який, серед іншого, демонтував барокові елементи, які були додані до каплиці Вільявісьйоси, і виявив там елементи попередньої споруди. У цей період, у 1882 році, будівлю Мечеті-собору було оголошено національним пам'ятником. Подальші дослідницькі роботи та археологічні розкопки як у самій будівлі мечеті, так і у її внутрішньому дворі проведені Феліксом Ернандесом між 1931 і 1936 роками. Пізніше вчені відзначили, що сучасні реставрації, починаючи з XIX століття, частково зосереджувалися на «реісламізації» (в архітектурному плані) частин мечеті-собору. Це відбулося в контексті ширших заходів шодо дослідження та відновлення споруд ісламської епохи, що розпочались у XIX столітті:272–278.
У 1984 році мечеть-собор була оголошена ЮНЕСКО об'єктом всесвітньої спадщини, а в 1994 році цей статус був поширений на весь історичний центр Кордови. Проєкт реставрації дзвіниці розпочався в 1991 році і завершився в 2014 році, тоді як трансепт і хор ренесансного собору також були відреставровані між 2006 і 2009 роками. Подальші реставрації таких об'єктів, як каплиці та деяких зовнішніх воріт, продовжували відбуватися до кінця 2010-х років.
9 серпня 2025 року у Мечеті-соборі Кордови спалахнула пожежа, внаслідок чого в історичній будівлі зазнали пошкоджень дахи двох каплиць, а також стіни. Мер Кордови Хосе Марія Беллідо, який контролював гасіння пожежі, повідомив, що збитки, ймовірно, незначні, та запевнив, що це не катастрофа.

## Архітектура
Велика мечеть Кордови протягом століть грала важливу роль для ісламської громади Аль-Андалуса. У Кордові, столиці Омеядів, мечеть вважалася серцем і центром міста. Мухаммад Ікбал описав її внутрішній простір як «незліченні стовпи, схожі на ряди пальм в сирійських оазах». Для мешканців Аль-Андалуса «краса мечеті була настільки сліпучою, що її неможливо описати».
Після всіх історичних розширень мечеть-собор займає площу 180x130 м. Оригінальний план будівлі повторює загальну форму деяких із найдавніших мечетей, побудованих ще на світанку ісламу. Деякі з її особливостей повторювали прецеденти в омейядській Великій Мечеті у Дамаску, яка важливою зразковою моделлю. Мечеть мала прямокутну молитовну залу з проходами, розташованими перпендикулярно кіблі, напрямку, куди моляться мусульмани. Має товсті зовнішні стіни, що дещо нагадують фортецю. На півночі розташований просторий внутрішній двір (колишній sahn), оточений аркадною галереєю, з воротами на північній, західній і східній сторонах і фонтанами, які замінюють колишні фонтани мечеті, які використовувалися для омовіння. на західній стороні мечеті колись існував міст або підвищений прохід (sabat), який з'єднував молитовний зал безпосередньо з палацом халіфа, що знаходився через дорогу. Аль-Разі, арабський письменник, говорить про цінний мармур винного кольору, отриманий з гір цього району, який часто використовувався для прикрашання нефів мечеті.
Прибудови християнської епохи (після 1236 р.) включали багато невеликих каплиць по всій будівлі та різні відносно косметичні зміни. Найістотнішими та найпомітнішими доповненнями є хрестоподібні нава та трансепт Головної Каплиці (Capilla Mayor), де сьогодні проводиться меса, яку почали зводити у XVI столітті та «вбудували» в середину молитовного залу колишньої мечеті, а також реконструкцію колишнього мінарету в ренесансну дзвіницю.

### Гіпостильний зал

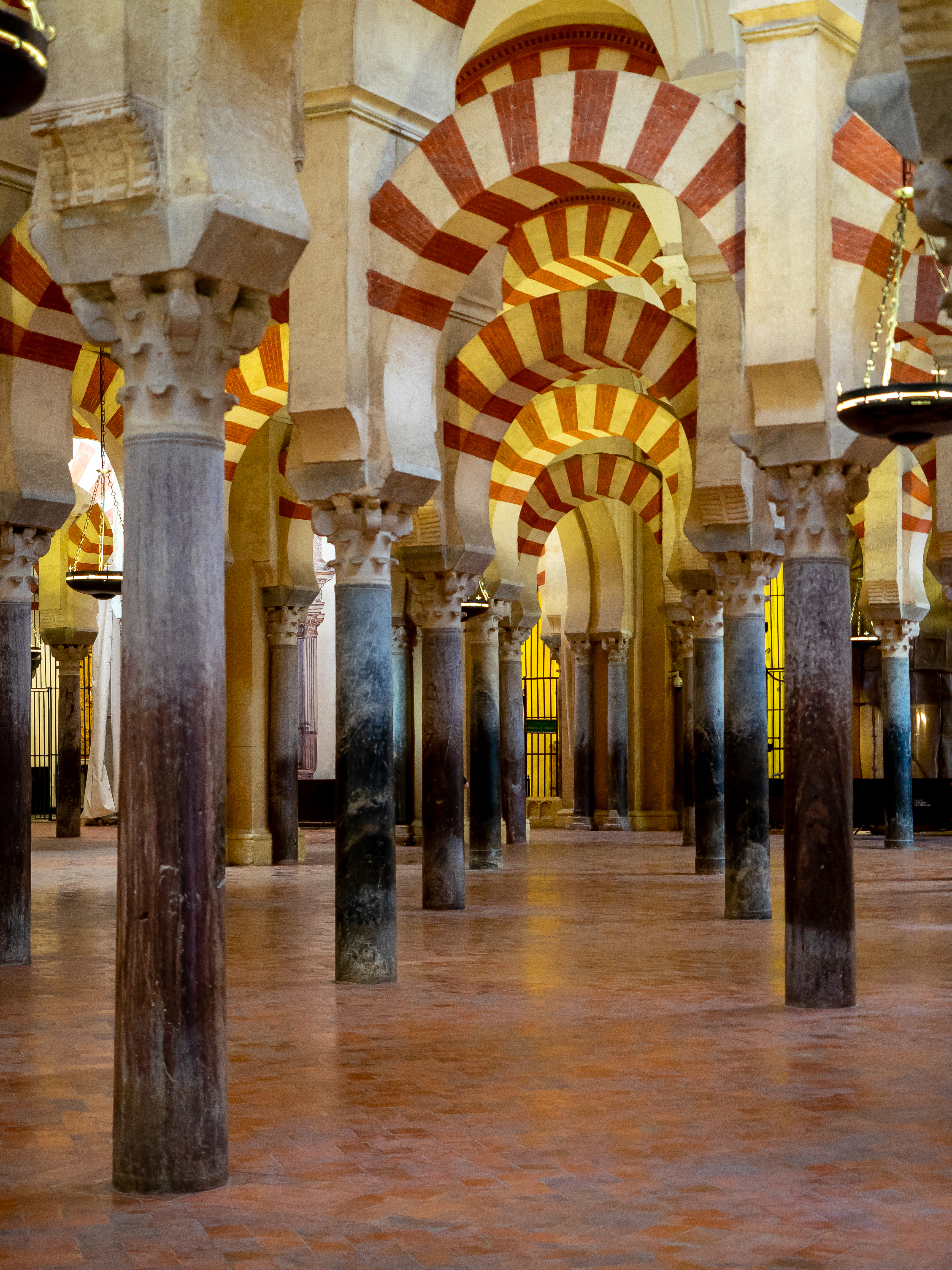
Гіпостильний молитовний зал

Гіпостильний зал сучасної мечеті-собору зберігся від початкової ісламської споруди та служив її головним молитовним місцем, а також використовувався для інших цілей. Він служив центральним молитовним залом для особистих молитов, для п'яти щоденних мусульманських молитов і спеціальних п'ятничних молитов, які супроводжувалися проповіддю. Він також міг служити залом для навчання та розгляду справ шаріату під час правління Абд аль-Рахмана I та його наступників.
Зал був просторим приміщенням з пласкою підлогою та дерев'яними стелями, які підтримувалися рядами двоярусних арок (аркад), що спиралися на колони. Ці ряди арок розділяли початкову будівлю на 11 проходів або «нефів», що йшли в напрамку кібли з півночі на південь, від внутрішнього саду мечеті до стіни з міхрабом, і пізніше їх було збільшено до 19 завдяки розширенню Аль-Мансура. Аркові пройоми, у свою чергу, утворювали перпендикулярні напрямку кібли проходи, що йдуть між колонами зі сходу на захід. Приблизно 850 колон були виготовлені з яшми, оніксу, мармуру, граніту та порфіру. При будівництві початкової мечеті всі колони та капітелі були повторно використані з більш ранніх римських і вестготських будівель, але під час подальших розширень (починаючи з Абд ар-Рахмана II) використовувались нові капітелі вже мавританського виробництва, які еволюціонували з попередніх римських моделей:44–45:14. Головний неф, який веде до міхрабу, спочатку був центральним нефом мечеті, але після добудови Аль-Мансура, що змістила центр будівлі на схід, головний неф став ділити будівля не симетрично і виявився зміщеним ближче до її західної сторони. Він трохи ширший за інші нефи, демонструючи певну ієрархію в плані мечеті: 40  : 20.  Двоярусні арки були нововведенням, яке дозволило встановити вищі стелі, ніж це було б можливо з відносно низькими колонами. Вони складаються з нижнього ярусу підковоподібних арок і верхнього ярусу напівциркульних арок: 20.  Вусуари арок чергуються між червоною цеглою та білим каменем:20. Подібні зміни кольорів були поширені в архітектурі Омеядів у Леванті та в доісламській архітектурі на Піренейському півострові:42. За словами Анвара Г. Чейне, арки були натхненні арками в мечеті Купол Скелі. Підковоподібні арки були відомі на Піренейському півострові в вестготський період (наприклад, церква VII століття Сан-Хуан-де-Баньос), і меншою мірою у візантійських і Омеядських регіонах Близького Сходу; однак традиційна «мавританська» арка розвинулася у свою особливу та трохи витонченішу версію:43 :163–164:13–14.

Архітектурна система мечеті, яка складається з повторюваних двоярусних арок, з невеликим оздобленням поверхні, вважається однією з її найінноваційніших характеристик і була предметом багатьох коментарів. Гіпостильний зал по-різному описується як схожий на «ліс колон»:58 і має ефект, схожий на «дзеркальну залу»:13. Вчений Джерілін Доддс узагальнив візуальний ефект гіпостильної зали наступним чином:13.
Таким чином, інтерес до інтер'єру мечеті створюється не застосуванням декоративного оздоблення окремої будівлі, а трансформацією морфем самої архітектури: арок і вусуарів. Оскільки ми поділяємо переконання, що архітектурні компоненти за визначенням повинні поводитися логічно, їхнє перетворення на агентів хаосу підживлює базову підривну дію наших очікувань щодо природи архітектури. Напруга, яка зростає через ці спотворені очікування, створює інтелектуальний діалог між будівлею та глядачем, який буде характеризувати розвиток дизайну Великої мечеті Кордови протягом понад двохсот років.

### Стеля
Оригінальна пласка дерев'яна стеля мечеті була зроблена з дерев'яних дошок і балок з різьбленим і розписним декором:148–149. Збережені фрагменти оригінальної стелі, деякі з яких зараз демонструються у дворі Апельсинів, були виявлені в XIX столітті, що дозволило сучасним реставраторам реконструювати стелі деяких із західних частин мечеті відповідно до їх оригінального стилю:149.
Східні нави залу (у розширенні аль-Мансура), навпаки, тепер покриті високими готичними склепіннями, які були додані в XVI столітті Ернаном Руїсом I:79. Зовні будівля має двосхилі дахи, покриті черепицею.

### Міхраб і максура
Молитовний зал має багато прикрашений міхраб (нішу в стіні, що символізує напрямок молитви), оточений архітектурно визначеною максурою (областю, відведеною для еміра або халіфа під час молитви), яка датується розширенням халіфа Аль-Хакама II після 965 року. Ця територія максури охоплює три затоки вздовж південної стіни кібли перед міхрабом і була відокремлена від решти мечеті складним екраном із пересічних підковоподібних і багатолопатевих арок; особливість, яка згодом мала великий вплив на подальший розвиток мавританської архітектури. Міхраб відкривається в стіні в середині цієї максури, а двоє дверей оточують його з боків. Двері справа, Баб аль-Сабат («двері сабату»), відкривали доступ до проходу, який спочатку вів до сабату, піднятого проходу над вулицею, який з'єднував мечеть із палацом халіфа. Двері ліворуч, Баб Байт аль-Мал («двері скарбниці»), вели до скарбниці, розташованої за стіною кібли (зараз частково зайнята скарбницею собору):18: 136, 143.

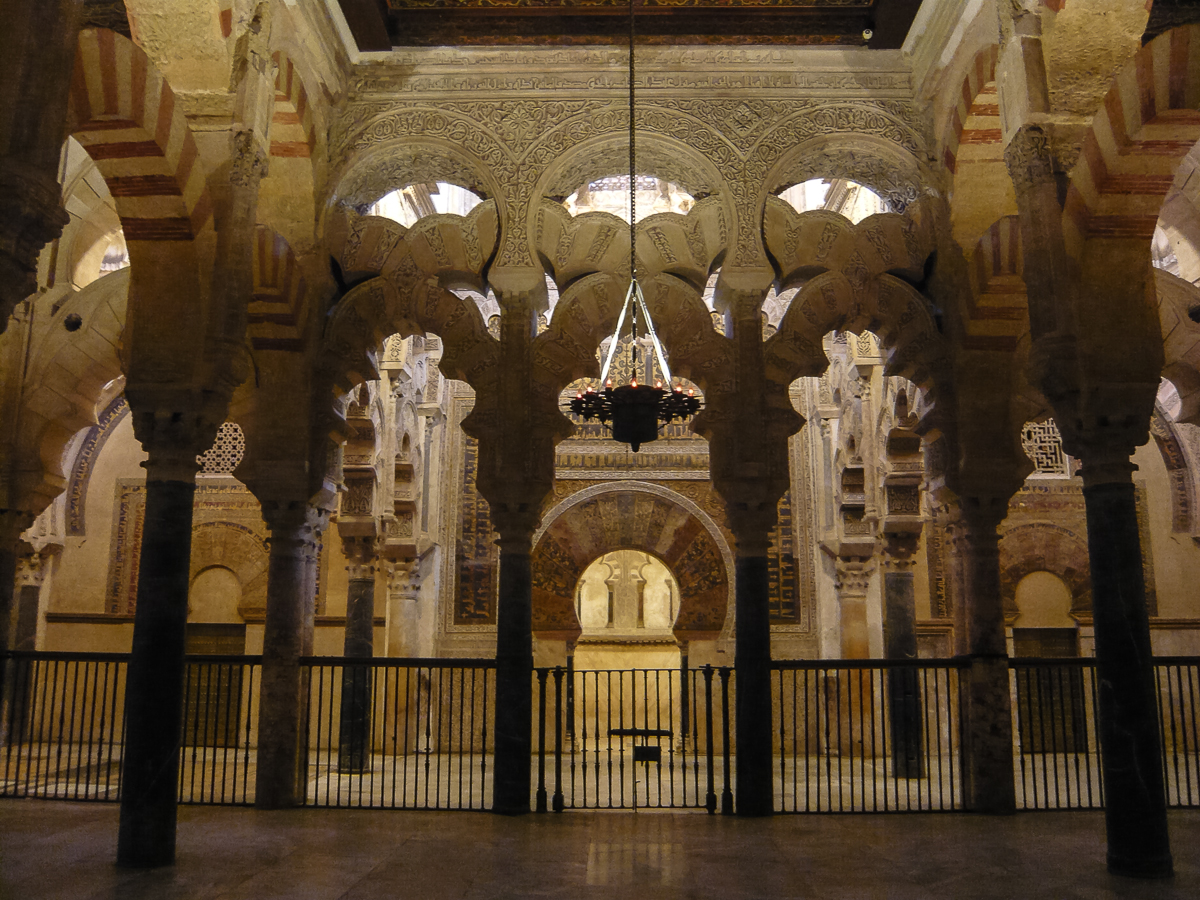
Вид на арки максури та міхраб за нею, з бічними дверима праворуч і ліворуч

Міхраб складається з підковоподібної арки, що веде до невеликої семикутної камери, покритої куполом у формі раковини над кільцем багатолопатевих глухих арок і різьблення: 75–76.  Це найперший відомий міхраб, який складається з фактичної кімнати, а не просто ніші в стіні:18. Під підковоподібною аркою знаходяться дві пари коротких мармурових колон із капітелями — кожна пара має одну червону колону та одну темно-зелену колону — які, як вважають, були повторно використані з міхраба попереднього розширення мечеті Абд аль-Рахманом II: 75.  Міхраб, у свою чергу, оточений типовим розташуванням променистих аркових декорацій і прямокутним обрамленням або альфізом, який також видно в дизайні більш ранніх західних воріт мечеті Баб аль-Вузара (сучасна Пуерта де Сан Естебан) і ймовірно також був присутній у проєкті першого міхрабу мечеті:43. Над цим альфізом розташована ще одна декоративна сліпа аркада з багатолопатевих арок. Нижні стіни з обох боків міхрабу оздоблені мармуровими панелями з різьбленими арабесковими рослинними мотивами, тоді як стрижні над аркою також заповнені різьбленими арабесками. Однак вусуари арки, а також прямокутна рама з альфіза та сліпа аркада над нею заповнені золотою та скляною мозаїкою. Ті, що у вусуарах і сліпій аркаді, утворюють рослинні та квіткові мотиви, тоді як ті, що в альфізі та в менших смугах на пружинах арки містять арабські написи куфічним шрифтом: 75–76 . Двоє дверей з обох боків секції міхрабу також обрамлені подібним, але менш витонченим мозаїчним декором.
Кожна з трьох ніш в області максура (простір перед міхрабом і простір перед двома бічними дверима) покриті вишуканими ребристими куполами. Використання пересічних арок у цій зоні також вирішило проблему створення додаткової опори, щоб витримати вагу та тягу цих куполів: 72. Самі куполи побудовані з восьми пересічних кам'яних ребер. Замість того, щоб зустрічатися в центрі купола, ребра перетинаються одне з одним поза центром, утворюючи восьмикутну зірку з восьмикутним «фестончастим» куполом у центрі: 70–73. Середній купол, перед міхрабом, особливо складний і також покритий мозаїчним декором:74.

Вчені підтвердили, що у стилі мозаїки в цій частині мечеті відчувається сильний вплив візантійської мозаїки, що підтверджує історичні розповіді про те, що халіф просив у візантійського імператора надіслати досвідчених мозаїків і той відгукнувся на таке прохання:73:84. Вчені стверджують, що таке використання візантійської мозаїки також є частиною загального бажання — свідомого чи ні — Кордовських Омеядів викликати зв'язки з раннім Омеядським халіфатом на Близькому Сході, зокрема з Великою мечеттю Омеядів у Дамаску, де візантійські мозаїки були помітним елементом оздоблення:22.
Такий Він, Знавець усіх речей, прихованих і відкритих, Піднесений, Милосердний. Він – Живий, немає Бога, крім Нього; взивайте до Нього, віддаючи Йому щиру відданість, хвала Богу, Господу світів:87.

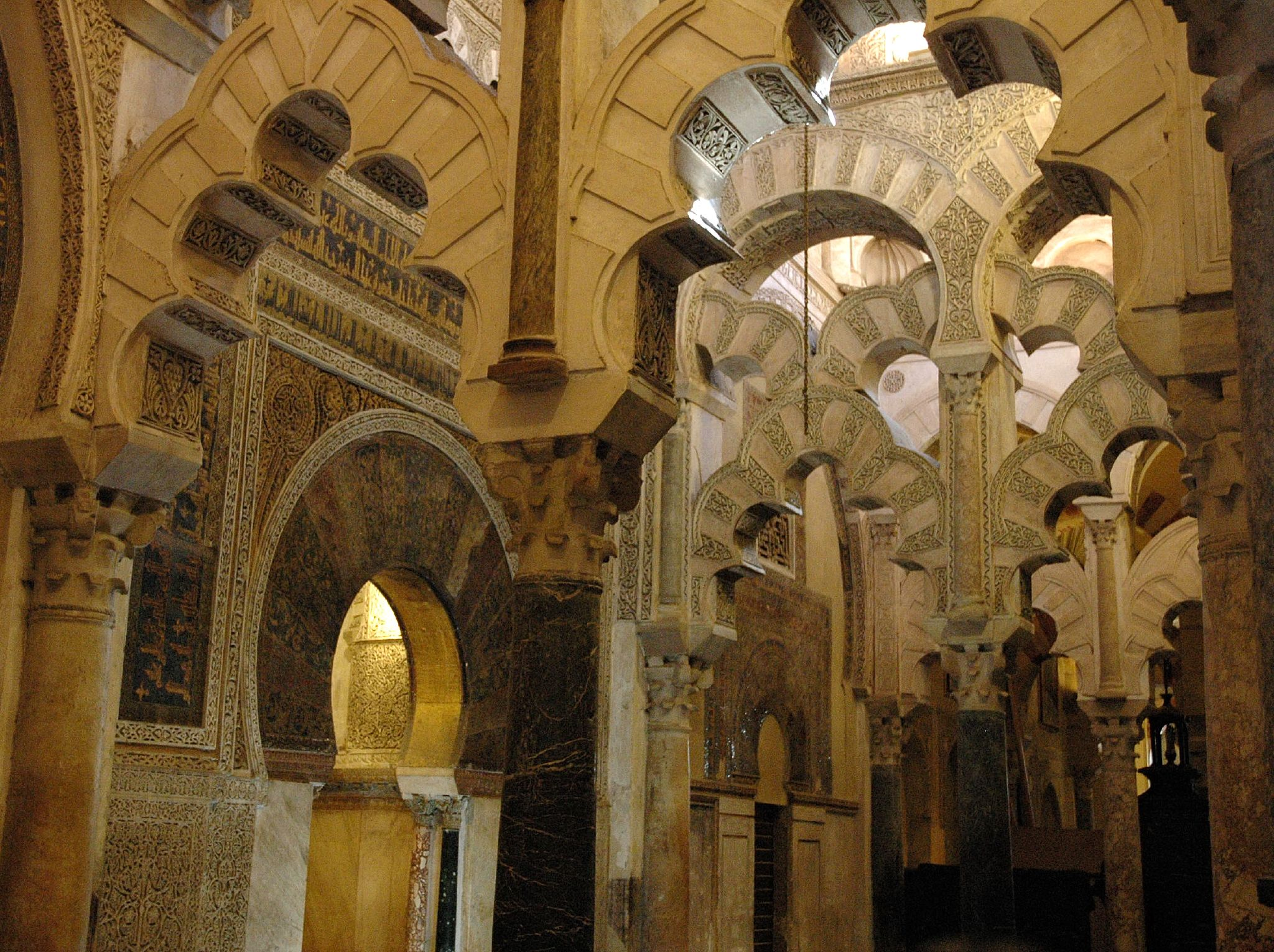
Вид на пересічні арки в районі максури навколо міхрабу
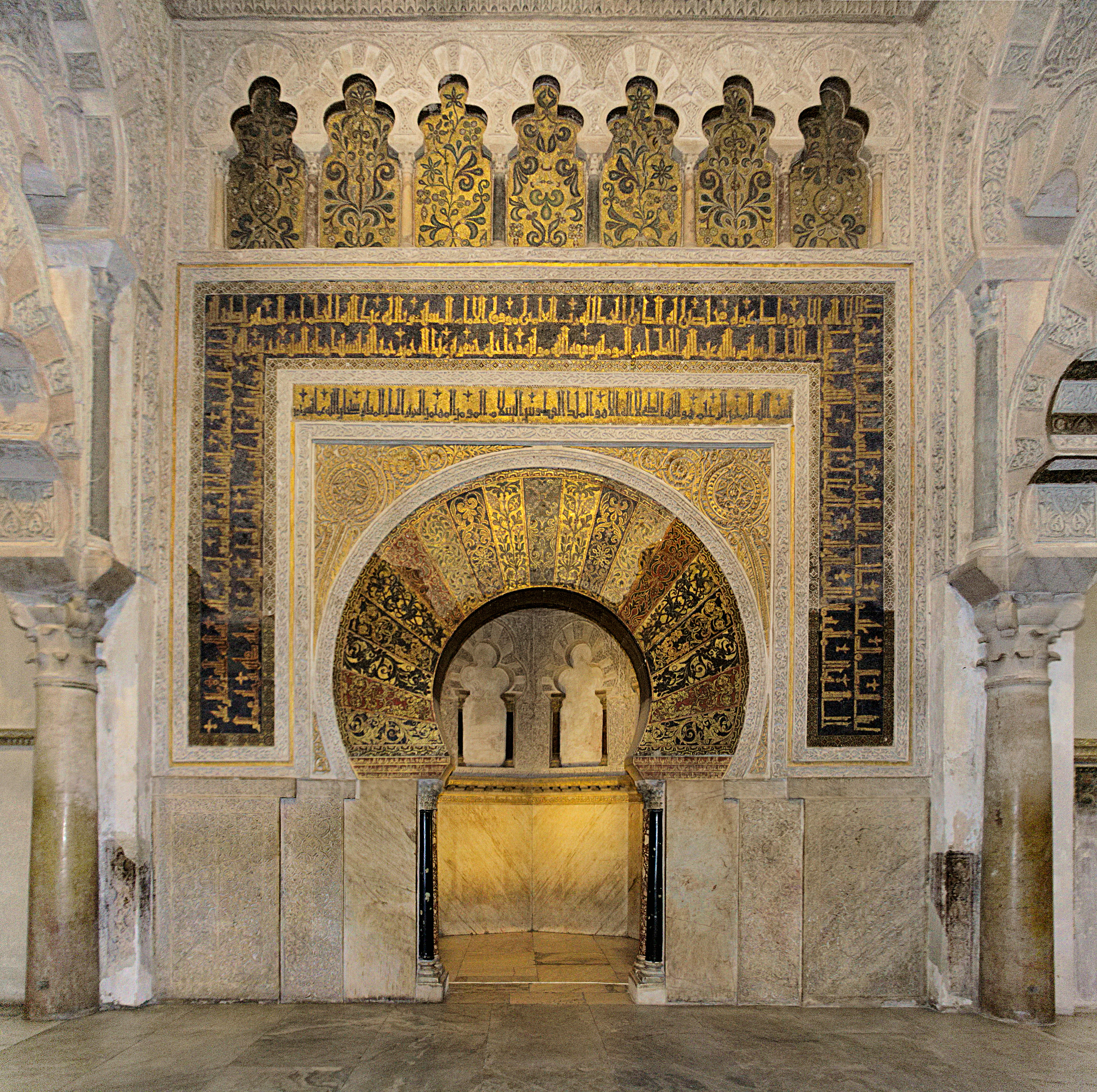
Міхраб
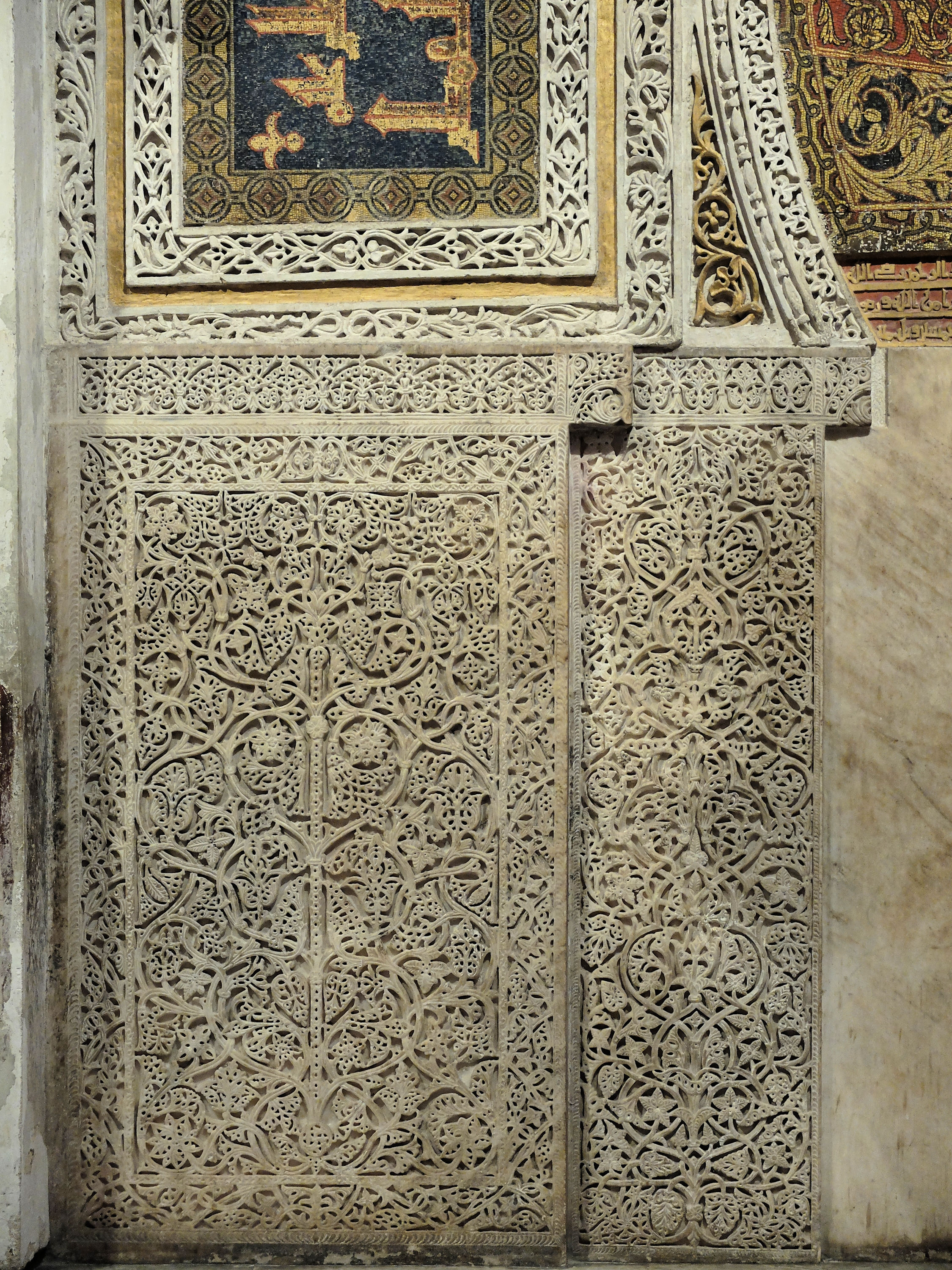
Різьблений мармуровий декор на нижніх стінах навколо міхрабу
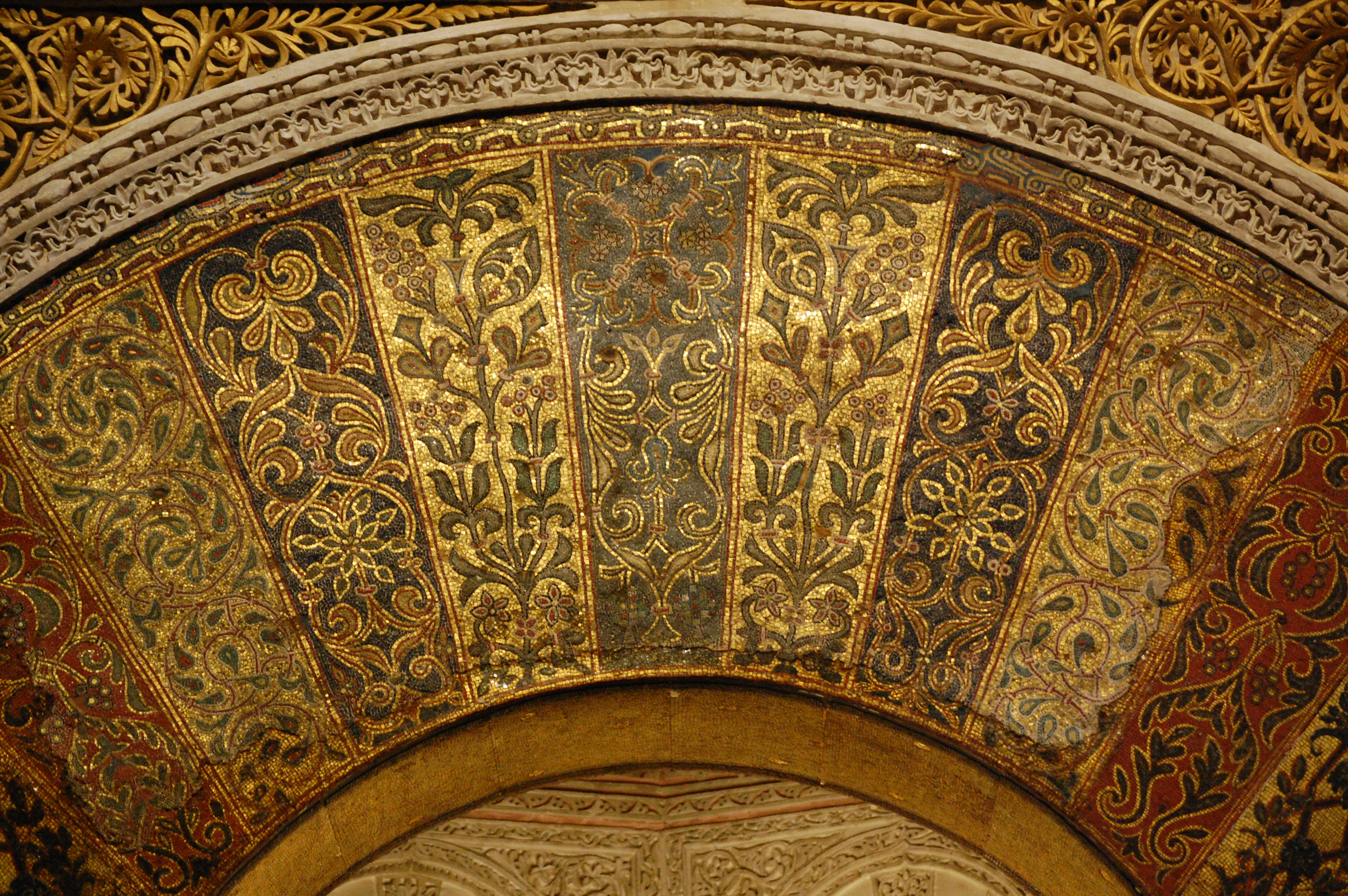
Мозаїка у вусуарах арки міхрабу
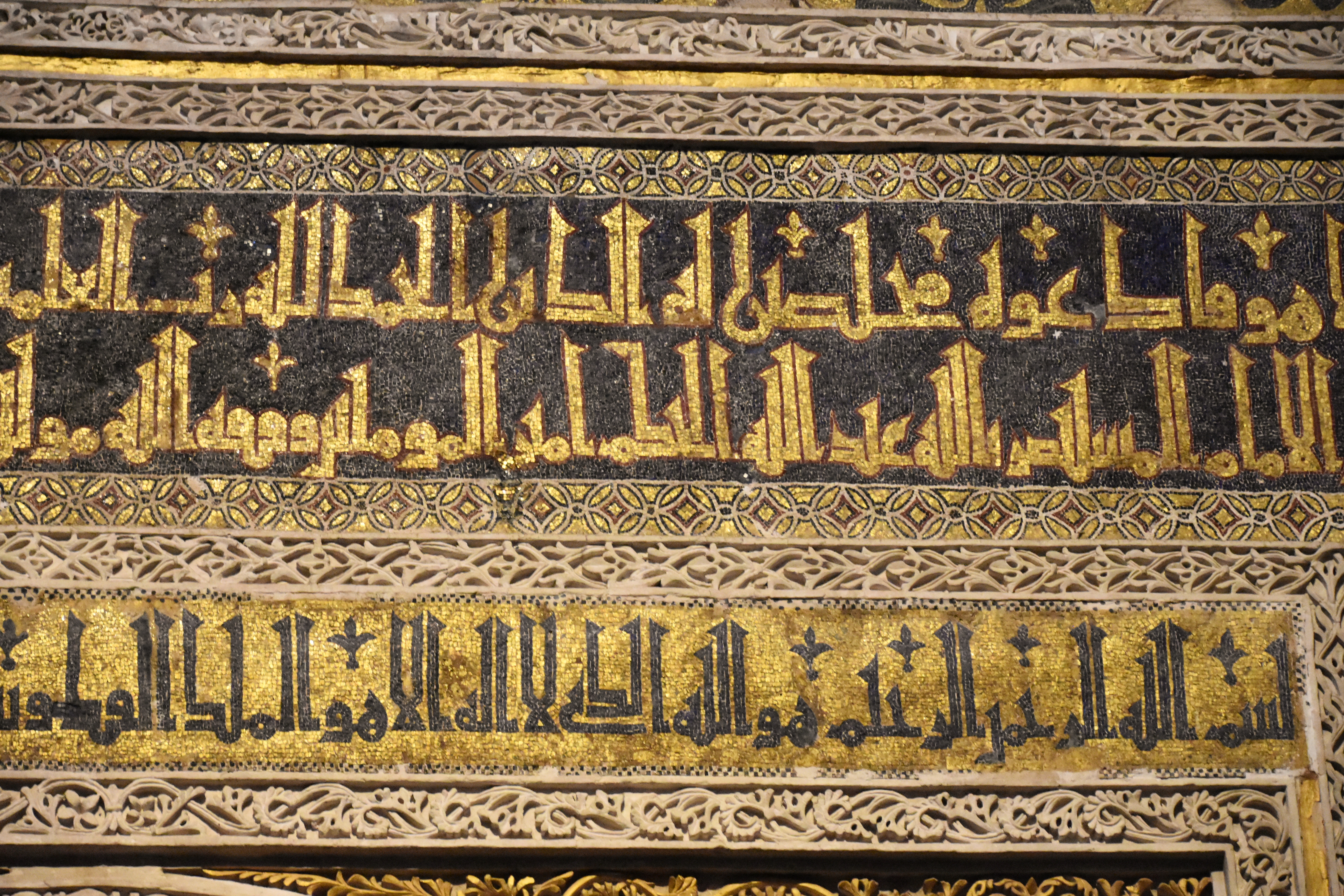
Частина куфічних написів у мозаїці альфіза над міграбом
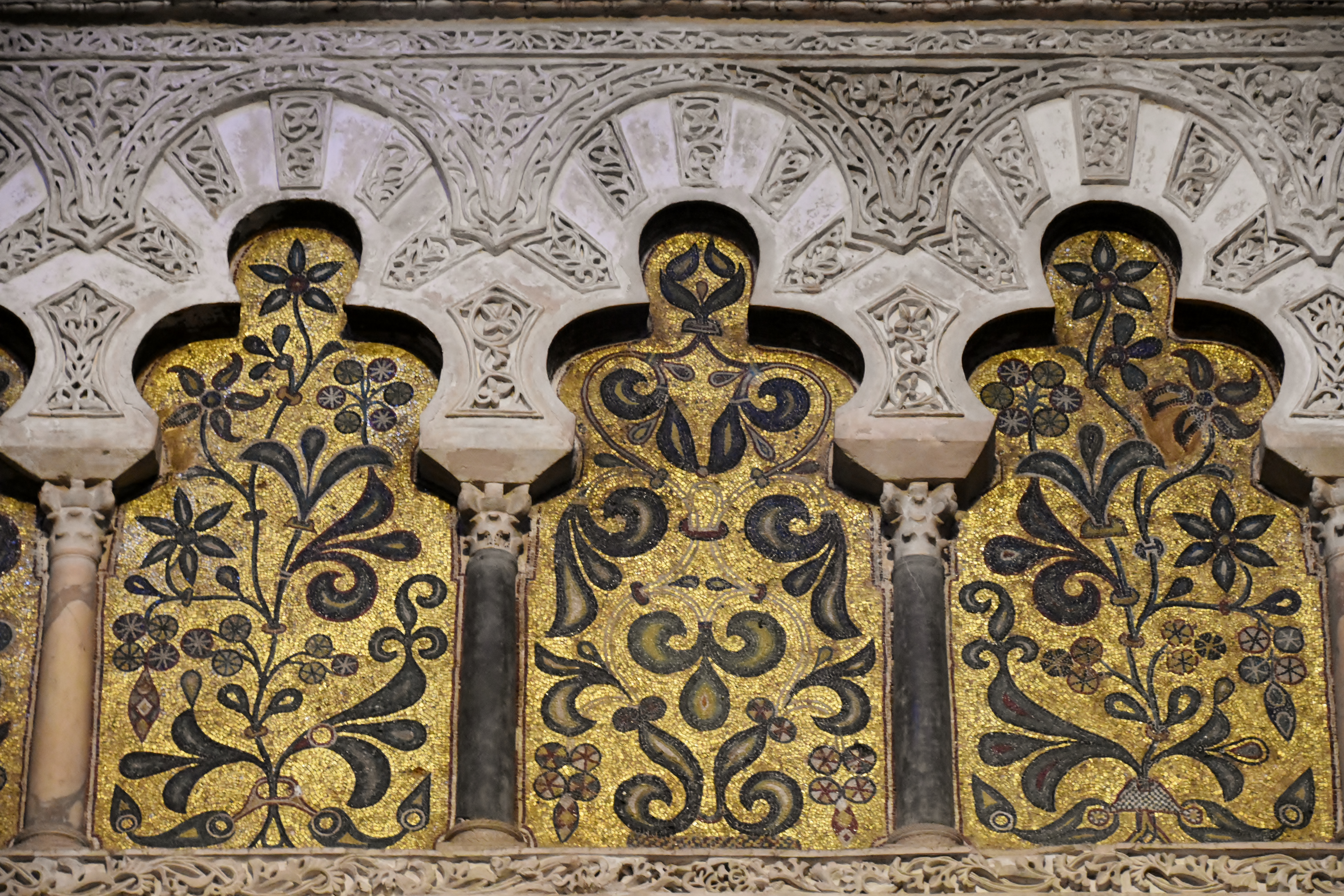
Сліпа аркада над альфізом, з мозаїкою
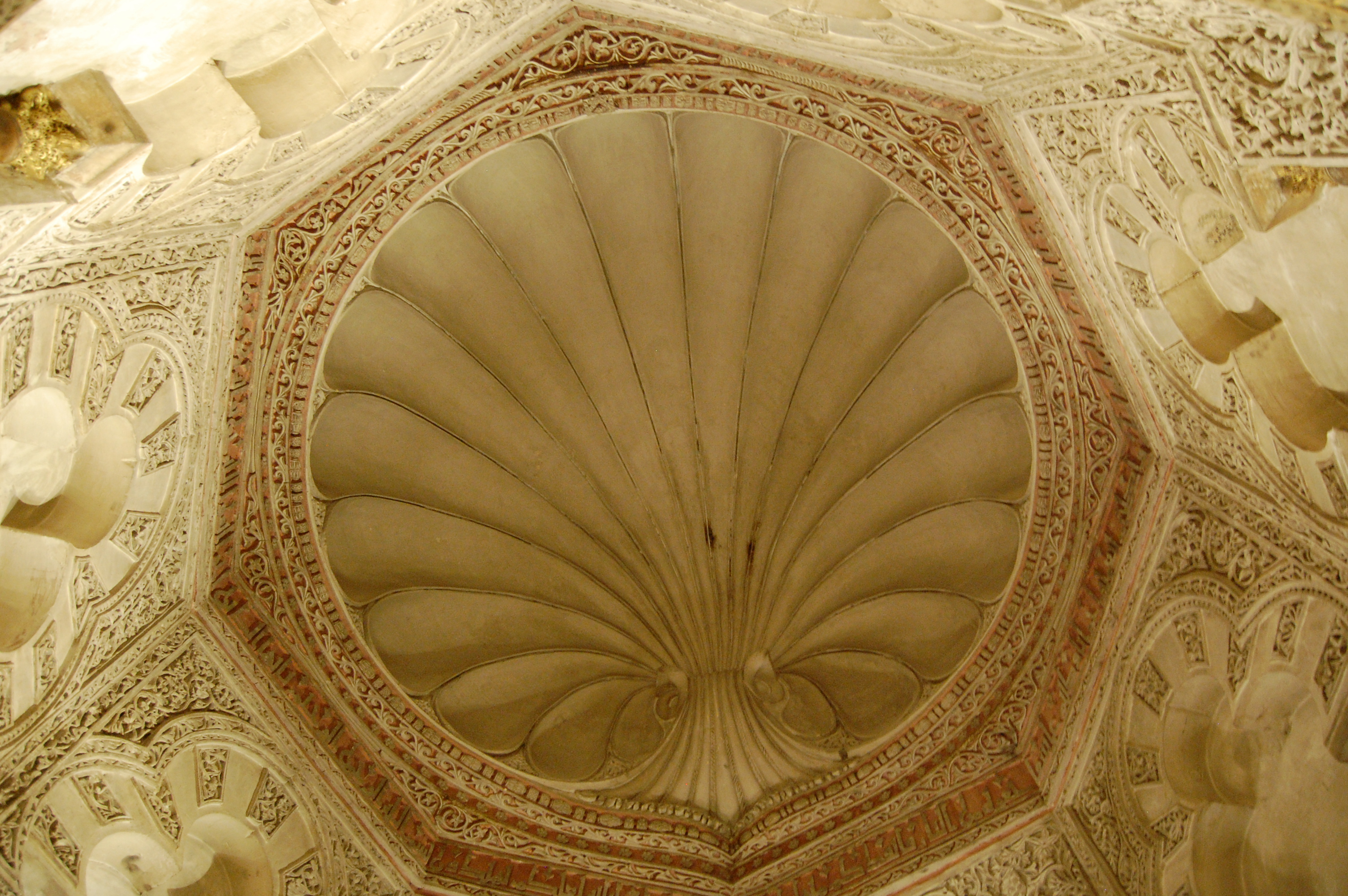
Інтер'єр міхрабу та його купол у формі мушлі
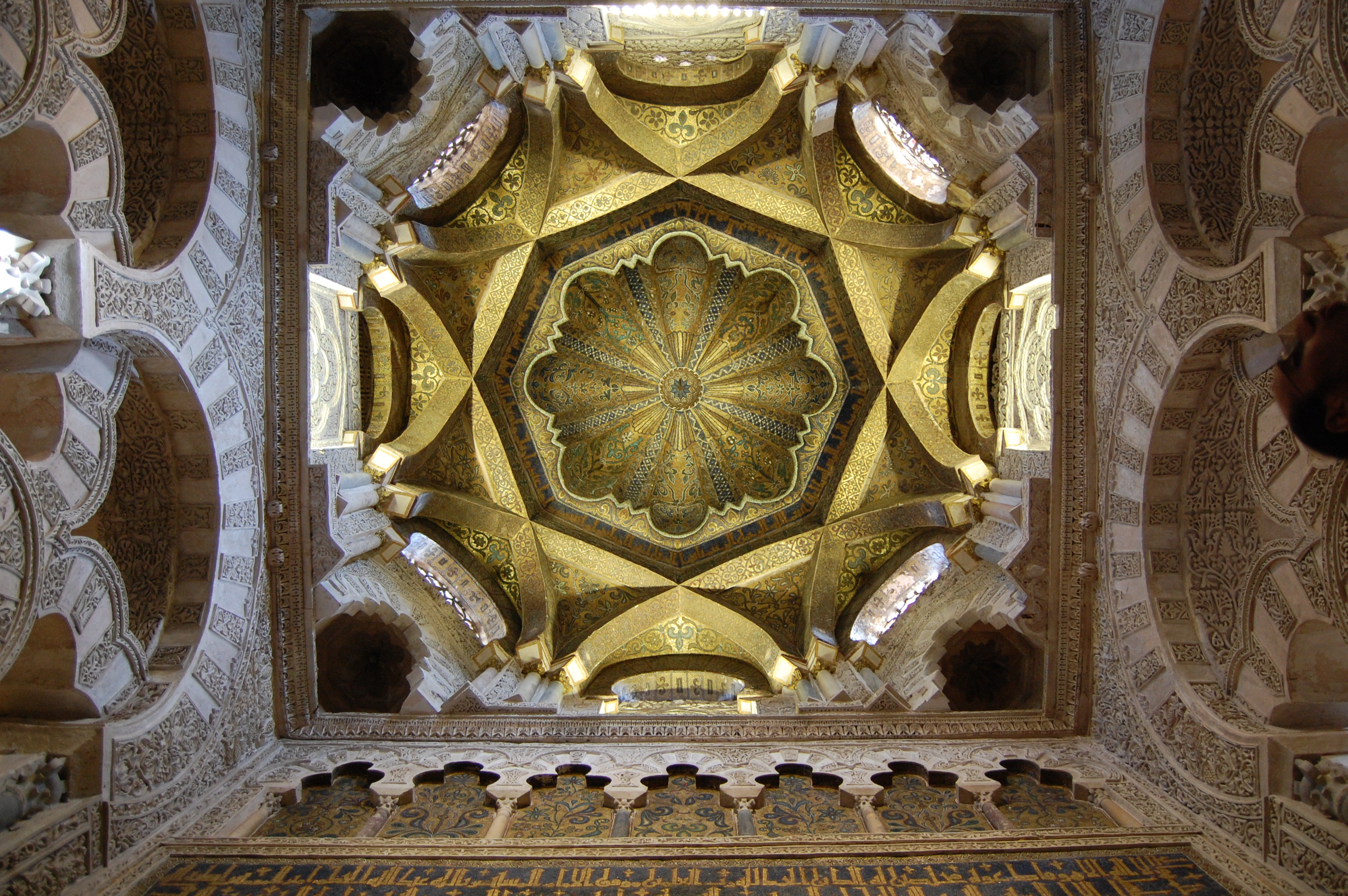
Середній купол над максурою, перед міхрабом
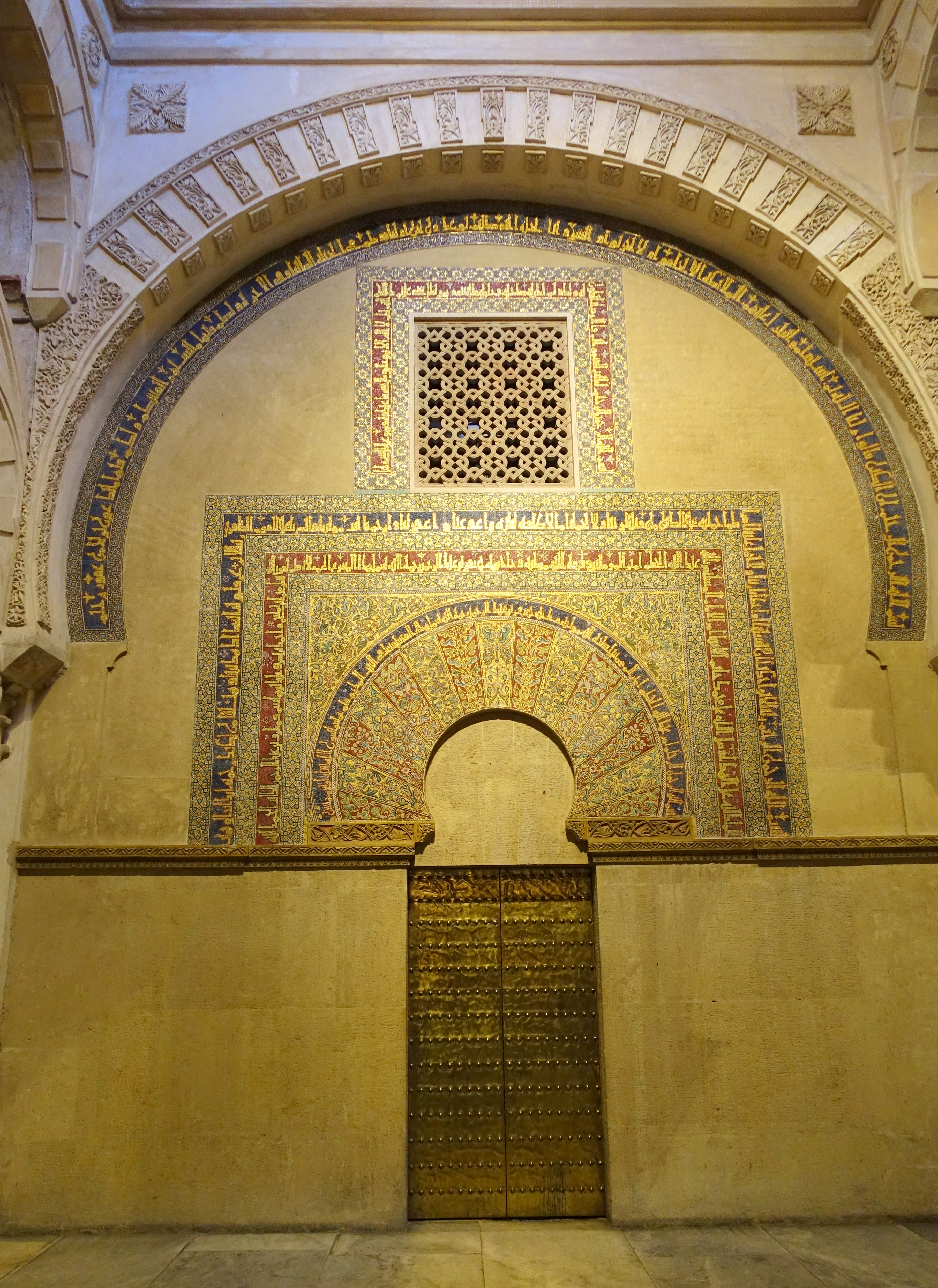
Баб Байт аль-Мал, ліворуч від міхрабу, дверей, які вели до скарбниці мечеті
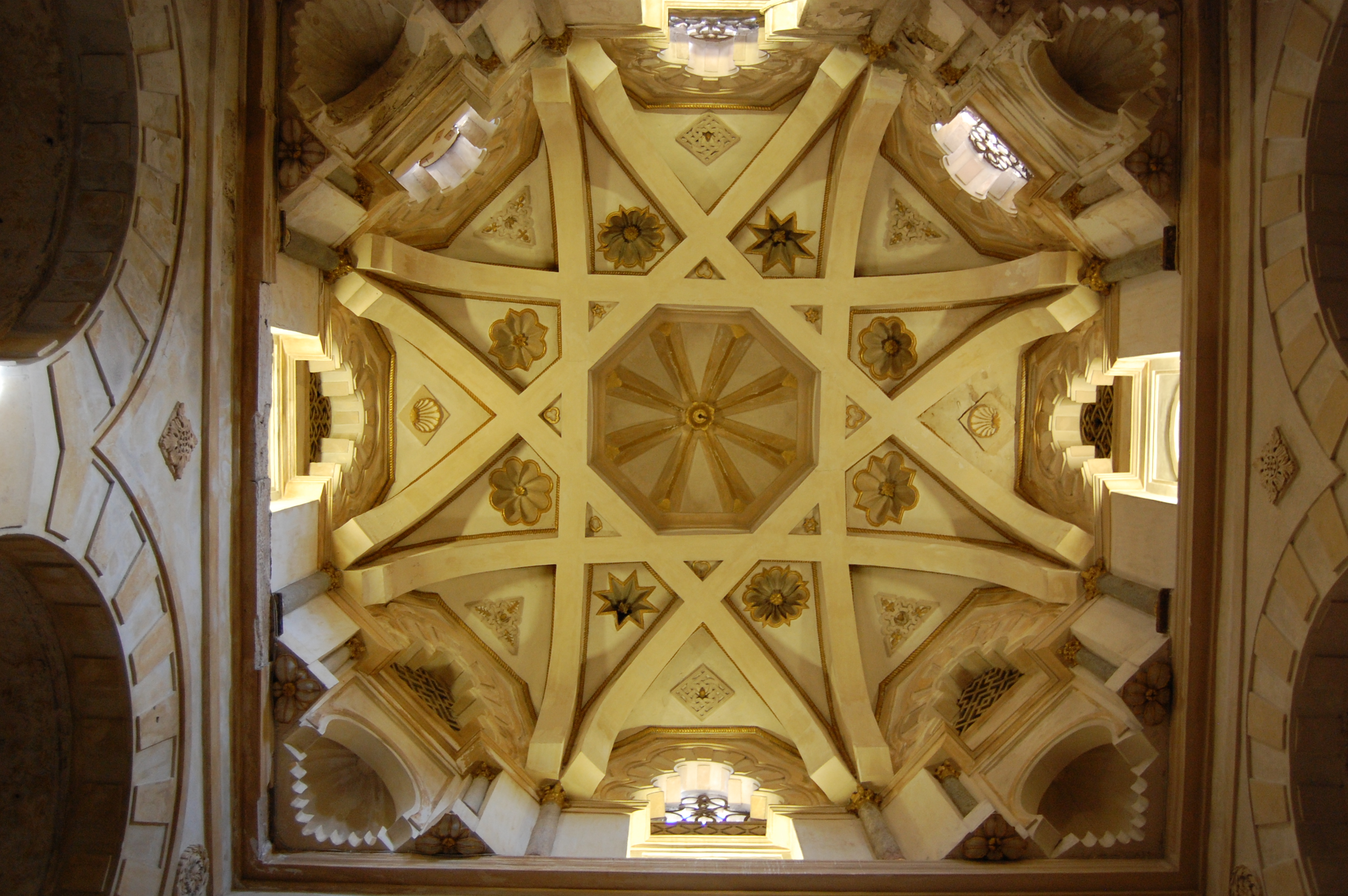
Купол перед Баб Байт аль-Мал
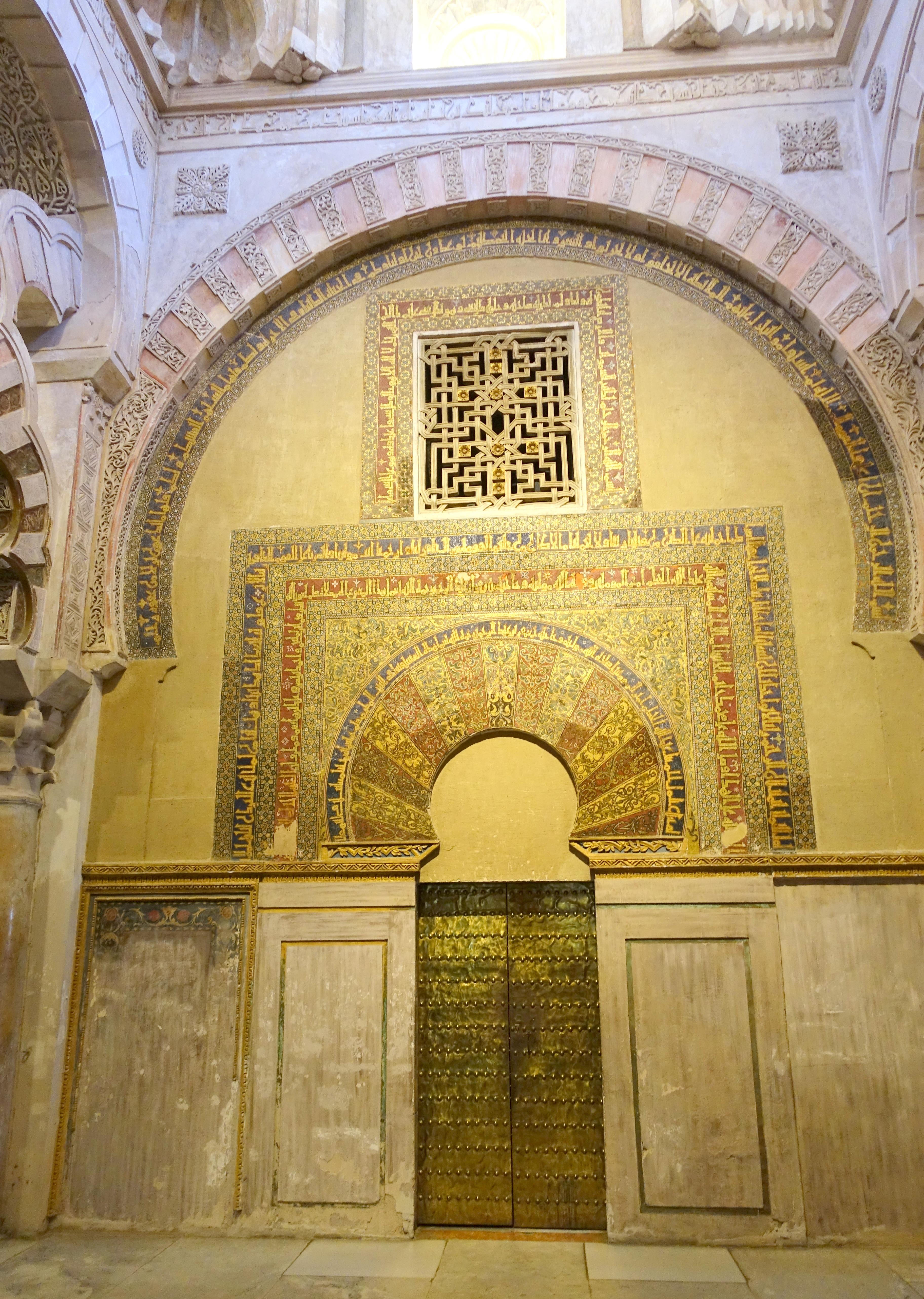
Баб аль-Сабат, праворуч від міхрабу, дверей, які вели до проходу, що з’єднується з палацом халіфа
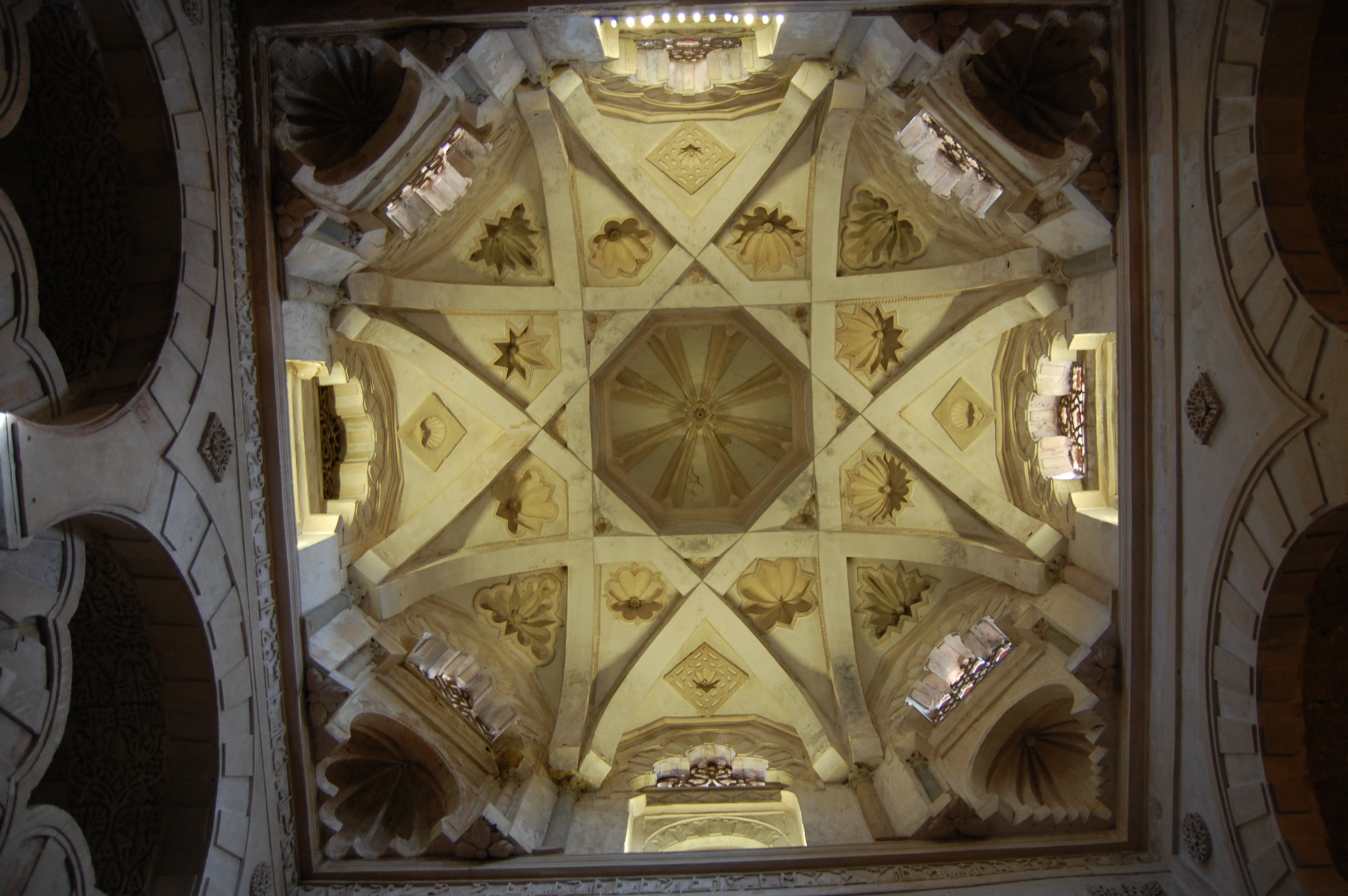
Купол перед Баб аль-Сабат

### Арабські написи

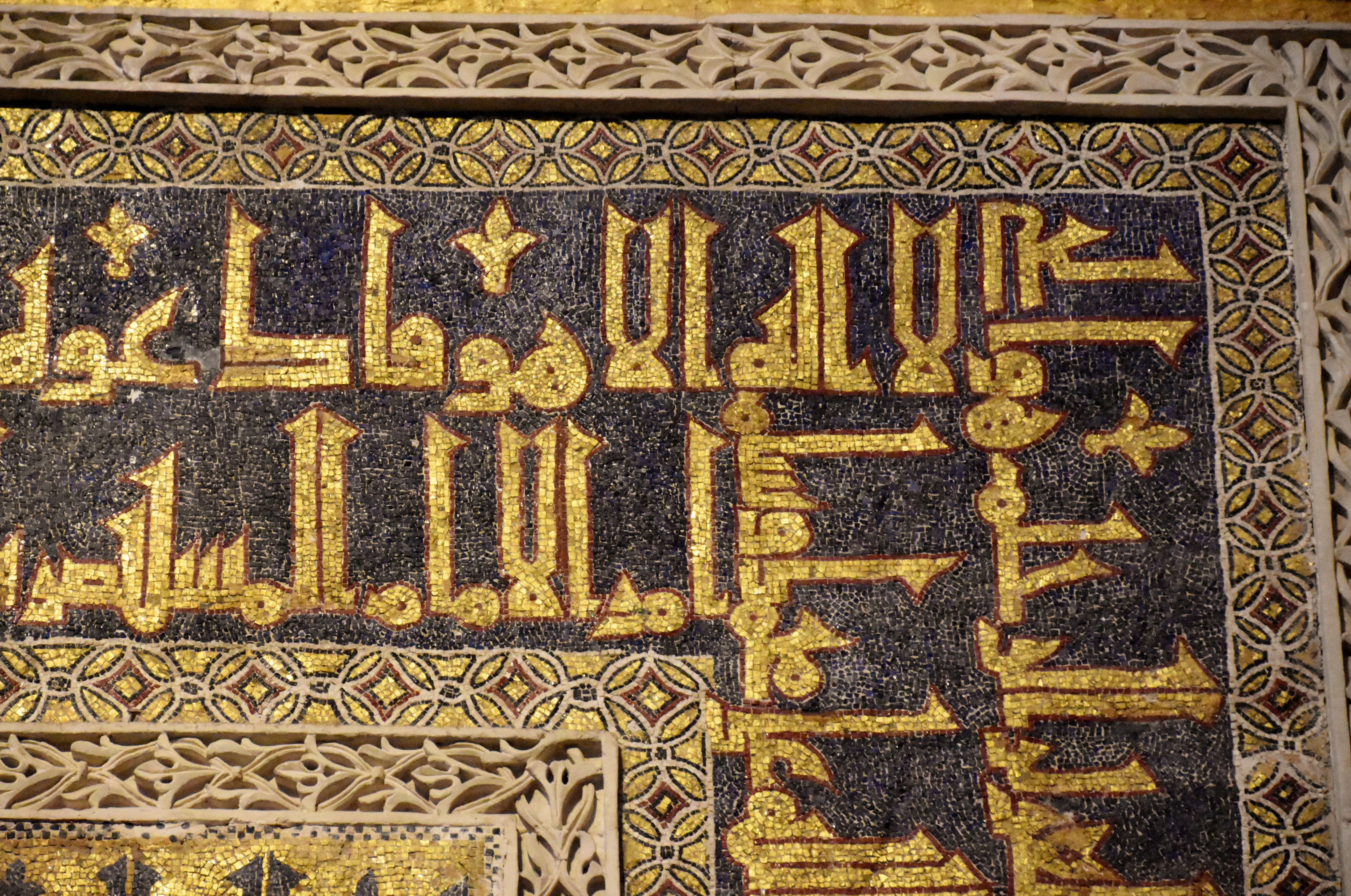
Частина основного арабського напису в альфізі навколо міхраба, виконана золотими куфічними літерами. Він містить уривки з Корану та основний текст, що вихваляє аль-Хакама II.

Арабські написи в оздобленні навколо міхрабу є першим великим прикладом програми політично-релігійних написів в архітектурі Аль-Андалуса. Вони містять вибрані уривки з Корану, а також написи на фундаменті, що вихваляють покровителя (халіфа Аль-Хакама II) і людей, які допомагали в проєкті будівництва:70.

Найбільший напис альфіза (прямокутної рамки) навколо міхрабу, виконаний мозаїкою золотими куфічними літерами на темному тлі, починається двома уривками з Корану (сура 32:6 і сура 40:65), які перекладаються як:
Такий Він, Знавець усіх речей, прихованих і відкритих, Піднесений, Милосердний. Він – Живий, немає Бога, крім Нього; взивайте до Нього, віддаючи Йому щиру відданість, хвала Богу, Господу світів:87

Далі йде текст, що вшановує експансію аль-Хакама:
Дякую Богу, Господу світів, який обрав імама аль-Мустансіра Біллаха, 'Абд Аллаха аль-Хакама аміра аль-му'мініна, нехай Бог збереже його в праведності, для цієї поважної споруди і хто був йому допомогою в [здійсненні] його вічну структуру, з метою зробити її просторішою для своїх послідовників... на виконання його та їхніх бажань, і як вияв Його благодаті до них:87.

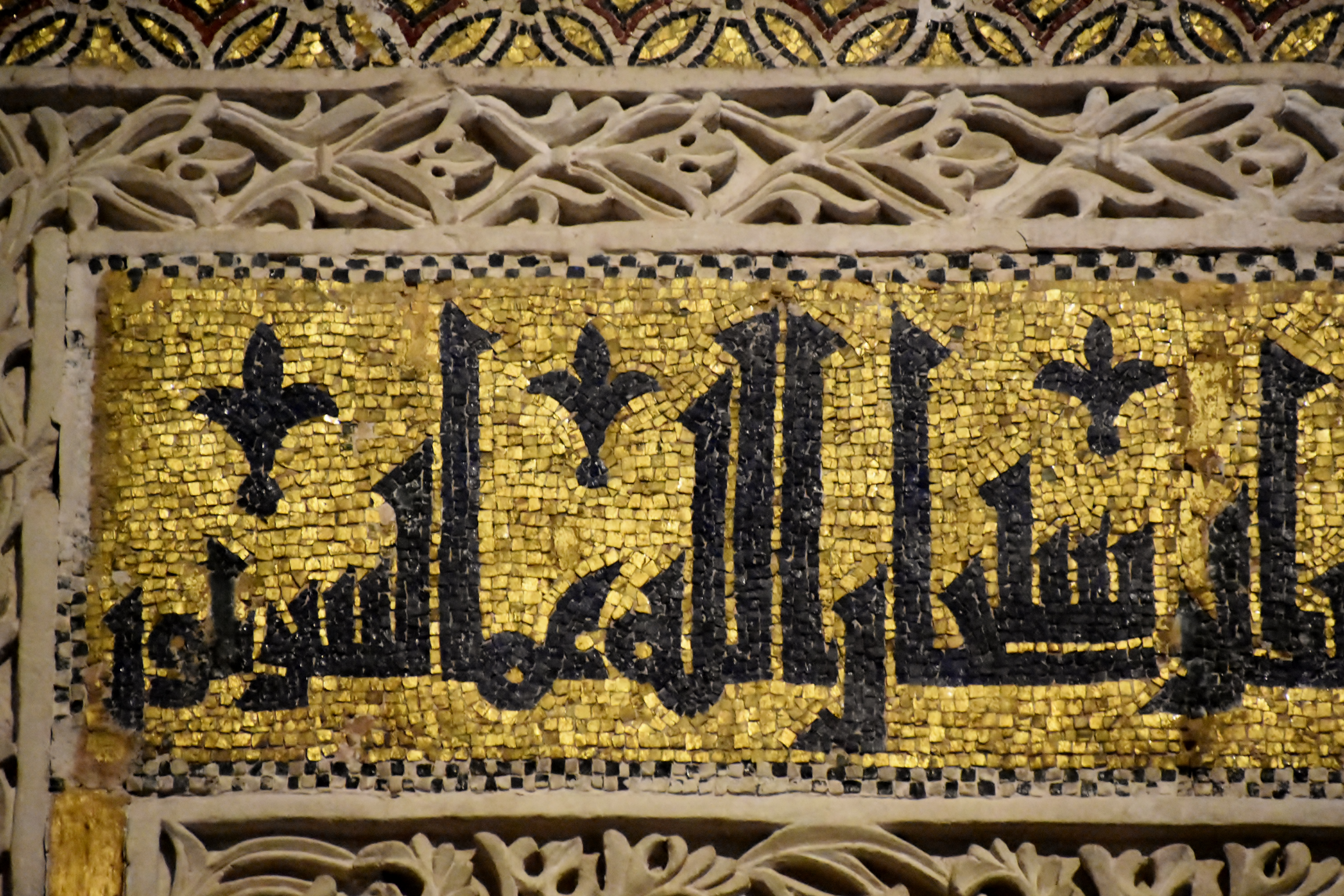
Деталь другого, коротшого напису над міграбом

Безпосередньо всередині цієї прямокутної рамки з написом є коротший напис у горизонтальній мозаїчній смузі над міхрабом темними літерами на золотому фоні, який цитує суру 59:23, перекладену як:
Бог є Той, крім Кого немає іншого бога. Володар, Святий, Джерело миру (і досконалості), Охоронець віри; Хранитель Безпеки, Піднесений могутністю, Непереборний, Всевишній. Слава Богу! (Він вищий) над партнерами, які вони приписують Йому:414.
Більше написів висічено на кам'яних імпостах по обидві сторони арки міхрабної ніші, над невеликими зачепленими колонами. Вони включають вшановування наказу аль-Хакама II «встановити ці дві опори того, що він заснував на чистоті та з дозволу Бога», разом із частиною сури 7:43. «Дві опори» можуть бути посиланням на колони міхрабу, але ширший текст, ймовірно, додає метафоричне та релігійніше тлумачення: 88.

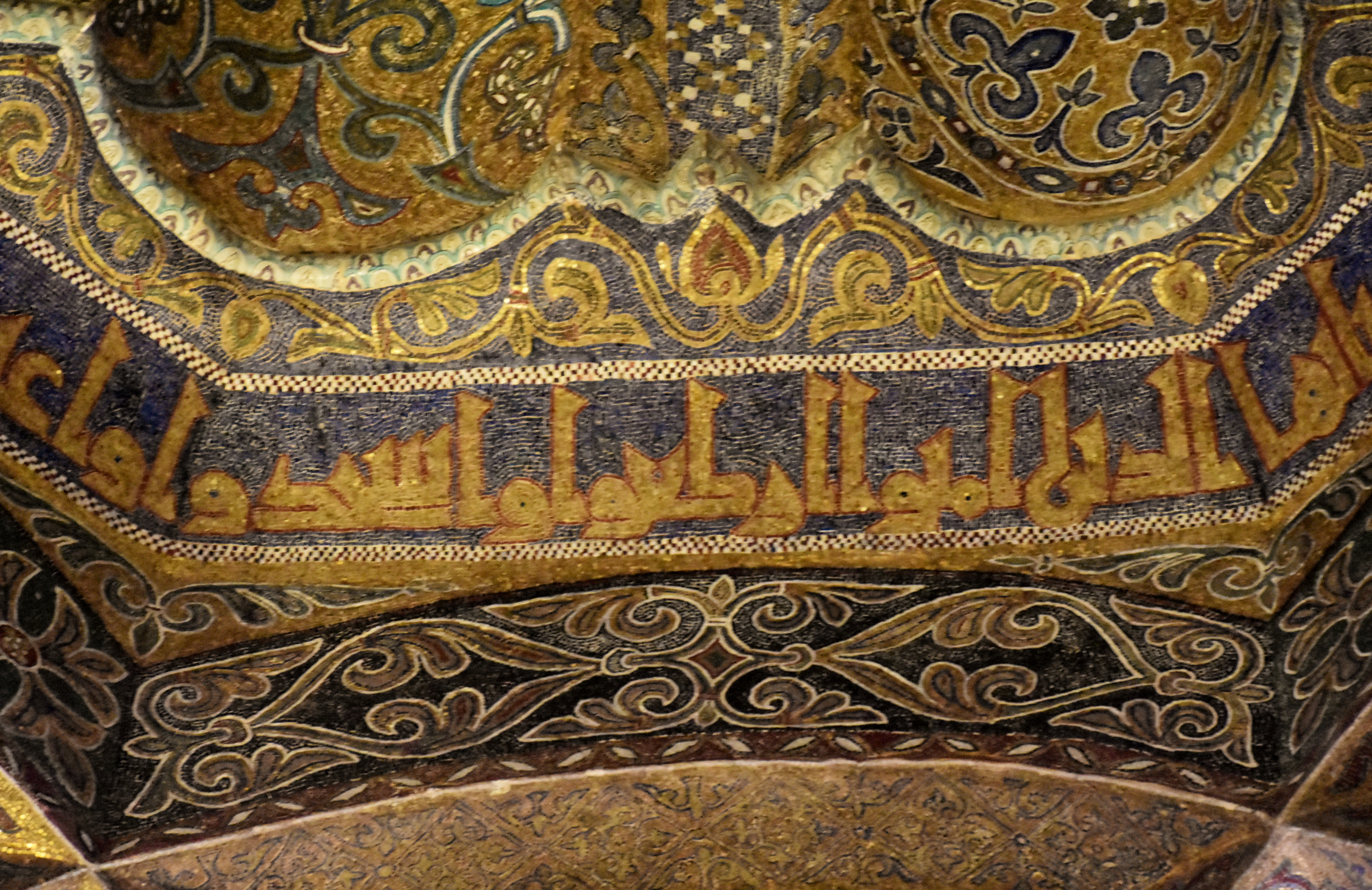
Частина напису навколо центрального купола максури

Напис також міститься в мозаїках середнього купола максури перед міхрабом. Він проходить навколо основи центрального восьмикутного купола і містить вірші з Корану (сура 22: 77–78):74:
О ви, хто вірує! Вклоніться, поклоніться і поклоніться своєму Господу; і робити добро; щоб ви могли процвітати. І боріться в Його справі так, як ви повинні боротися (зі щирістю та під контролем). Він вибрав вас і не наклав на вас труднощів у релігії; це культура вашого батька Авраама. Це Він назвав вас мусульманами, як раніше, так і в цьому (Одкровенні); щоб апостол був свідком за вас, а ви – за людей!:411.
Нуха Н. Н. Хурі, дослідник ісламської архітектури, витлумачив цю колекцію написів у розширенні будівлі аль-Хакамом II як спробу представити мечеть як «універсальну ісламську святиню», подібну до мечетей Мекки та Медіни, і щоб зобразити халіфа аль-Хакама II як знаряддя, за допомогою якого Бог збудував цю святиню. Це сформулювало офіційну історію династії Омеядів у пророчих термінах, просуваючи ідею про те, що нові халіфи Омеядів у Кордові мають універсальну прерогативу в ісламському світі: 88–89.

### КуполКаплиці Вільявісьйоси
У нефі (проході) гіпостильного залу, який веде до міхрабу, на місці, яке знаменує початок розширення Аль-Хакама в X столітті, знаходиться монументальний ребристий купол з вишуканим декором. Ребра цього купола мають іншу конфігурацію, ніж у куполів перед міхрабом. Їх перетин створює квадратний простір у центрі з надбудованим восьмигранним фестончастим куполом. Загалом перетини ребер створюють 17 склепінчастих відділень квадратної або трикутної форми різних розмірів, кожне з яких додатково прикрашене різноманітними мініатюрними ребристими куполами, міні-куполами у формі зірки та фестончатими формами: 72.  Простір молитовного залу під цим куполом був обгороджений з трьох сторін витонченими ширмами з переплетених арок, подібних до ширм максури, але ще складніших. Цей архітектурний ансамбль, очевидно, позначав перехід від старої мечеті до розширення Аль-Хакама II, який, на думку деяких вчених, мав статус, подібний до «мечеті в мечеті»:75:120.
Зараз купол є частиною Каплиці Вільявісьйоси, а дві з трьох ширм з переплетених арок все ще присутні (західна зникла і її замінив готичний неф VX століття, доданий до каплиці). Подібно до вишуканих декоративних арок, цей купол та інші ребристі куполи максури мали вплив на наступну мавританську архітектуру того періоду, знову з'явившись у простіших, але оригінальних формах у невеликій мечеті Баб аль-Мардум у Толедо та породивши інші декоративні елементи, такі як набагато пізніші ліпні куполи Великої мечеті Тлемсена та Великої мечеті Тази: 79, 116, 182 : 195—197,  271.

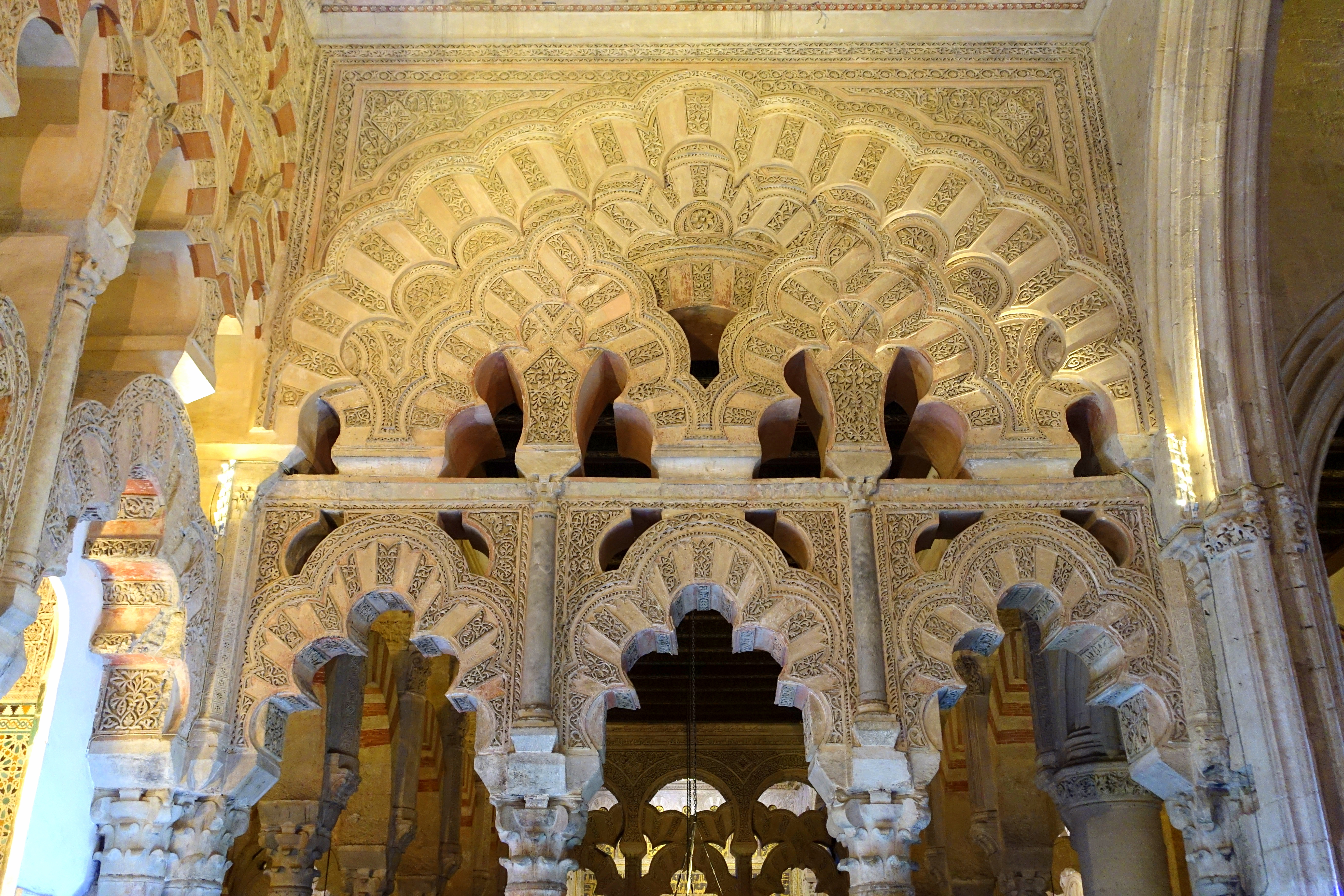
Переплетені арки біля входу Прибудова Аль-Хакама II в X столітті (каплиця Вільявісіоса)
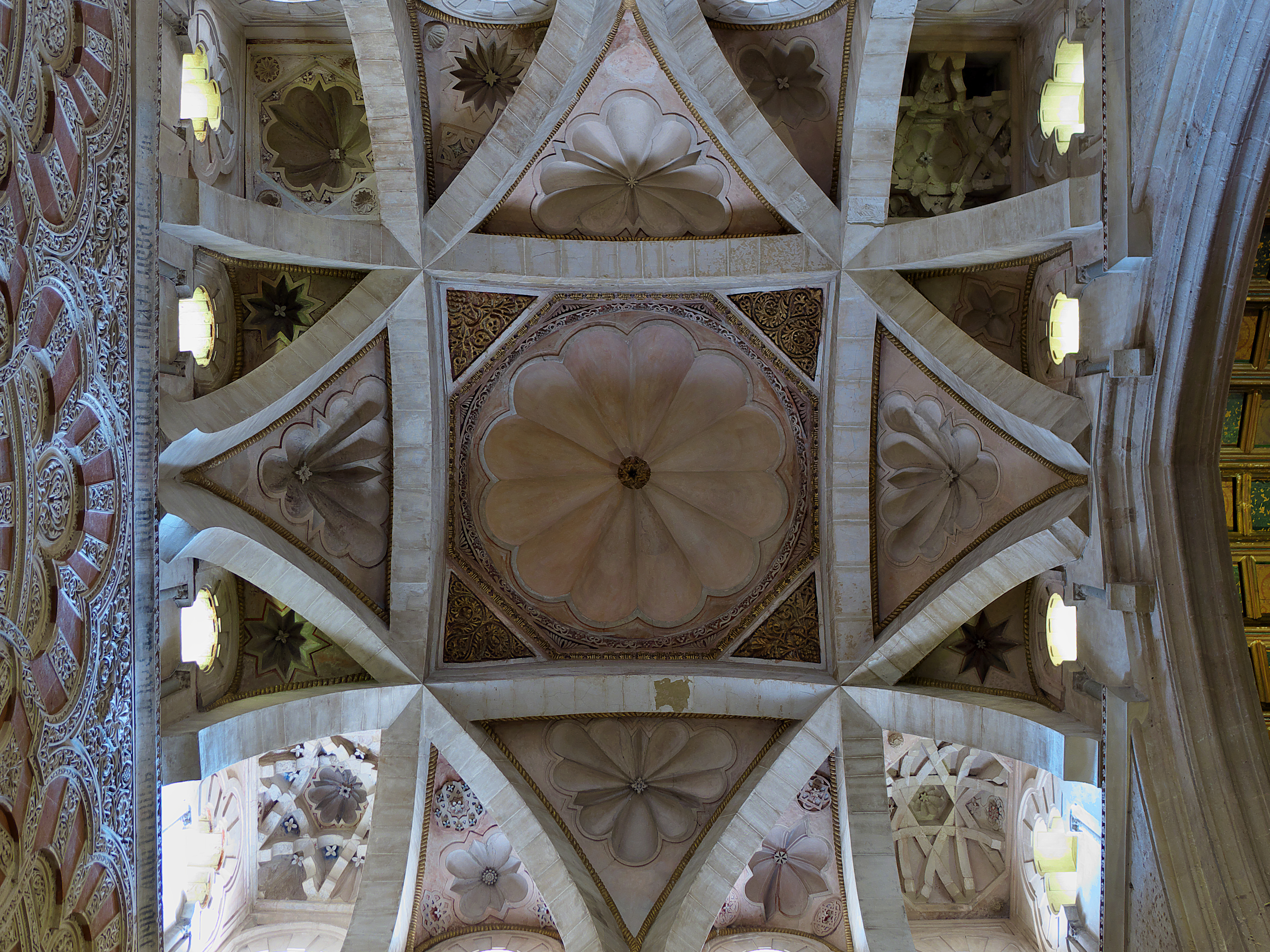
Ребристий купол біля входу. Прибудова Аль-Хакама II в X столітті (каплиця Вільявісіоса)
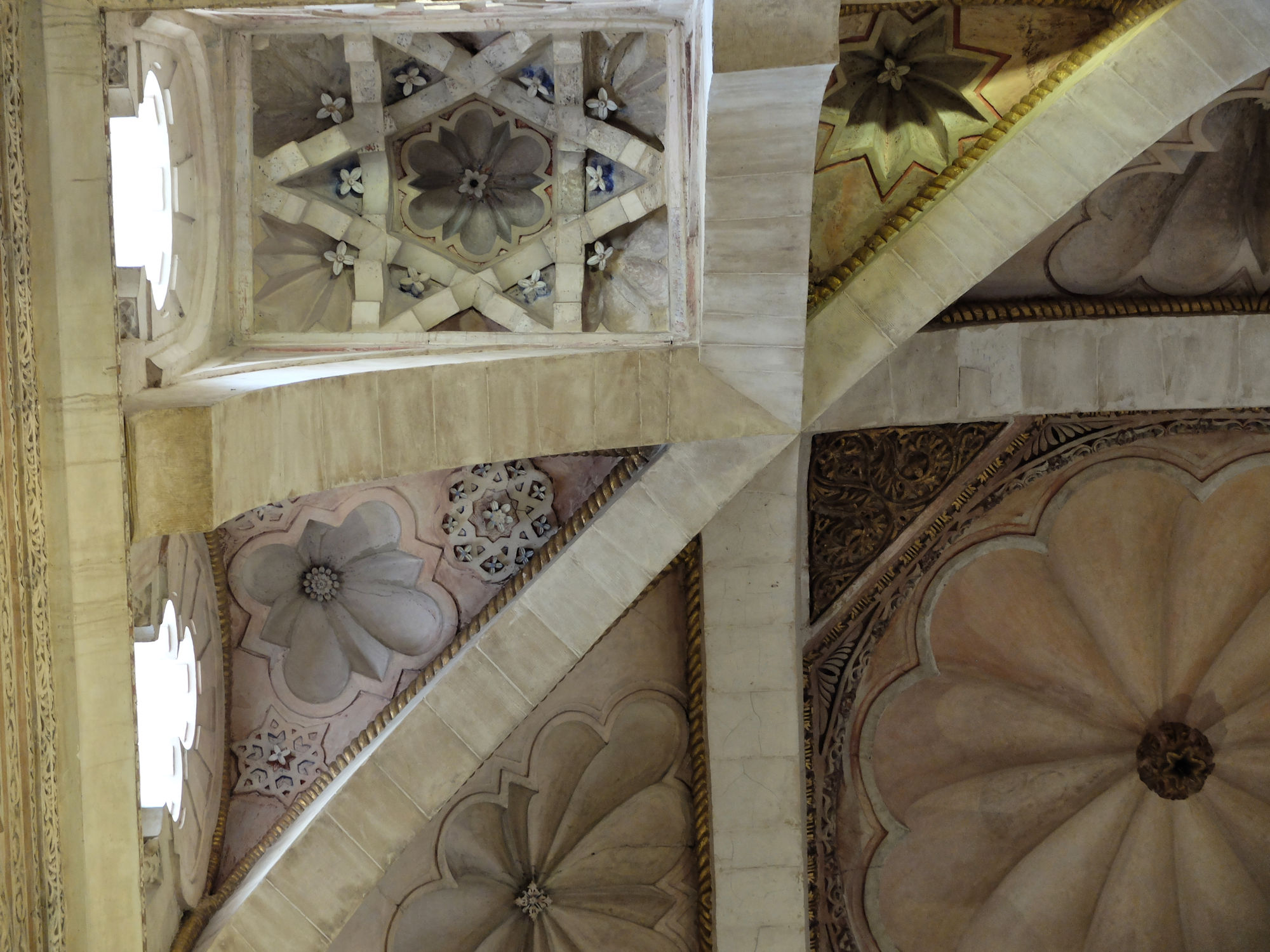
Деталі одного з кутів купола

### Внутрішній двір

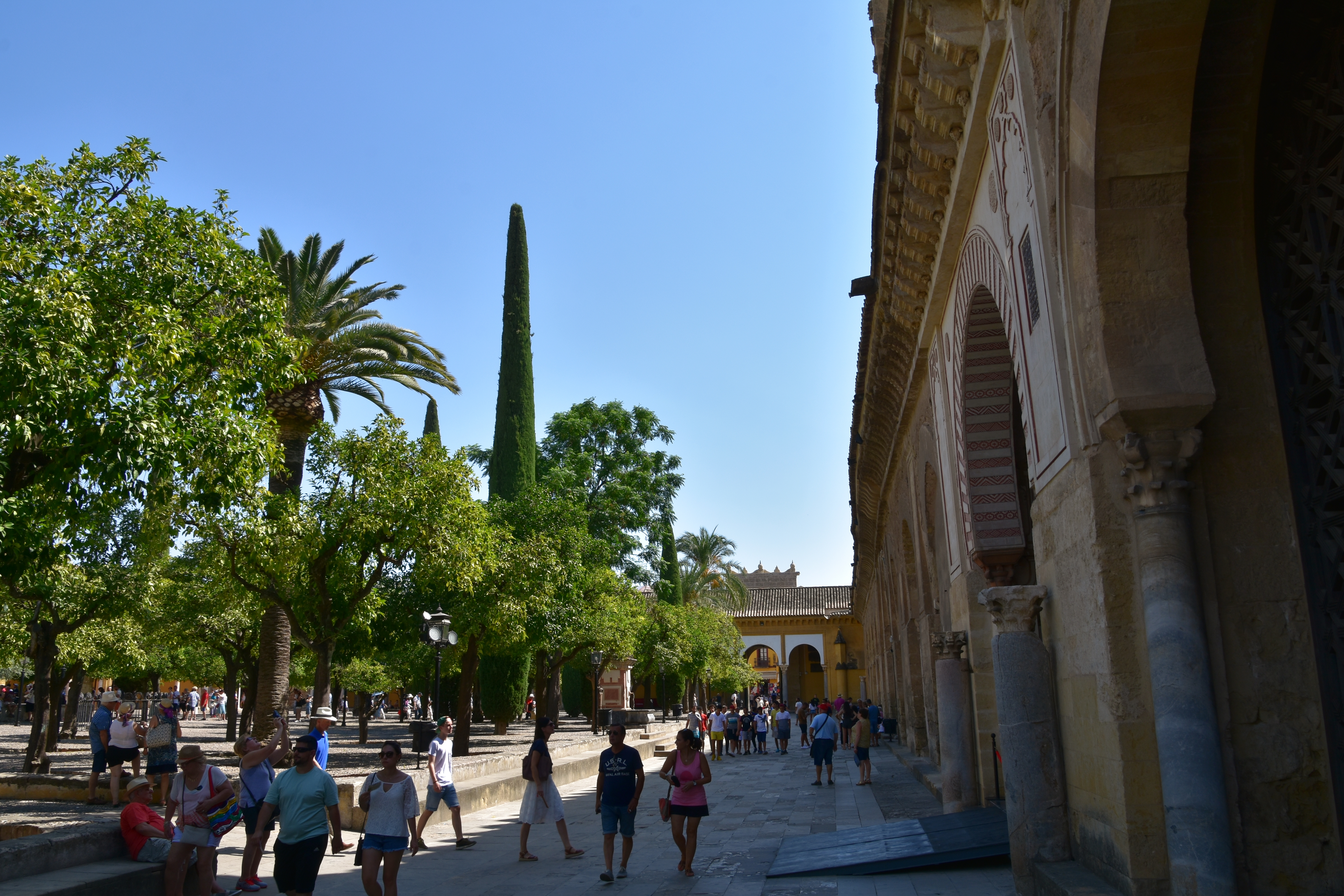
Подвір'я апельсинових дерев сьогодні

Внутрішній дворик сьогодні відомий «Двір апельсинових дерев» (Patio de los Naranjos). До XI століття внутрішній двір мечеті (також знаний як сахн) був ґрунтовим, засадженим цитрусовими деревами та пальмами, які зрошувались спочатку дощовою водою з цистернами, а пізніше водою з акведука. Розкопки вказують на те, що дерева були висаджені певною схемою з поверхневими зрошувальними каналами. Кам'яні канали, які можна побачити сьогодні, не є оригінальними:152. Як і в більшості аналогічних подвір'їв мечетей, тут знаходились фонтани або водойми, які дозволяли мусульманам виконувати ритуальне омовіння перед молитвою. Аркові пройоми, які відокремлювали двір від внутрішньої частини молитовного залу, спочатку були відкритими і дозволяли природному світлу проникати всередину, але більшість цих арок було замуровано протягом християнського періоду (після 1236 р.), оскільки вздовж північного краю залу були побудовані християнські каплиці. Вважається, що внутрішній двір первісної мечеті Абд ар-Рахмана I не мав навколишньої галереї чи портика і що їх додав Абд ар-Рахман III між 951 і 958 рр:73:17–18:61. Однак сучасна галерея була перебудована за подібним проєктом архітектором Ернаном Руїсом I під керівництвом єпископа Мартіна Фернандеса де Ангуло між 1510 і 1516 роками. Сучасне розташування садів і дерев є результатом роботи, проведеної під керівництвом єпископа Франциско Рейнозо між 1597 і 1601 роками. Сьогодні внутрішній дворик засаджений рядами апельсинових дерев, кипарисів і пальм.

### Колишній мінарет та дзвіниця

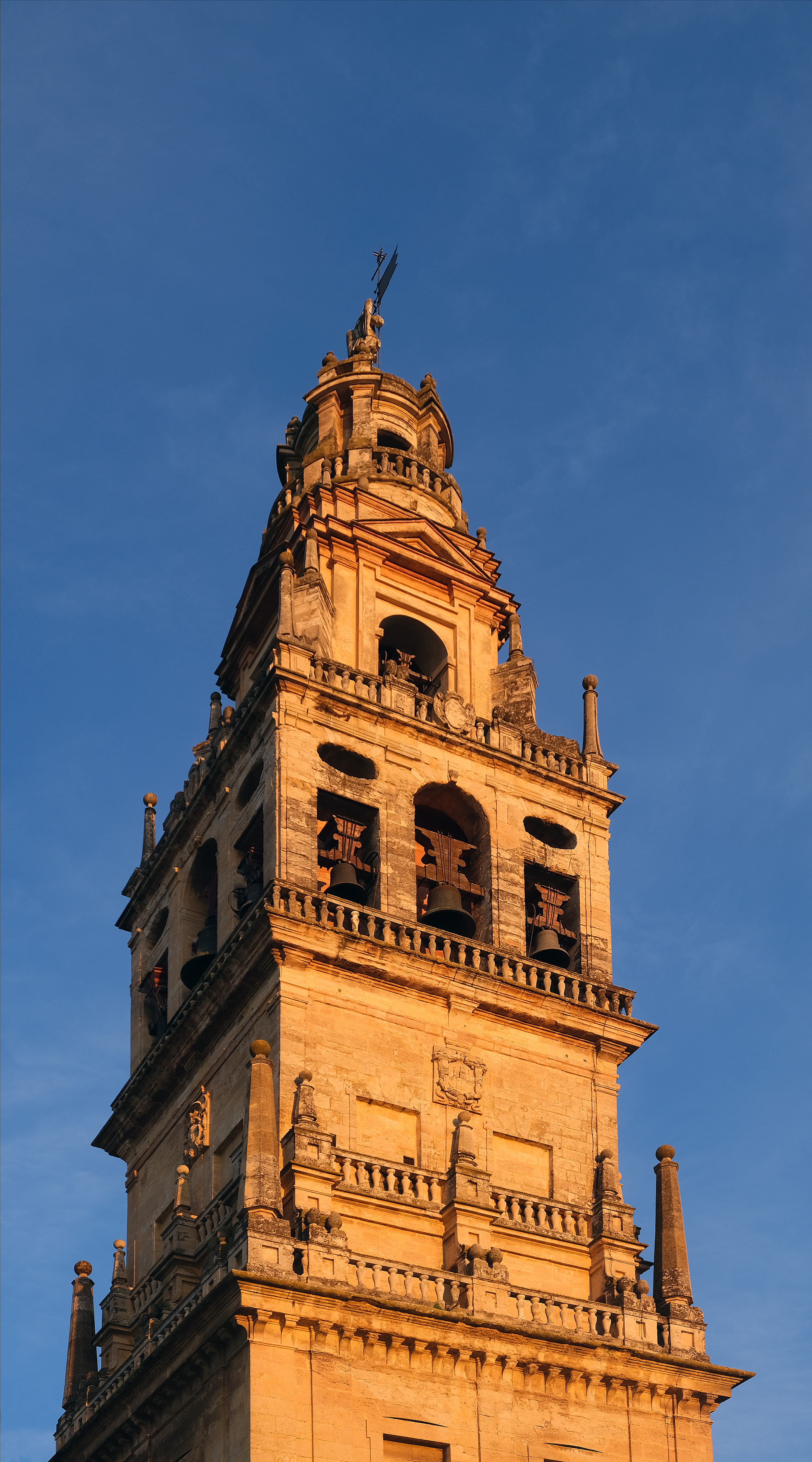
Сучасна дзвіниця кінця XVI та XVII століть

Абд аль-Рахман III додав до мечеті перший мінарет (вежа, яку муедзин використовує для заклику до молитви) у середині X століття. Відтоді мінарет фактично зник після того, як його частково зруйнували та помістили в ренесансну дзвіницю, яку можна побачити сьогодні, яка була спроєктована Ернаном Руїсом III і побудована між 1593 і 1617 роками. Однак оригінальний вигляд мінарету був реконструйований сучасним іспанським вченим Феліксом Ернандесом Гіменесом за допомогою археологічних свідчень, а також історичних текстів і уявлень (Наприклад, два герби на нинішньому соборі Puerta de Santa Catalina зображують вежу такою, якою вона виглядала до її пізнішої реконструкції :71).

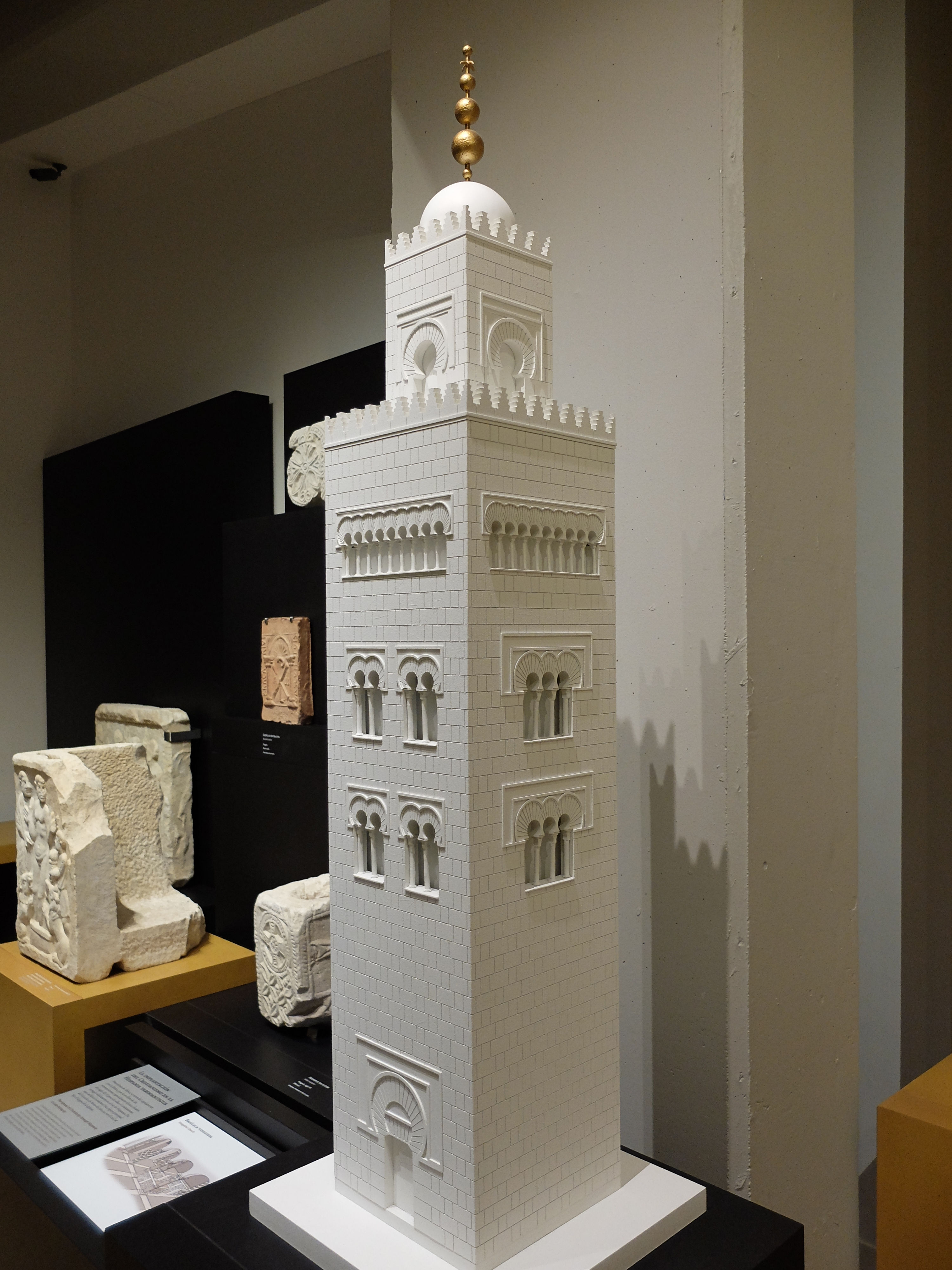
Модель реконструйованого мінарету Абд ар-Рахмана III в Археологічному музеї Кордови

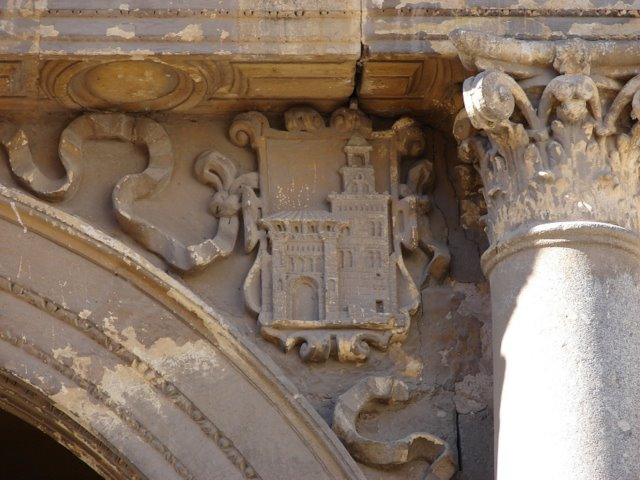
Один із гербів на Пуерта-де-Санта-Каталіна (сучасні ворота на східній стороні внутрішнього двору), який зображує вежу мінарету (служить дзвіницею) до її реконструкції в 1593 році.

Оригінальний мінарет мав висоту 47 метрів і мав квадратну основу з розміром 8,5 метрів на сторону:62. Подібно до інших мінаретів Андалузії та Північної Африки після нього, він складався з головного валу та меншої другорядної вежі або «ліхтаря» (також із квадратною основою), яка його завершувала. Башта ліхтаря, у свою чергу, була увінчана куполом і увінчана наконечником у формі металевого стрижня з двома золотими сферами та однією срібною сферою (часто їх називають «яблуками»), розміри яких зменшувалися до вершини. Головна вежа містила дві сходи, які були побудовані для окремого підйому та спуску з вежі. Приблизно на півдорозі вгору сходи освітлювали набори вікон у формі підкови, арки яких були прикрашені вусуарами чергування кольорів, які, у свою чергу, оточували прямокутну раму з альфіза (подібно до декору, який можна побачити навколо арок зовнішніх воріт мечеті).). На двох фасадах вежі було по три таких вікна поруч, а на двох інших фасадах вікна були розташовані по дві пари. Ці подвійні пари або трійки вікон повторювалися на рівні вище. Над ними, трохи нижче вершини головного валу на кожному фасаді, був ряд із дев'яти менших вікон еквівалентної форми та оздоблення. Верхній край головного валу увінчував балюстраду з пилкоподібних зубців (подібних до тих, що зазвичай зустрічаються в Марокко). Вежу-ліхтар прикрашала ще одна підковоподібна арка на кожному з чотирьох фасадів, знову ж таки з аркою з чергування вусуарів, обрамлених альфізом:62:71, 73.
Будівництво нової дзвіниці собору навколо старого мінарету почалося в 1593 році і, після деяких затримок, було завершено в 1617 році. Її спроєктував архітектор Ернан Руїс III (онук Ернана Руїса I), який побудував вежу до рівня дзвонів, але помер до її завершення. Його планам слідував Хуан Секеро де Матілья, який закінчив будівництво вежі після нього.
Дзвіниця має висоту 54 метри і є найвищою спорудою в місті. Вона складається з суцільної квадратної башти до рівня дзвонів, де вона має отвори з усіх чотирьох боків в стилі венеційських вікон (серліана). Над ним знаходиться ліхтар, який, у свою чергу, увінчаний куполом. Купол на вершині увінчаний скульптурою Святого Рафаеля, яка була додана в 1664 році архітектором Гаспаром де ла Пенья, якого найняли для виконання інших ремонтних робіт і вирішення структурних проблем. Скульптуру створили Педро де ла Пас і Бернабе Гомес дель Ріо. Поруч з основою вежі знаходяться ворота Puerta del Perdón («Двері прощення»), одні з двох північних воріт будівлі.

### ХрестовокупольнаГоловна каплиця
Головна каплиця собору (ісп. Capilla Mayor) сформована розташованими в центрі будівлі колишньої мечеті готично-маньєристичними навою та трансептом, що хрестоподібно перетинаються між собою та увінчані в мвсті перетину куполом. Будівництво цієї хрестоподібної секції в самому центрі молитовного залу колишньої мечеті було розпочате в 1523 році і завершене в 1607 році. Проєкт був розроблений Ернаном Руїсом I і був продовжений після його смерті його сином Ернаном Руїсом II, а потім Хуаном де Очоа. Внаслідок цього тривалого періоду та спадкоємності архітекторів ця хрестоподібна секція представляє цікаве поєднання стилів. Перші два архітектори внесли в проєкт готичні елементи, які видно в складному візерунку кам'яних склепінь над раменами трансепту та над вівтарем. Хуан де Очоа закінчив будівлю в типовішому для того часу стилі маньєризму, завершивши проєкт еліптичним куполом над перехрестям і склепінчастою стелею — з люнетами вздовж — над зоною хору.

Дизайн і оздоблення ансамблю Головної каплиці включає велику іконографію. Склепіння над головним вівтарем у готичному стилі висічене із зображеннями ангелів, святих, апостолів, а також зображенням імператора Карла V, із зображенням Марії в центрі. Багато написів, розташованих серед зображень, утворюють довгу літанію до Марії. Еліптичний купол хрестовини спирається на чотири підвіски, на яких вирізьблені зображення чотирьох євангелістів. На самому куполі розташовані зображення восьми отців Церкви по зовнішньому краю та зображення Святої Трійці в його центрі, які разом є частиною контрреформістської іконографічної програми. Над зоною хорів центральну частину склепінчастої стелі займають зображення Внебовзяття, святого Акіскла та святої Вікторії, а з боків — зображення Давида, Соломона, Даниїла та Самуїла разом із богословськими чеснотами.

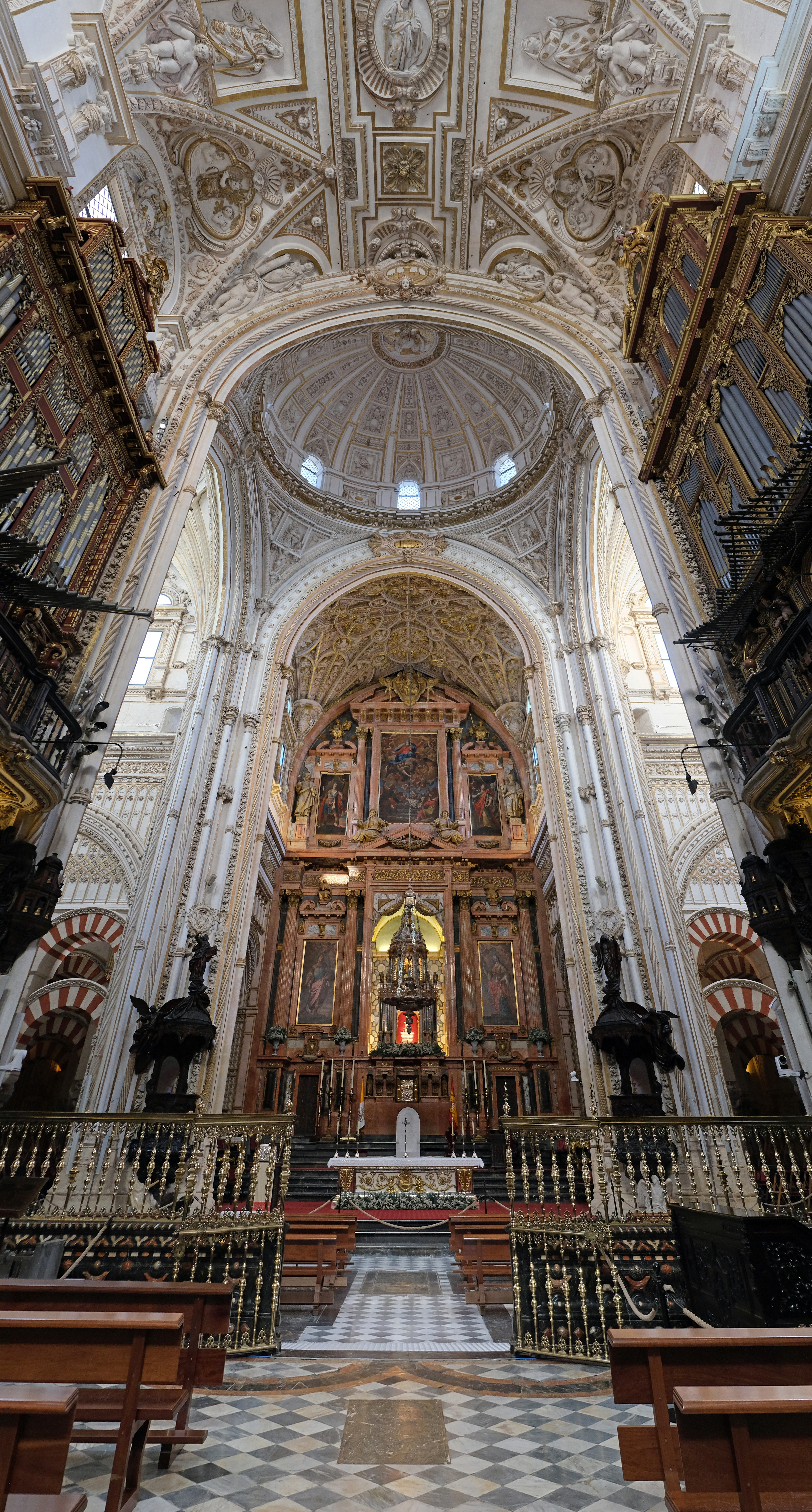
Нава хрестоподібної Головної каплиці (Capilla Mayor)
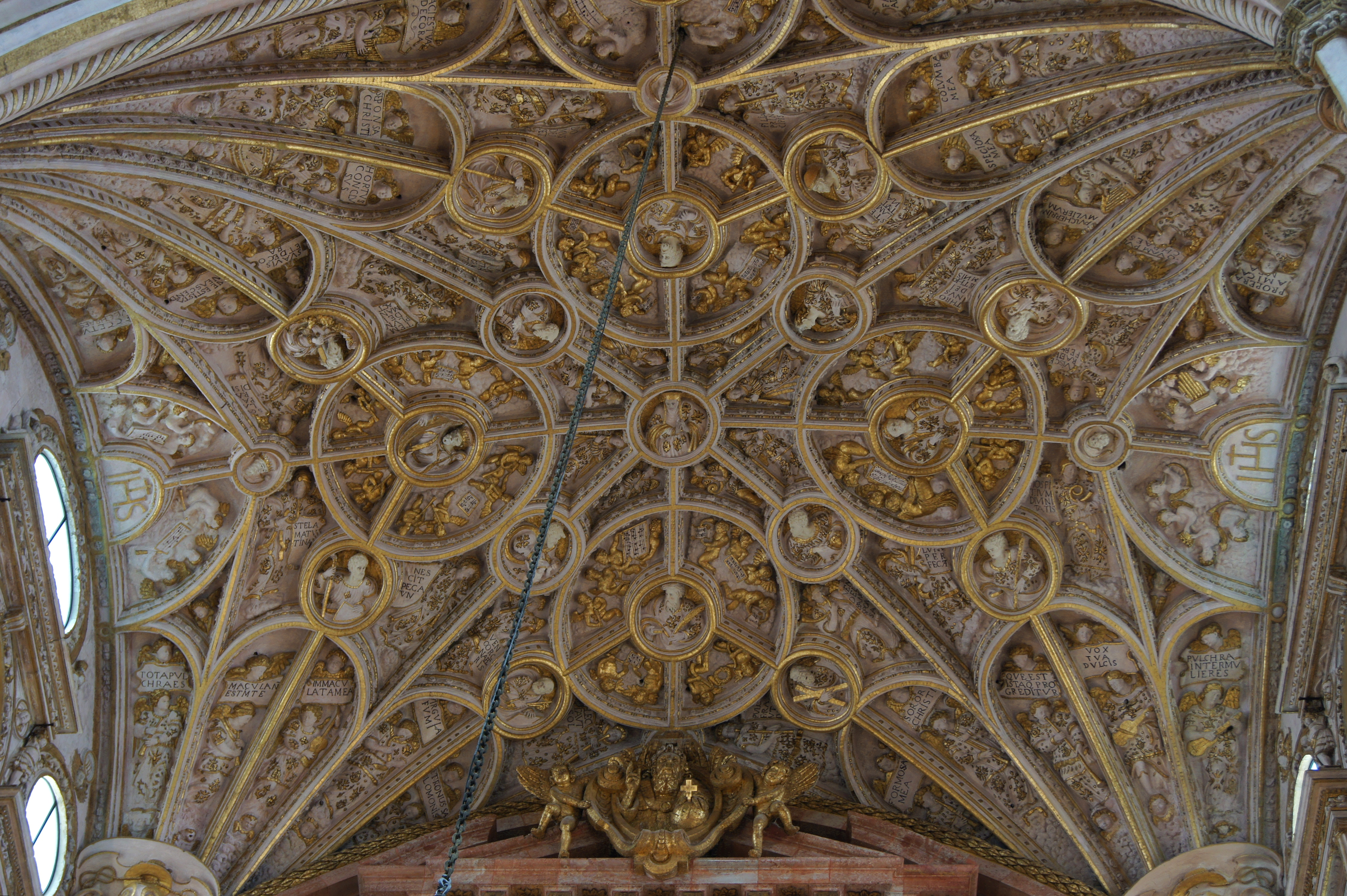
Деталі готичних ліній та іконографічної ліплення над вівтарем Capilla Mayor
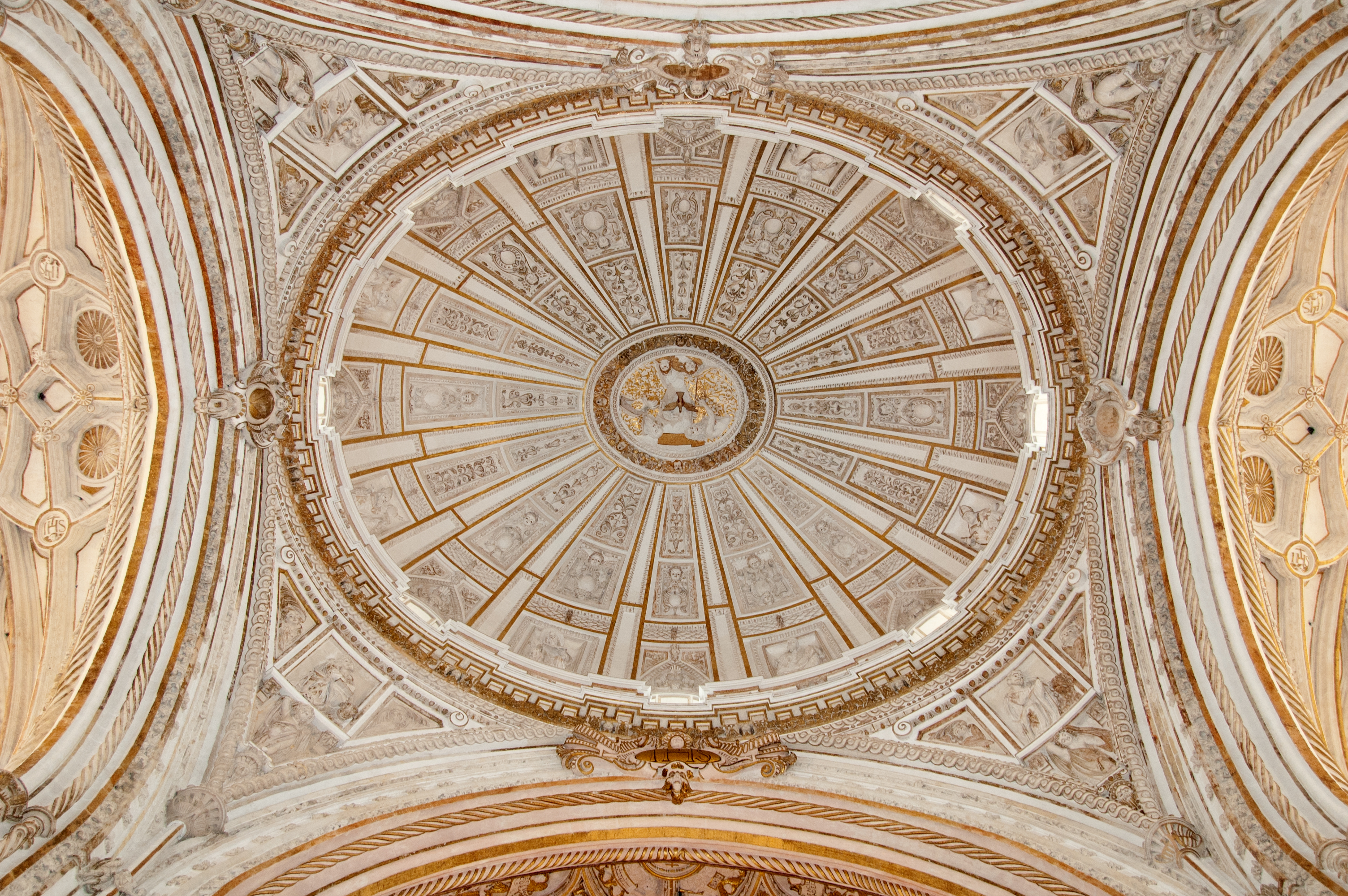
Еліптичний купол над перехрестям нави і трансепта
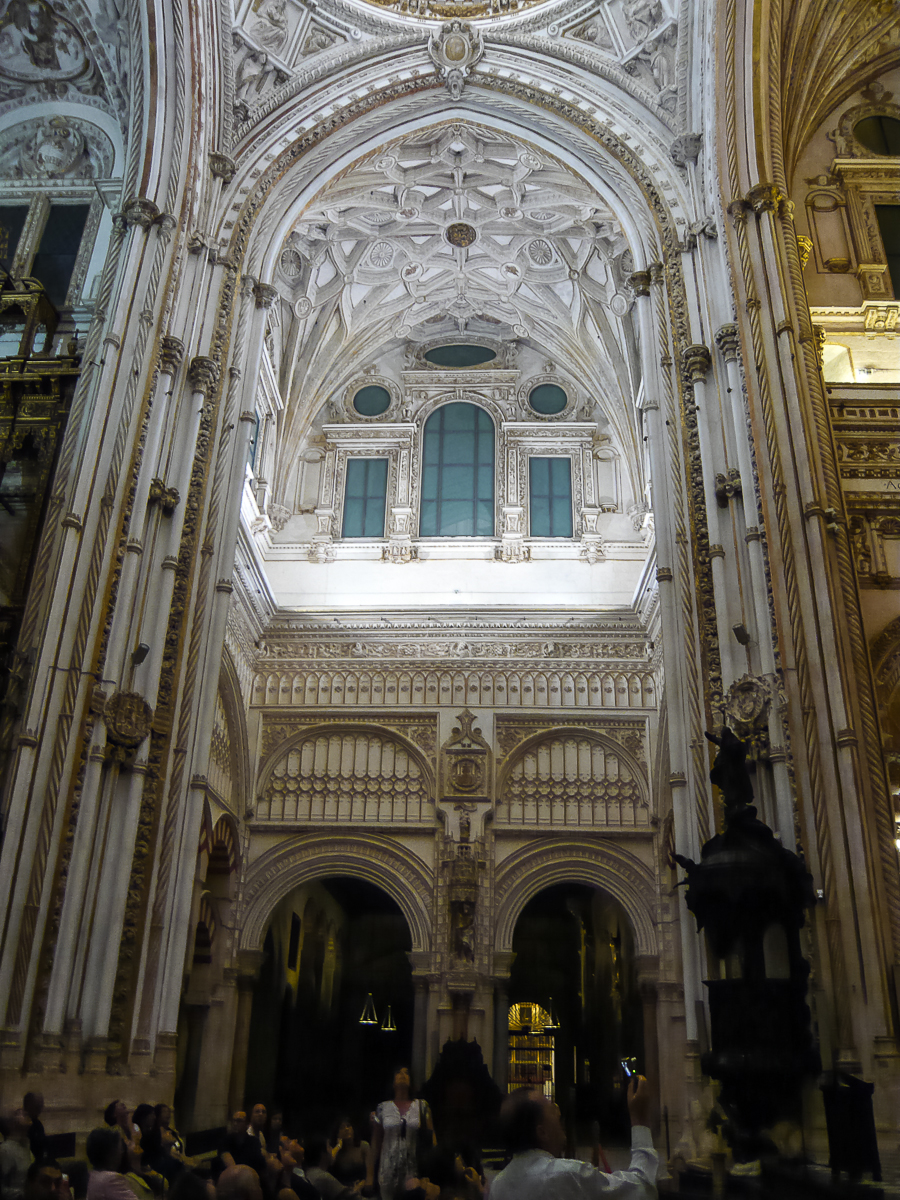
Один із раменів трансепта
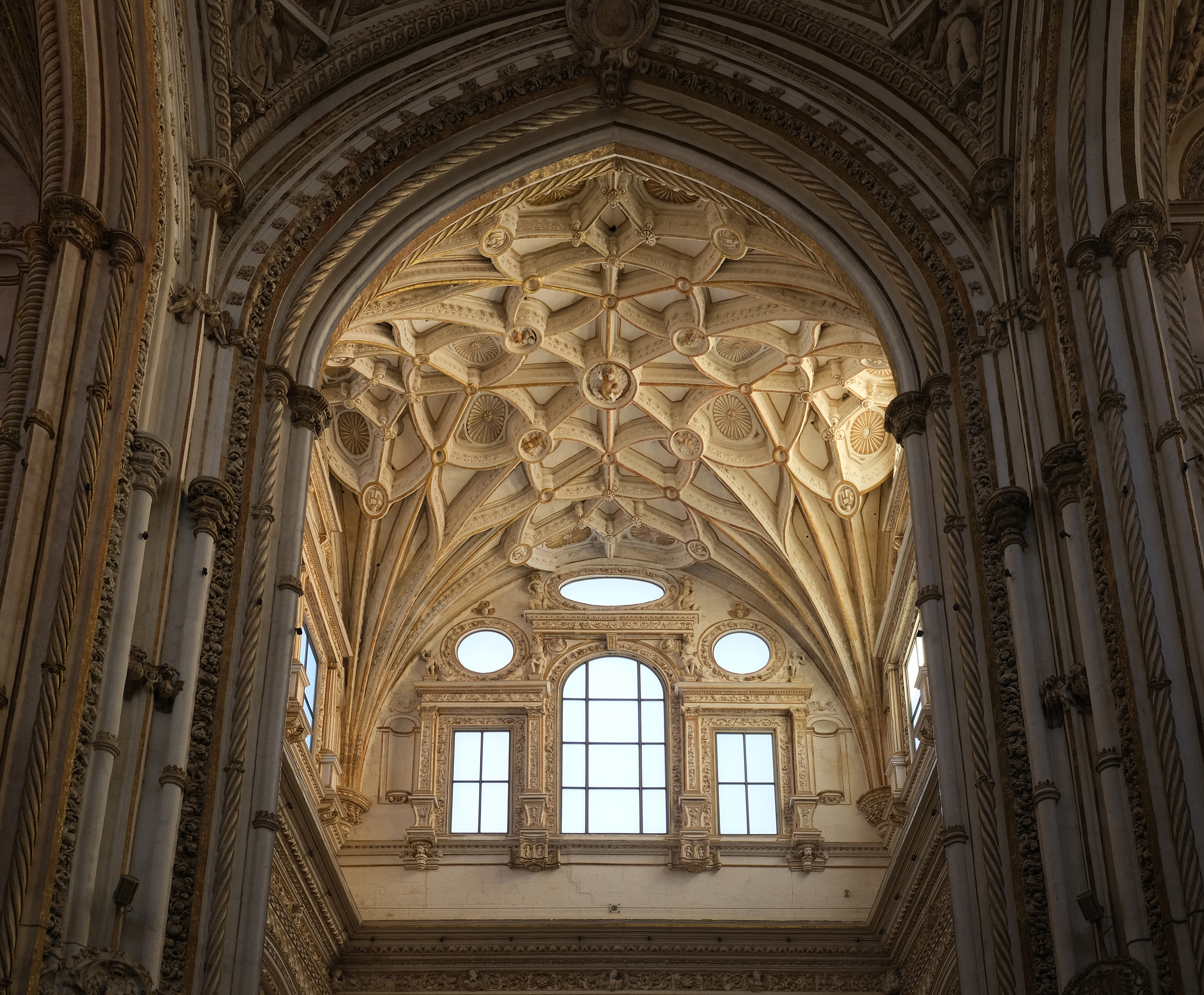
Готичний декор на стелях  трансепта
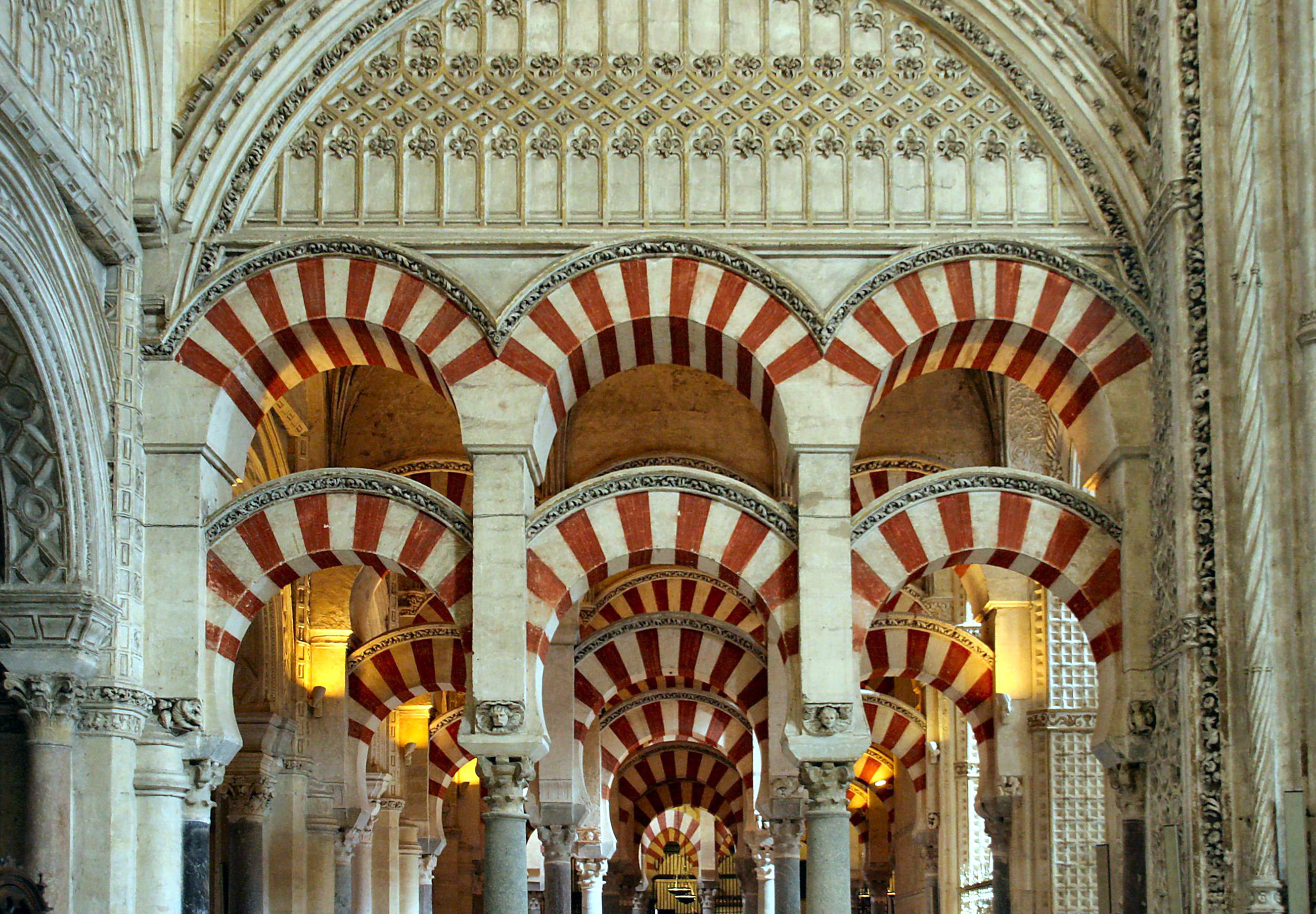
Приклад арок колишньої мечеті, вбудованих у стіни трансепту
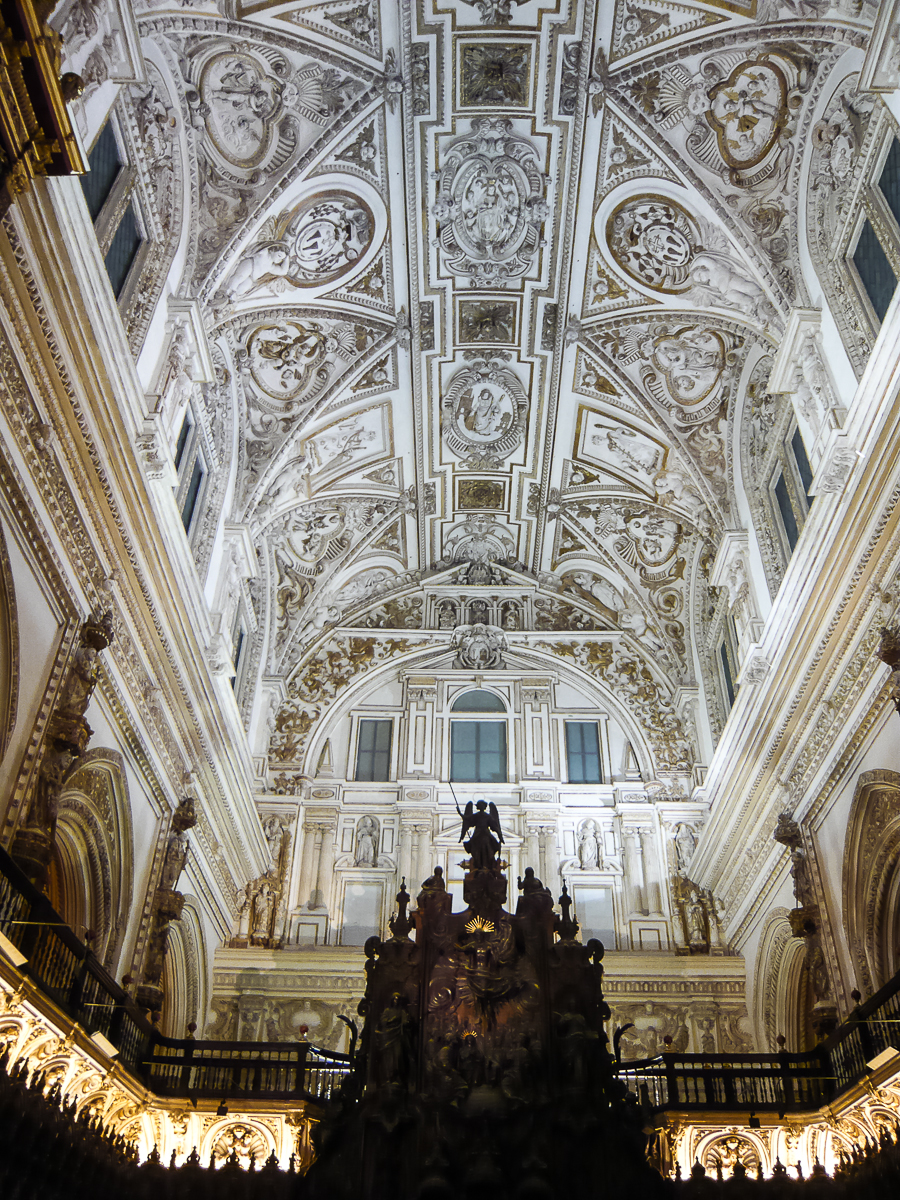
Хорова частина і стеля
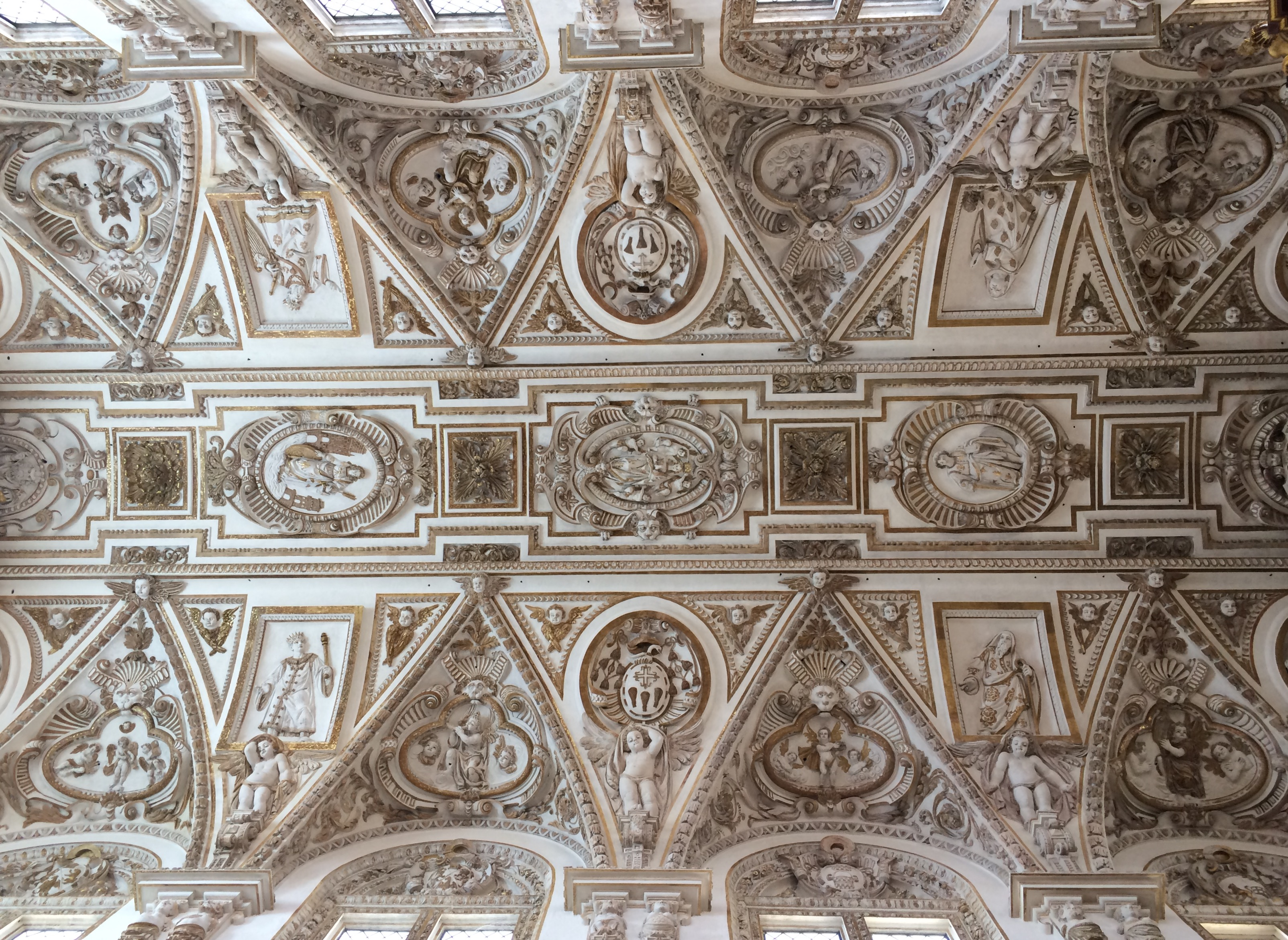
Деталі циліндрічного склепіння над хорами

#### Головний вівтар
Вівтар Головної капелли був розпочатий у 1618 році та розроблений у стилі маньєризму Алонсо Матіасом. Після 1627 року роботу взяв на себе Хуан де Аранда Салазар, і вівтар було закінчено в 1653 році. Скульптуру виконали художники Себастьян Відаль і Педро Фрейле де Гевара. Оригінальні розписи вівтаря були виконані Крістобалем Вела Кобо, але вони були замінені в 1715 році поточними розписами Антоніо Паломіно. Вівтар складається з трьох вертикальних «нав», фланкованих колонами з композитними капітелями. У центральному проході знаходиться табернакль (виконаний Педро Фрейле де Гевара) біля його основи, а його верхню половину займає полотно Внебовзяття Марії. Два проходи збоку містять ще чотири полотна із зображенням чотирьох мучеників: святого Акіскла і святої Вікторії на нижніх половинах і святого Пелагія і святого Флора на верхніх половинах. Верхні полотна фланковані скульптурами святих Петра і Павла, а центральну частину увінчано рельєфною скульптурою Бога Отця.

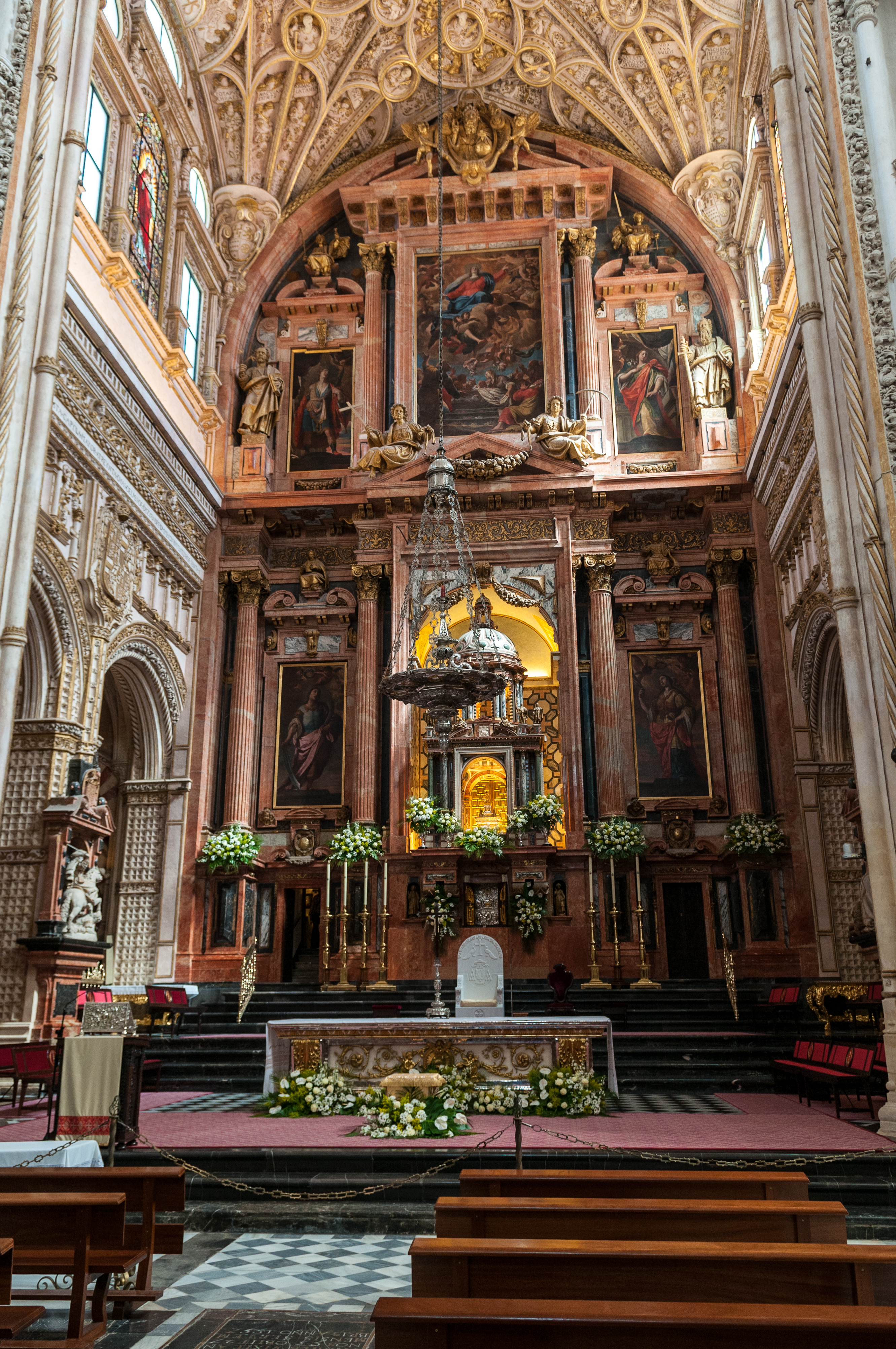
Головний вівтар (загальний вигляд)
Скинія (в центрі) і нижня частина вівтаря
Верхня частина вівтаря з центральним полотном Внебовзяття діви Марії

#### Хори
Стійки для хору, розташовані навпроти вівтаря, були виготовлені з 1748 по 1757 рік і виконані Педро Дуке Корнехо. Ансамбль був вирізаний переважно з червоного дерева і складається з ряду з 30 верхніх сидінь і ряду з 23 нижніх сидінь, усі вигадливо прикрашені різьбленням, включаючи низку іконографічних сцен. У центрі ансамблю із західної сторони розташований великий єпископський трон, збудований у 1752 році, який за формою нагадує вівтарний образ. Нижня частина престолів має три сидіння, але найбільш вражаючим елементом є верхня частина, яка містить зображення Вознесіння Ісуса в натуральну величину. Останньою фігурою, що стоїть над вершиною ансамблю, є скульптура архангела Рафаїла.

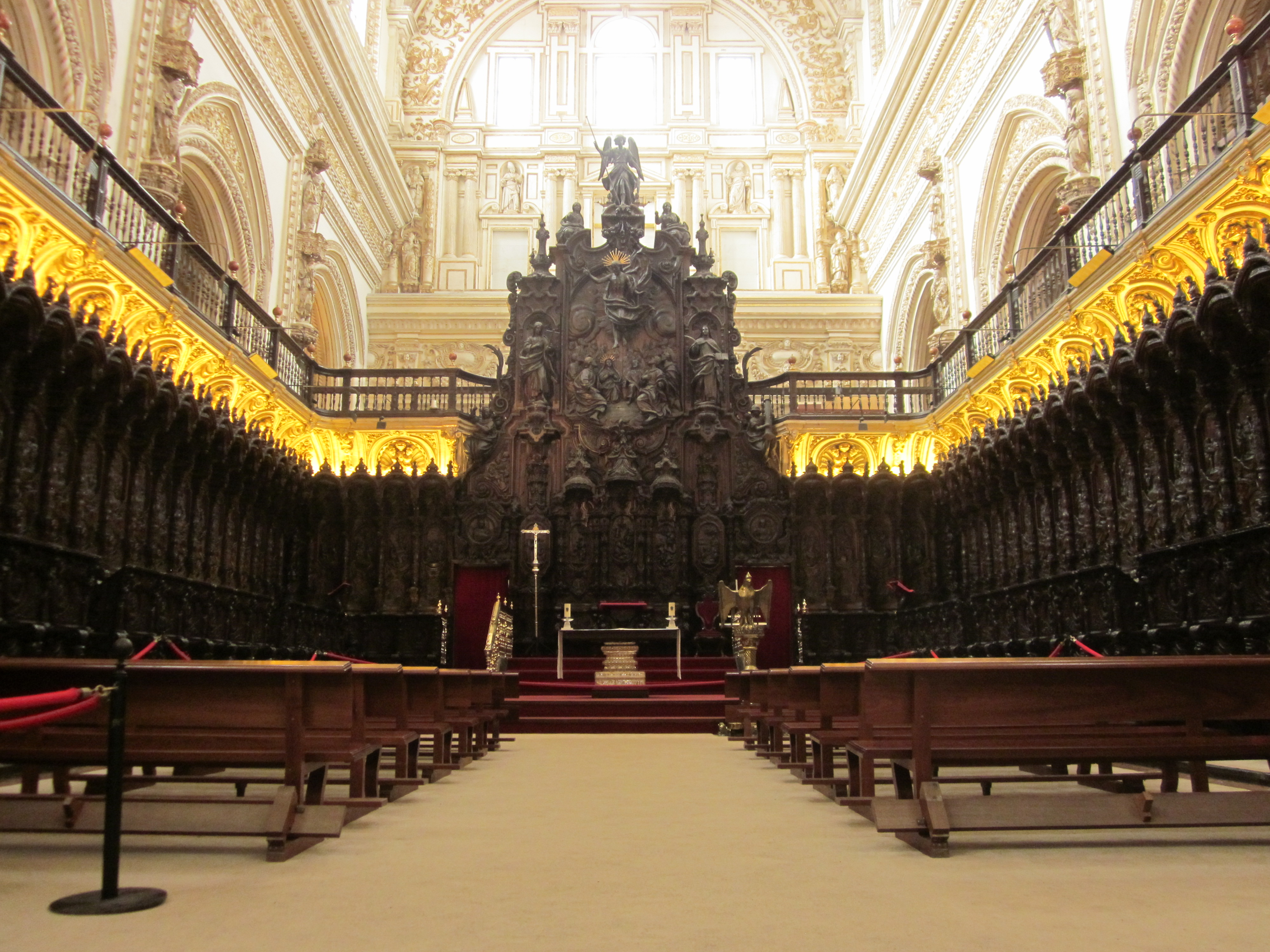
Загальний вигляд хору
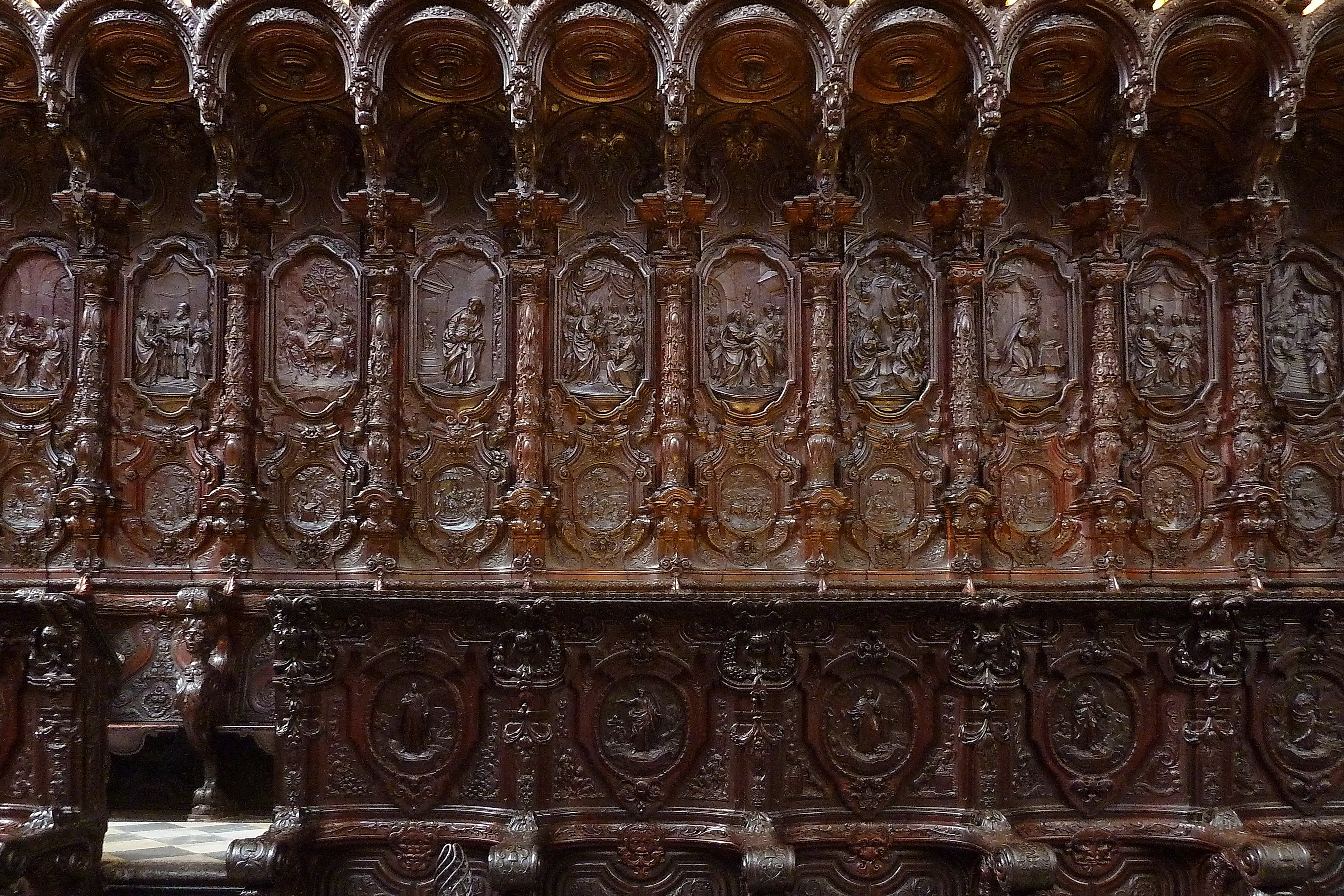
Сидіння у верхньому та нижньому рядах
Верхня частина архієрейського престолу хорів із зображенням Вознесіння Господнього в натуральну величину

### Християнські пристінні каплиці
В християнські часи вздовж усіх стін гіпостильного молитовного залу мечеті-собора було збудовано велику кількість окремих каплиць.

Перелік каплиць:
Західна стіна, з півночі на південь:
- Capilla de San Ambrosio
- Capilla de San Agustín
- Capilla de Nuestra Señora de las Nieves y San Vicente Mártir
- Capilla de los Santos Simón y Judas de la Mezquita-Catedral de Córdoba
- Capilla de la Concepción de Salizanes o del Santísimo Sacramento
- Capilla de San Antonio Abad
- Capilla de la Trinidad
- Capilla de San Acacio
- Capilla de San Pedro y San Lorenzo
- Museo de San Vicente

Південна стіна, з заходу на схід:
- Capilla de San Bartolomé
- Capilla de Santa Teresa
- Capilla de Santa Inés
- Capilla del Sagrario

Східна стіна, з півночі на південь:
- Capilla de San Antonio de Padua
- Capilla de San Marcos, Santa Ana y San Juan Bautista
- Capilla de San Mateo y Limpia Concepción de Nuestra Señora
- Capilla de San Juan Bautista
- Capilla de Santa Marina, de San Matías y del Baptisterio
- Capilla de San Nicolás de Bari
- Capilla de la Expectación
- Capilla del Espíritu Santo
- Capilla de la Concepción Antigua
- Capilla de San José
- Capilla de la Natividad de Nuestra Señora
- Capilla de Santa María Magdalena

Північна стіна, з заходу на схід:
- Capilla de San Eulogio
- Capilla de San Esteban
- Capilla de Nuestra Señora del Mayor Dolor
- Capilla de la Virgen de la Antigua
- Capilla de San Andrés
- Capilla de la Epifanía
- Capilla de Nuestra Señora del Rosario
- Capilla de las Benditas Ánimas del Purgatorio
- Capilla de los Santos Varones
- Capilla de Santa Francisca Romana y Santa Úrsula

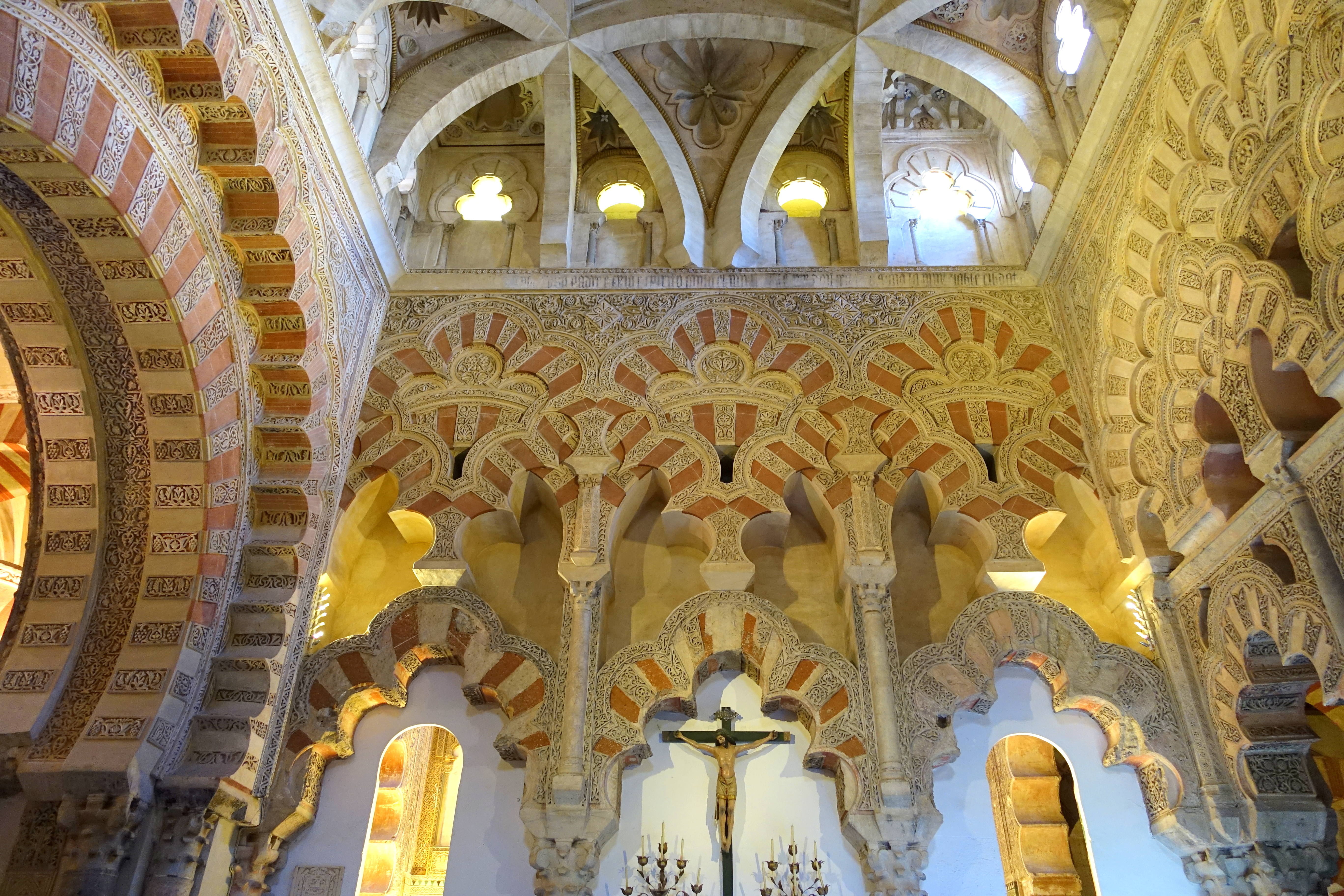
Каплиця Вільявісіоса (Capilla de Villaviciosa)
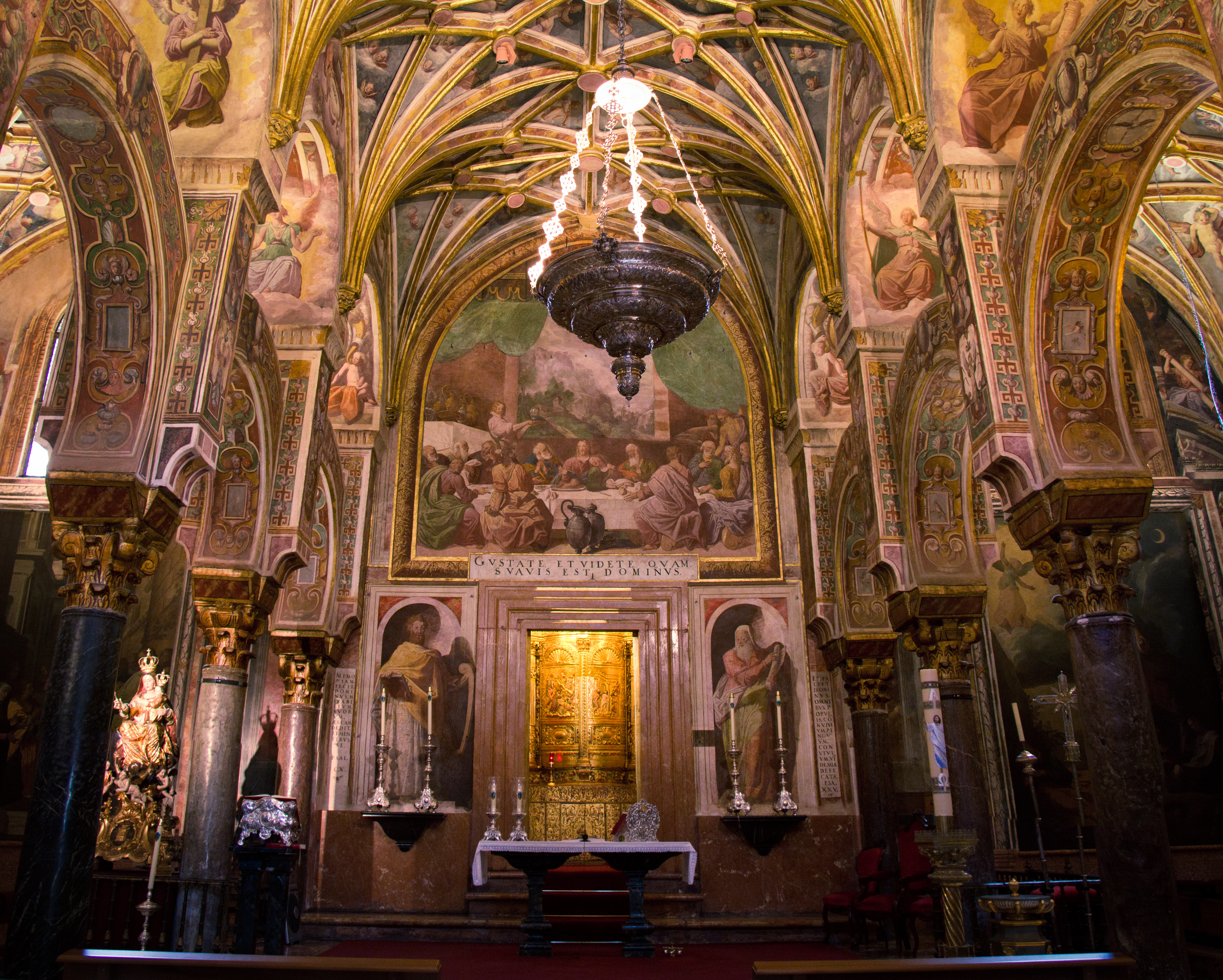
Каплиця скинії (Capilla Sagrario)
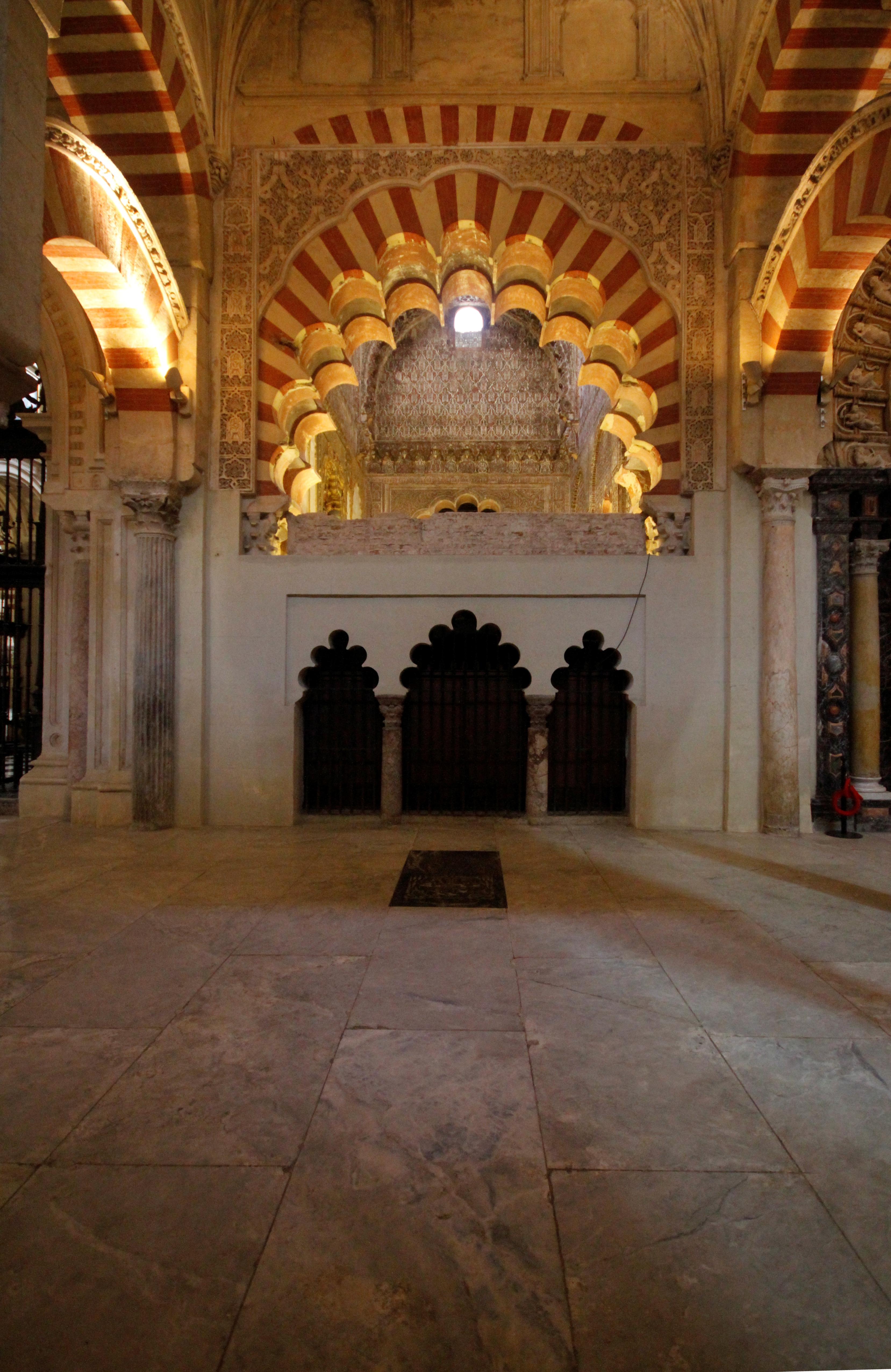
Королівська каплиця (Capilla Real)
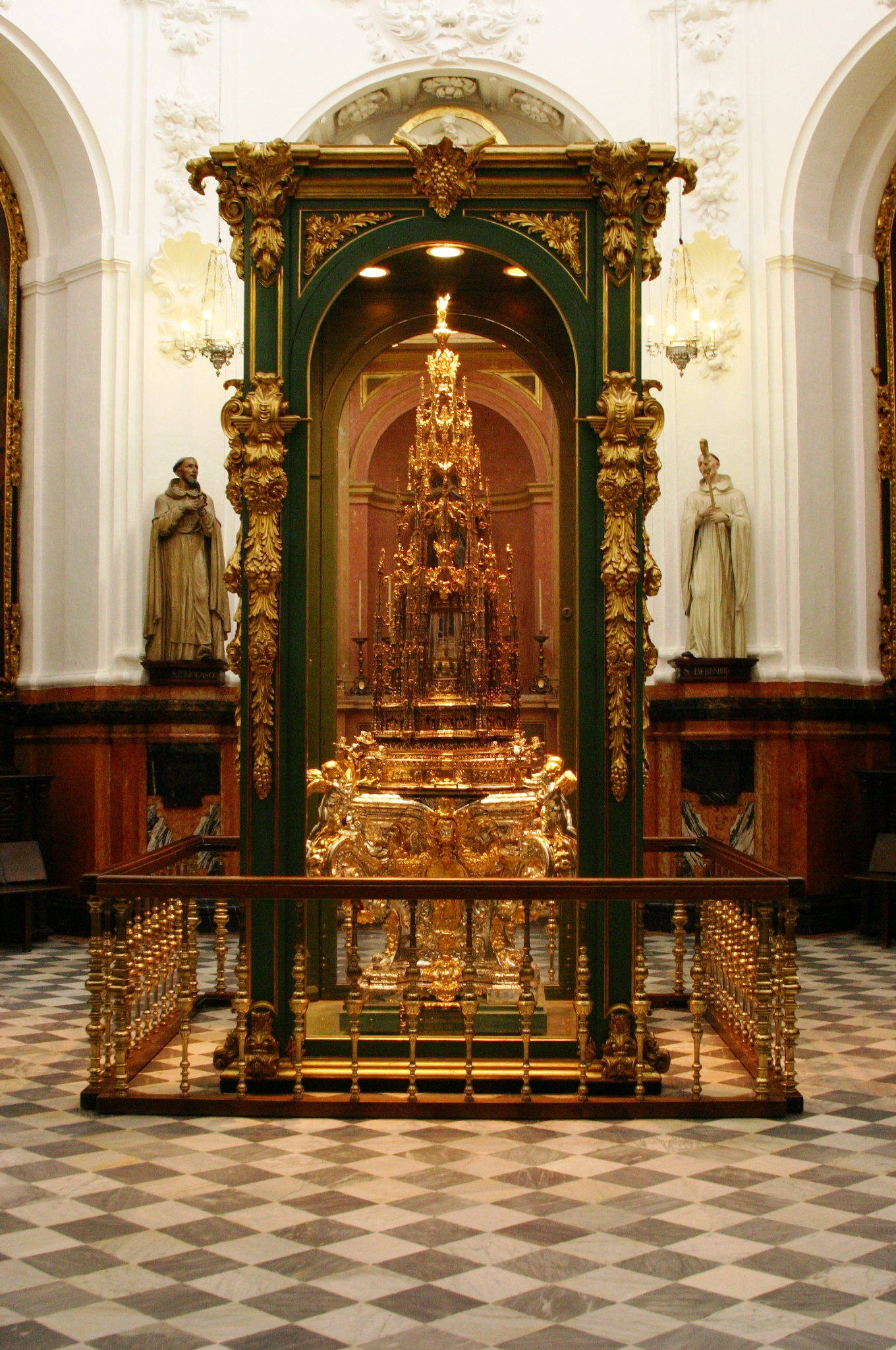
Каплиця Тереза (Capilla Teresa)
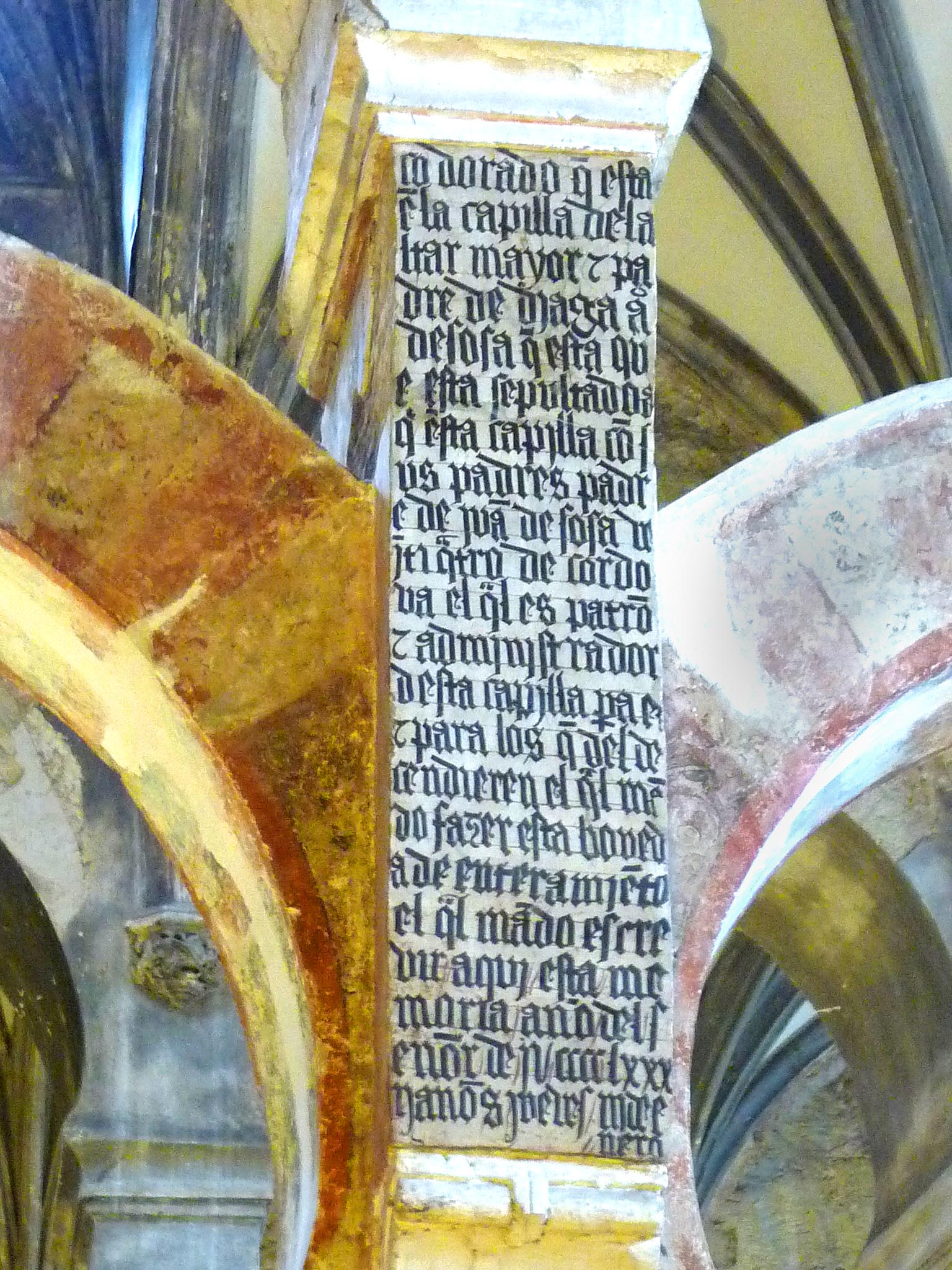
Каплиця Св.Клімента (Capilla San Clemente)
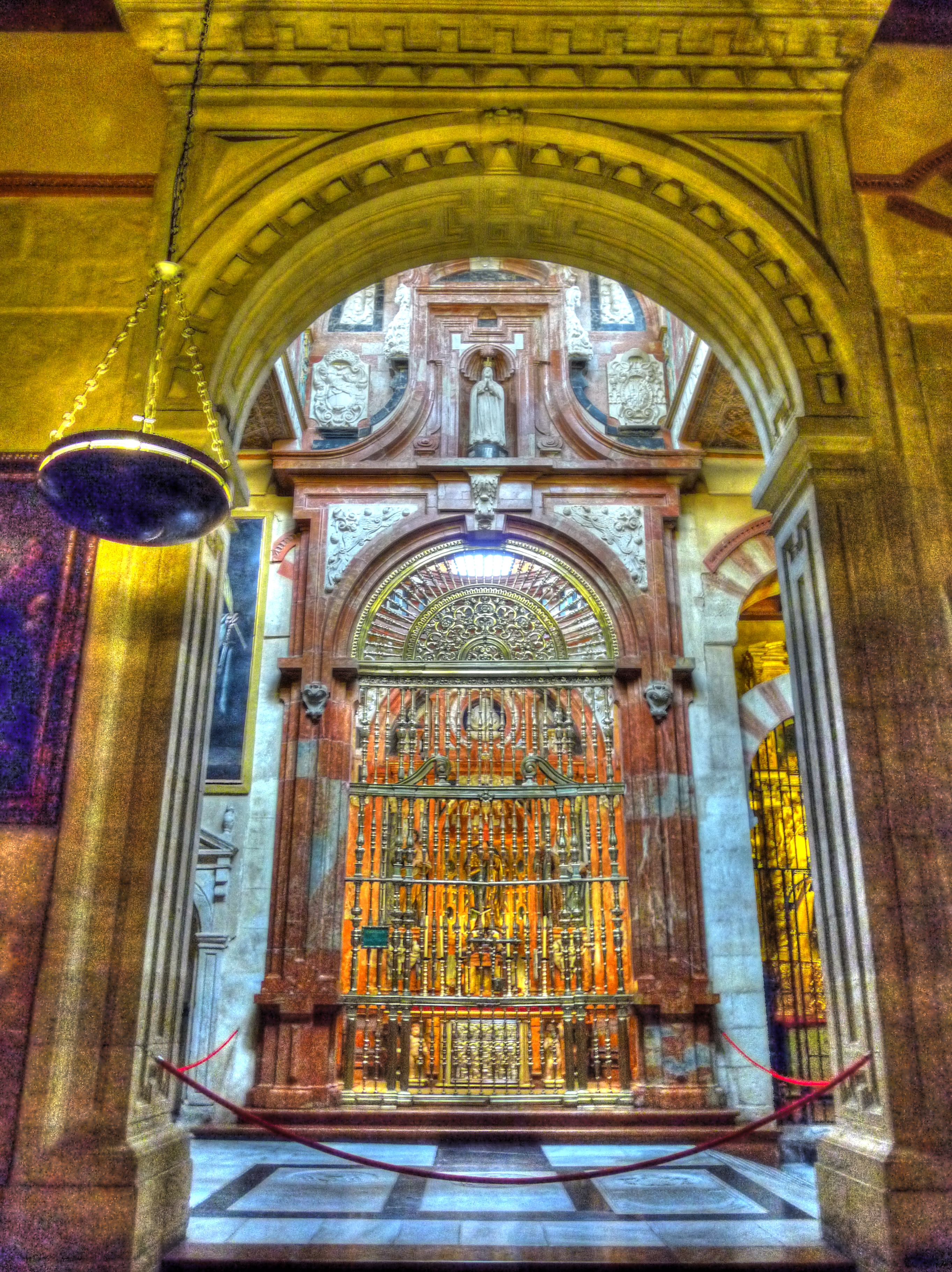
Каплиця Внебовзяття  (Capilla de la Concepción)

### Двері

#### Двері ісламського періоду

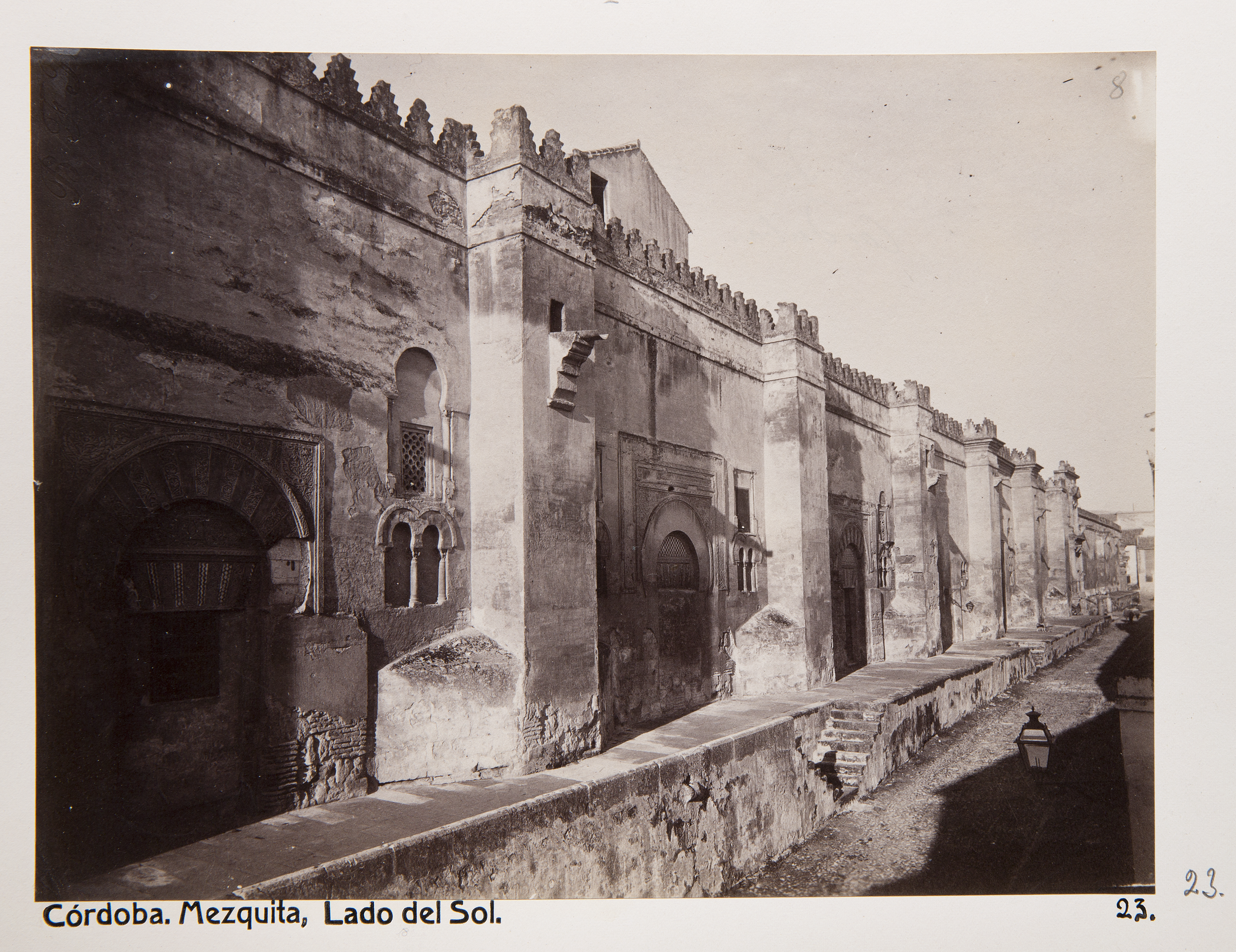
Двері на східному фасаді мечеті-собору 1895 р., до реставрації 20 ст.

Пуерта-де-Сан-Естебан (раніше Баб аль-Вузара арабською) є одним із найстаріших добре збережених та історично значущих воріт мавританської архітектури. Спочатку це були ворота, через які мусульманський емір та його чиновники входили до мечеті, і, ймовірно, вони існували з моменту першого будівництва мечеті Абд ар-Рахманом I у VIII столітті. Однак його оздоблення завершив Мухаммед I у 855 році. Століття повільного руйнування та спроб реставрації стерли деякі елементи його оздоблення, але основні оригінальні аспекти залишилися. Його історико-архітектурне значення пояснюється тим, що він є найранішим збереженим прикладом класичних орнаментів мавританських воріт: двері, увінчані підковоподібною аркою з вусуарами змінного кольору, які, у свою чергу, обрамлені прямокутним альфізом:165–170:43:21.

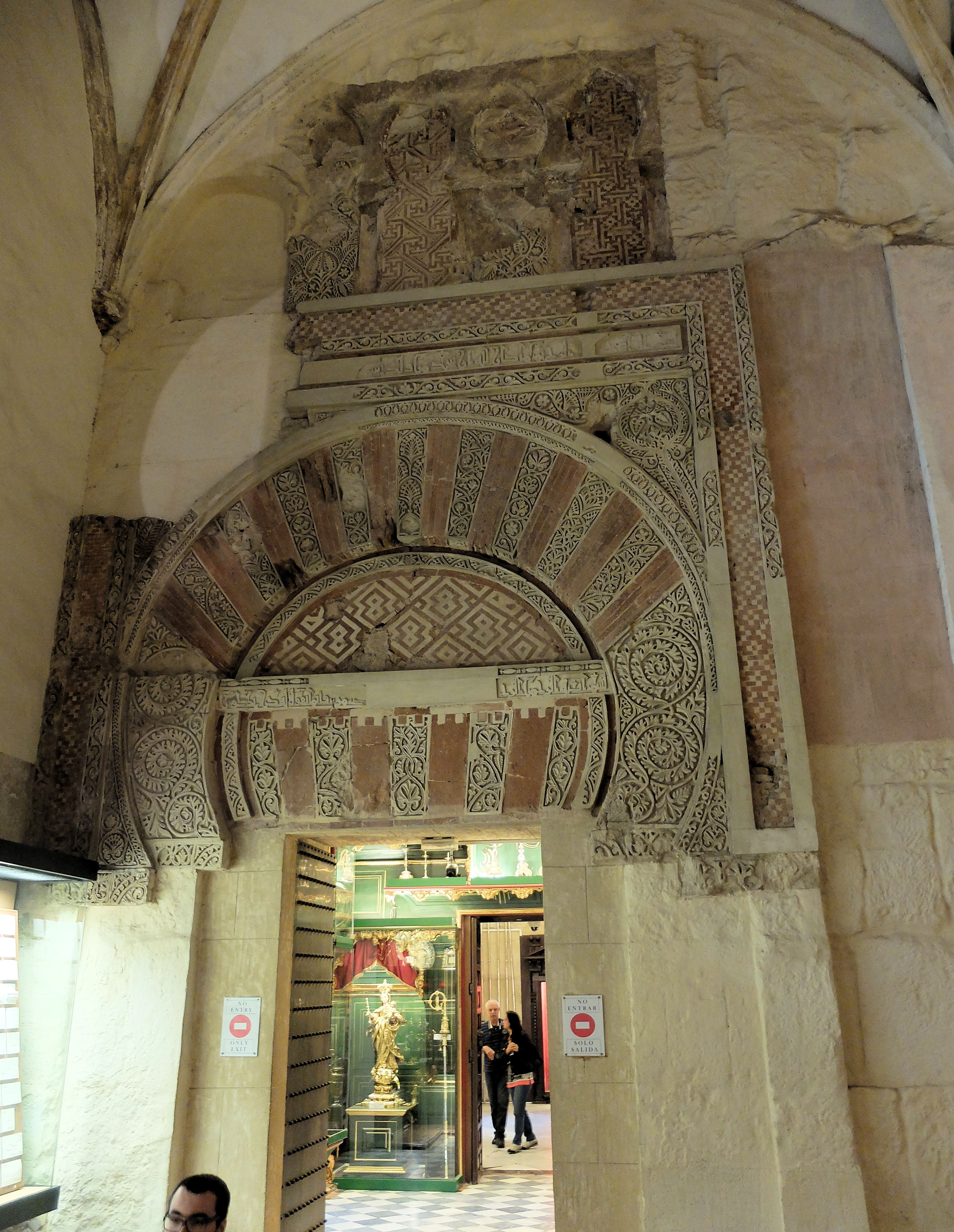
Залишки Пуерта-дель-Шоколад (або дель Пунто), колишніх східних воріт мечеті від розширення Аль-Хакама II у 10-му столітті (до того, як Аль-Мансур розширив будівлю на схід)

Багато інших воріт було додано під час подальших розширень мечеті. Ці пізніші ворота мають ще складніше оздоблення, особливо з X століття під час експансії Аль-Хакама II (починаючи з 961 року), яке сьогодні видно на західному зовнішньому фасаді колишнього молитовного залу. Під час останнього розширення мечеті Аль-Мансуром через кілька десятиліть (починаючи з 987—988 рр.), яке розширило мечеть убік на схід, дизайн попередніх воріт розширення Аль-Хакама II було повторено. Двері Аль-Мансура видно на сучасному східному фасаді будівлі. Деякі залишки оригінальних східних дверей розширення Аль-Хакама II до того, як Аль-Мансур зрушив східну стіну, все ще видно всередині мечеті-собору сьогодні. Найкраще збереженим прикладом є двері, відомі в народі як Пуерта-дель-Шоколад або Пуерта-дель-Пунто, розташовані біля південної стіни і служать сьогодні виходом для відвідувачів із скарбниць собору, які раніше також були дверима до скарбниці мечеті: 154, 158 . Однак багато зовнішніх воріт зазнали різних періодів занепаду та реставрації. Найскладніші ворота на східній стіні сьогодні є здебільшого результатом реставрації XX століття:79. Однак, багато оригінальних арабських написів на цих дверях збереглися. Сусана Кальво Капілла зазначила, що багато написів на воротах X століття мають есхатологічні та прозелітичні конотації, можливо, відображаючи свідоме спростування неортодоксальних релігійних течій, які влада вважала загрозою того часу. Троє з дверей, наприклад, включають вірші Корану, які заперечують християнську віру в божественність Христа.

#### Двері християнського періоду
Після перетворення мечеті на собор у 1236 році до нових чи існуючих воріт все частіше додавалися іспанські християнські проєкти. Невеликий Postigo de la Leche (Двері молока) на західній стороні будівлі мають готичні деталі, датовані 1475 роком. Серед найпомітніших монументальних порталів християнської епохи — Пуерта-де-лас-Пальмас, Пуерта-де-Санта-Каталіна та Пуерта-дель-Пердон.

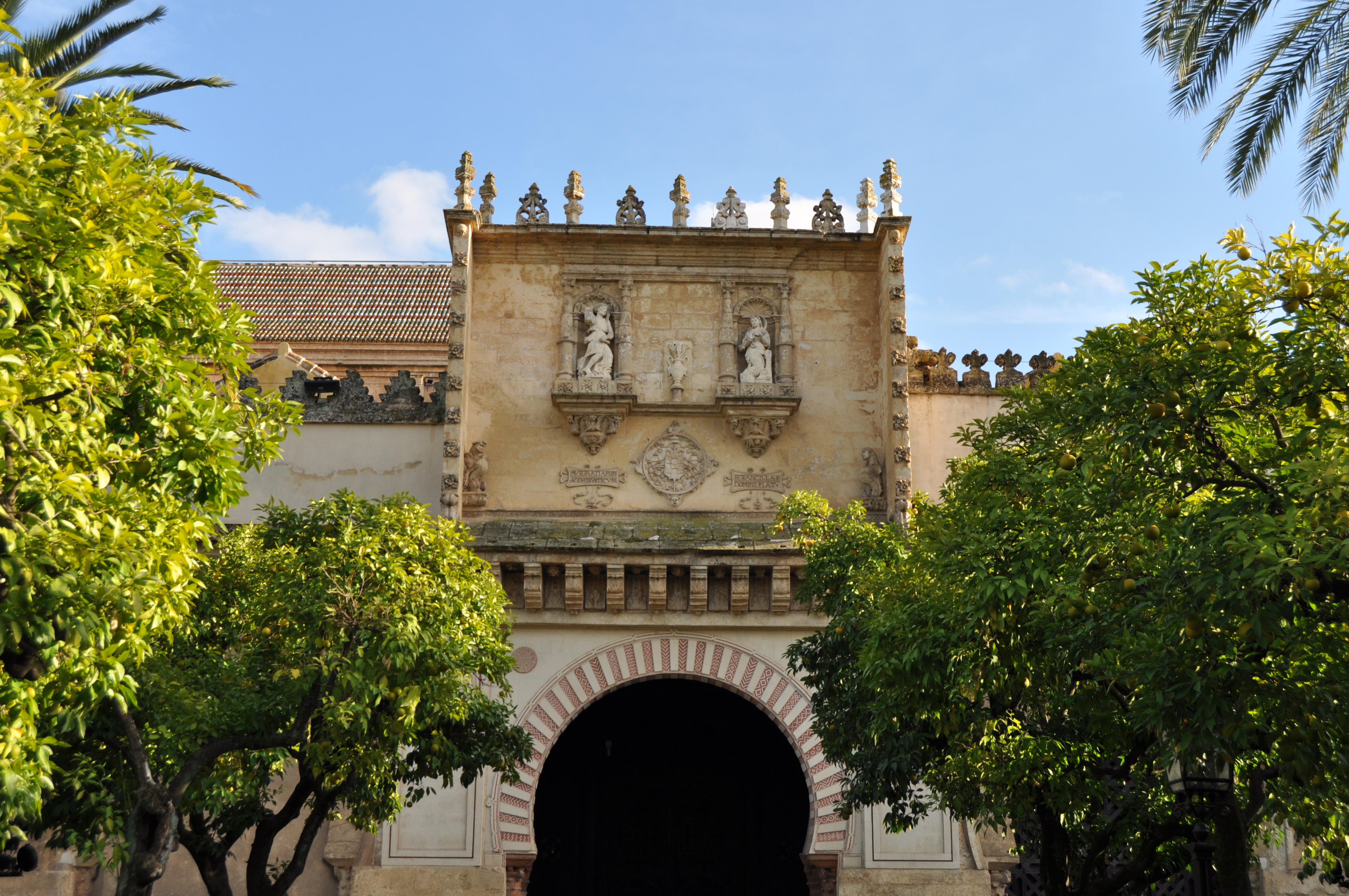
Пуерта-де-лас-Пальмас, вид з Апельсинового двору

Пуерта-де-лас-Пальмас (Двері пальм) — це велична церемоніальна брама, що веде з Апельсинового двору всередину собору, побудована там, де спочатку був єдиний фасад із відкритими арками, що вели до молитовного залу колишньої мечеті. Спочатку брама називалася Arco de Bendiciones (Арка Благословень) і була місцем для урочистого освячення королівського прапора, ритуалу, який був частиною церемонії коронації іспанського монарха. Її нинішній вигляд походить від реставрації та реконструкції, виконаної Ернаном Руїсом I у 1533 році, який додав над брамою фасад у стилі платереско. Статуї на фасаді зображують Благовіщення, а менші фігури в нижніх кутах зображують міфологічних істот.
Пуерта-де-Санта-Каталіна (Двері Святої Катерини) є головним східним входом до двору Апельсинів. Їх назва вказувала на присутність неподалік монастиря Святої Катерини. Їх нинішній вигляд походить від роботи Ернана Руїса II, який прийняв роботу над собором у 1547 році після смерті свого батька (Ернана Руїса I). Зовні брама має ренесансний фасад: дверний отвір оточений двома колонами та увінчаний композицією колон у стилі серліана, що утворюють три ніші, увінчані вигнутою перемичкою. У трьох альковах знаходяться залишки трьох фресок, що зображують Святу Катерину (Санта-Каталіна), Святого Акіскла (Сан-Акіскло) і Святу Вікторію (Санта-Вікторія).
Пуерта дель Пердон (Двері прощення) є одними з найважливіших ритуальних дверей собору, розташованих біля основи дзвіниці та прямо навпроти Пуерта де лас Пальмас. Ворота існували тут ще з ісламського періоду; його розташування узгоджується з міхрабом мечеті та центральною віссю будівлі до розширення Аль-Мансура:61. Перша реконструкція будівлі в християнський період датується 1377 роком, але відтоді вона була кілька разів змінена, зокрема Себастьяном Відалем у 1650 році. Вицвілі фрески всередині сліпих арок над зовнішніми дверима включають зображення Успіння Богоматері посередині, а з боків – Сен-Мішель і Сен-Рафаель.

#### Перелік дверей
Західний фасад, уздовж вулиці Calle Torrijos, з півночі на південь:
- Постіго-де-ля-Лече;
- Пуерта-де-лос-Дінес
- Пуерта-де-Сан-Естебан
- Пуерта-де-Сан-Мігель
- Пуерта-дель-Еспіріту-Санто
- Постіго-дель-Паласіо
- Пуерта-де-Сан-Ільдефонсо
- Пуерта-дель-Сабат

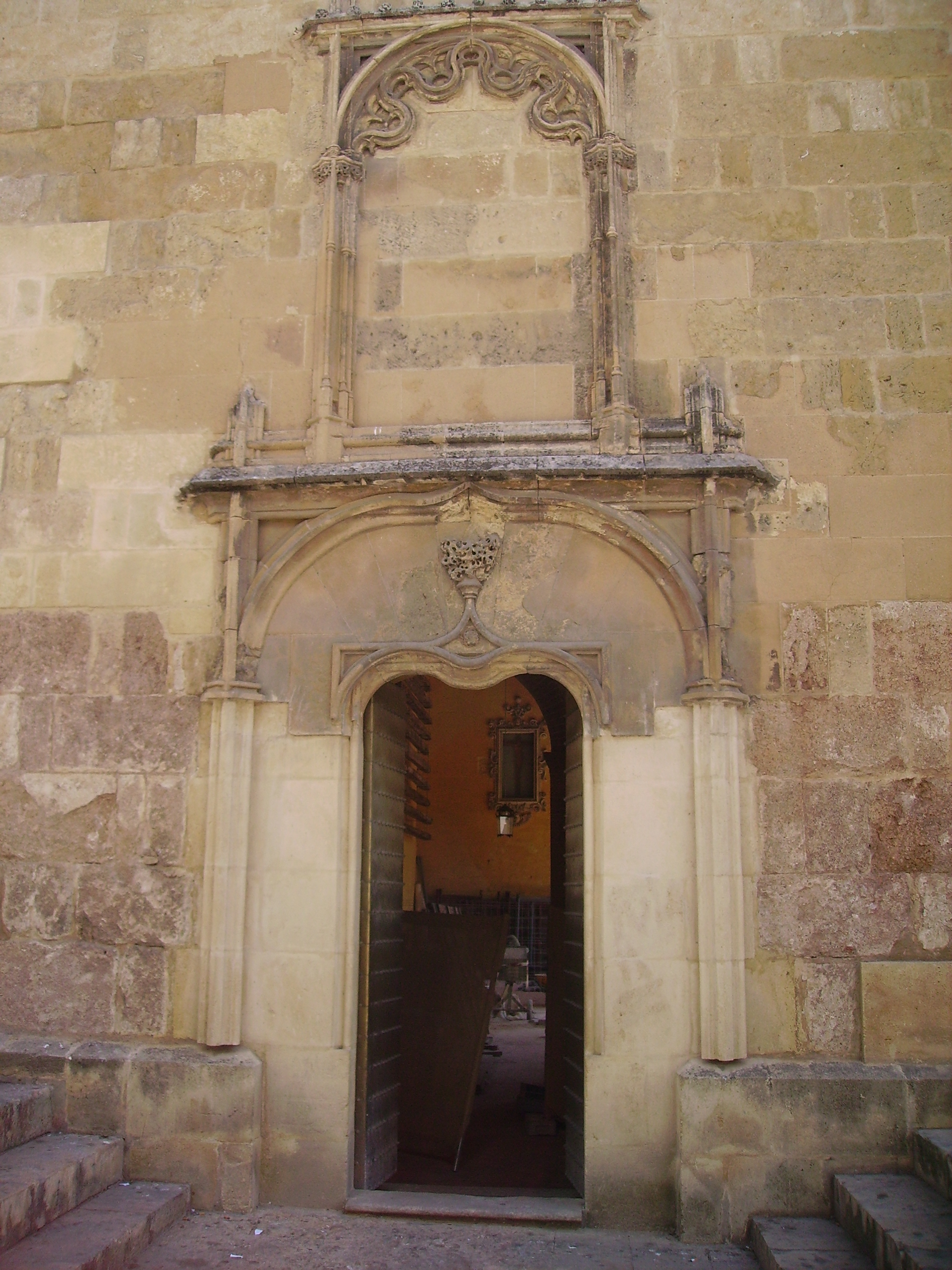
Postigo de la Leche
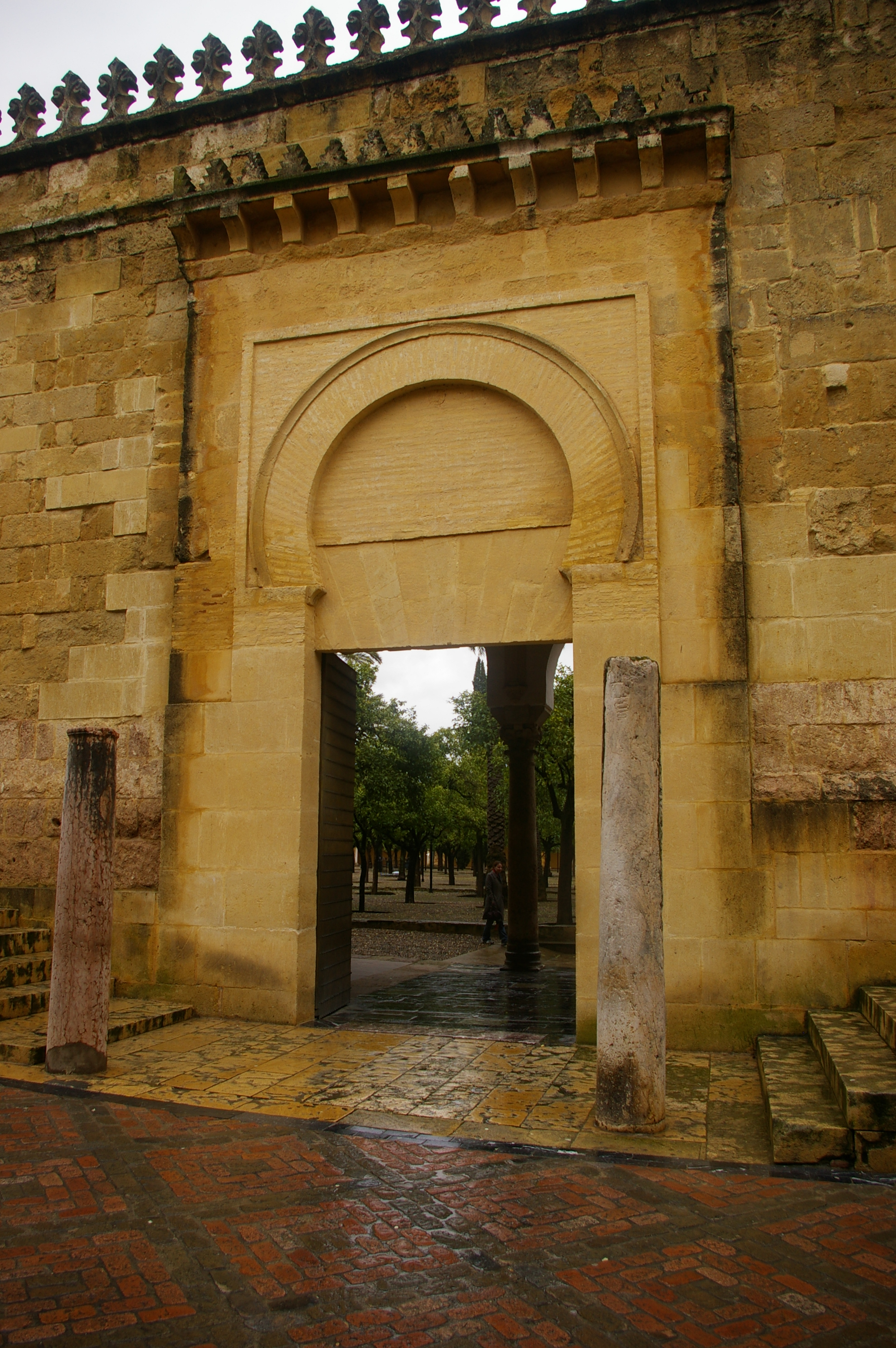
Puerta de los Deanes
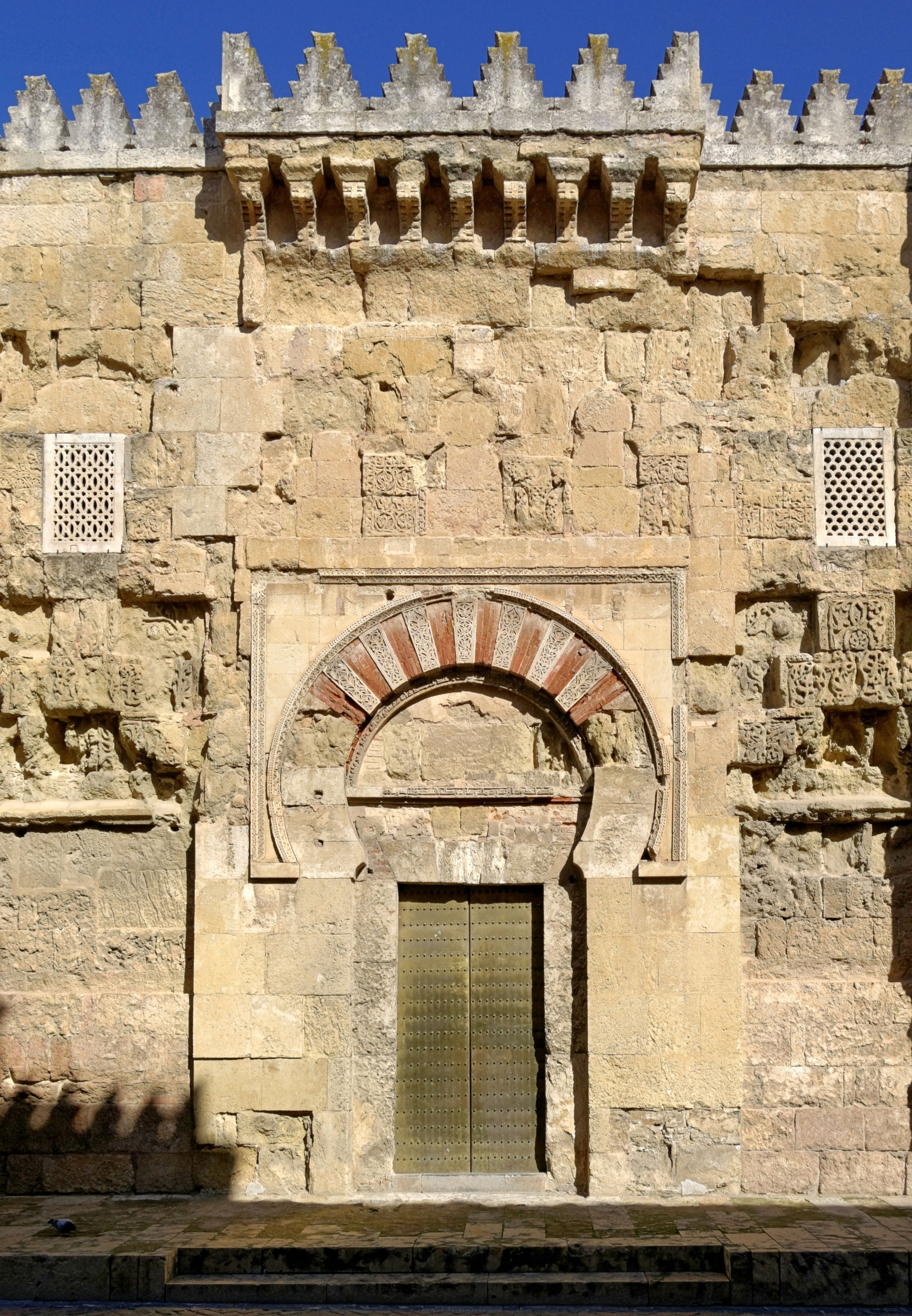
Puerta de San Esteban
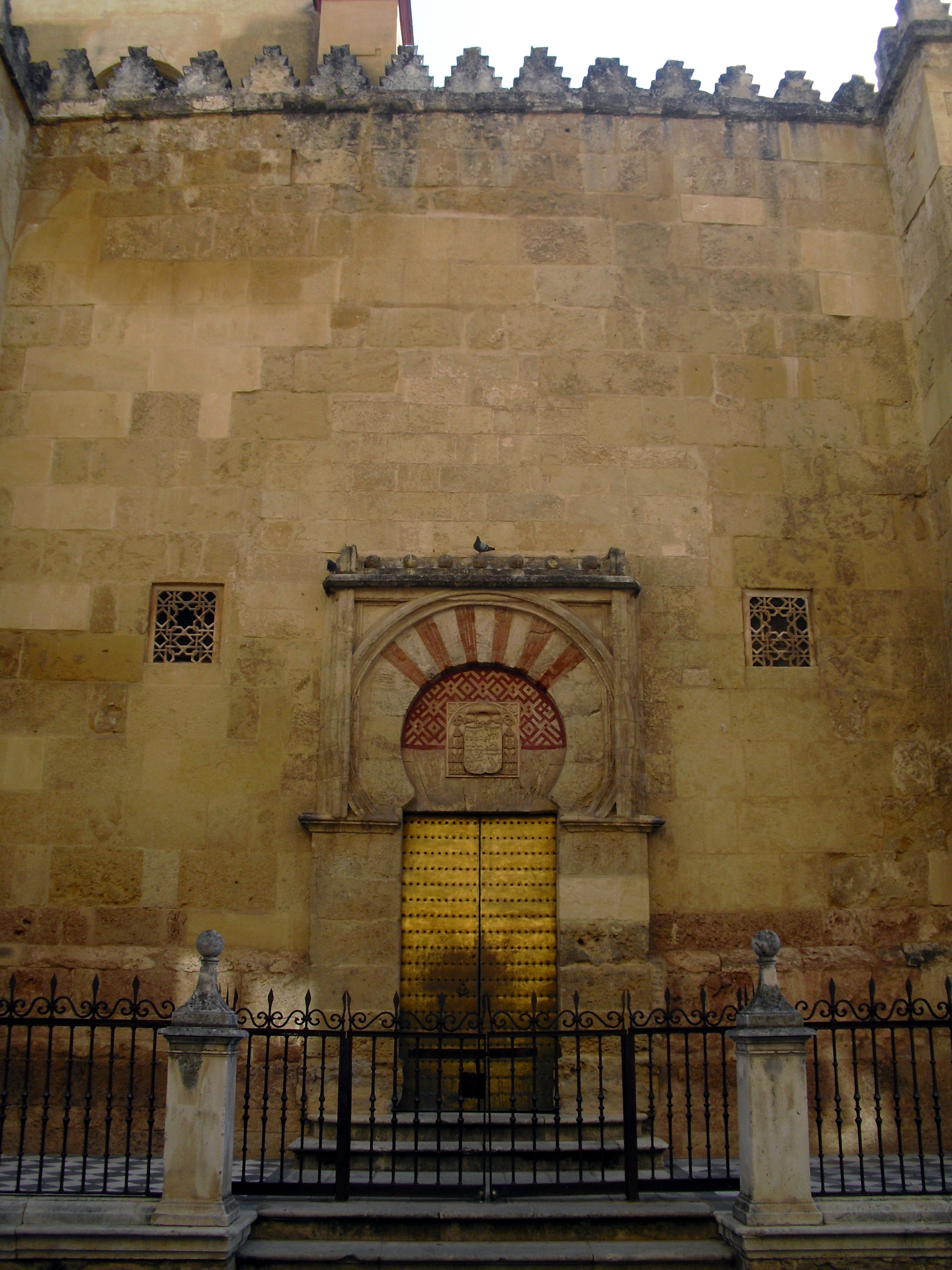
Puerta de San Miguel
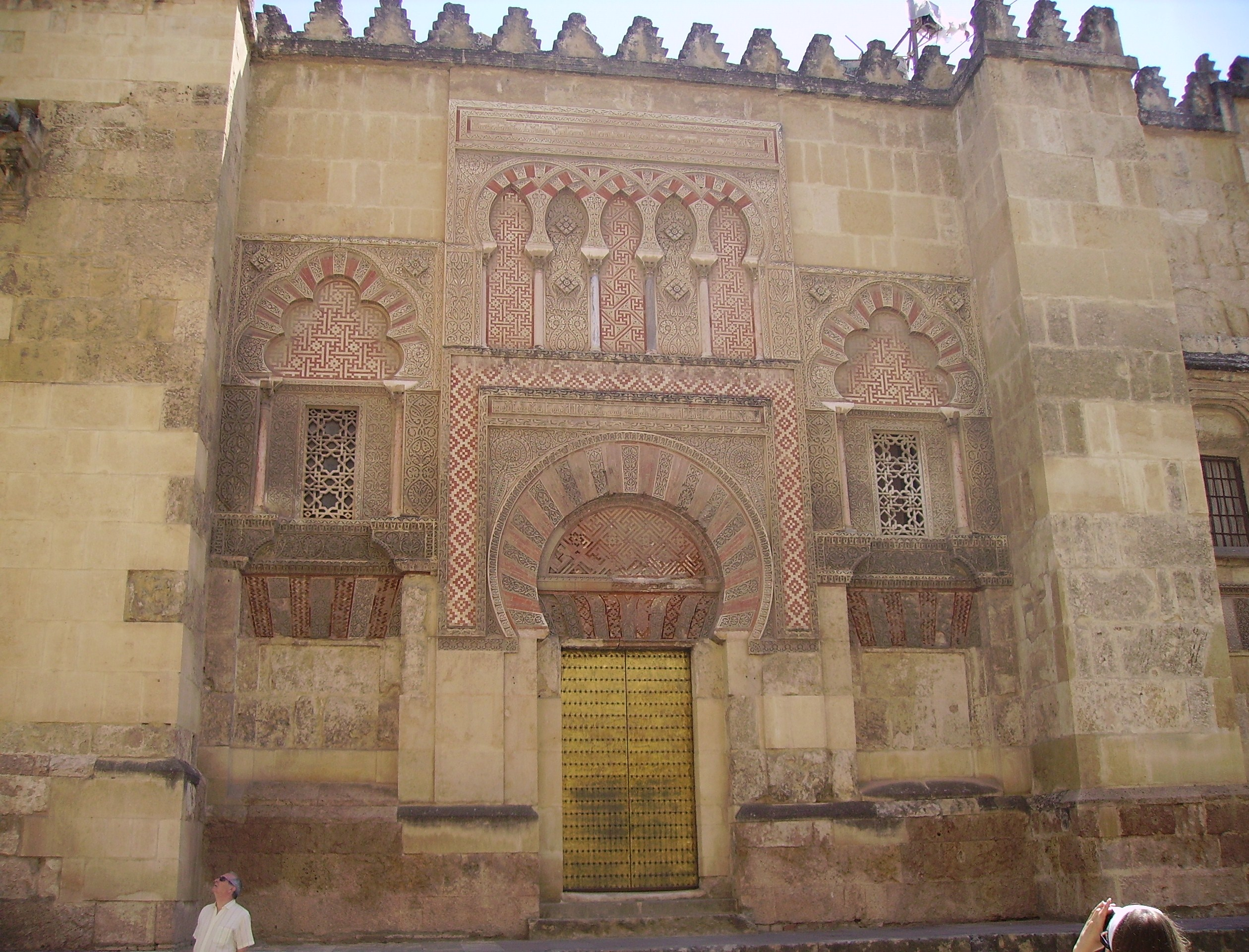
Puerta del Espíritu Santo
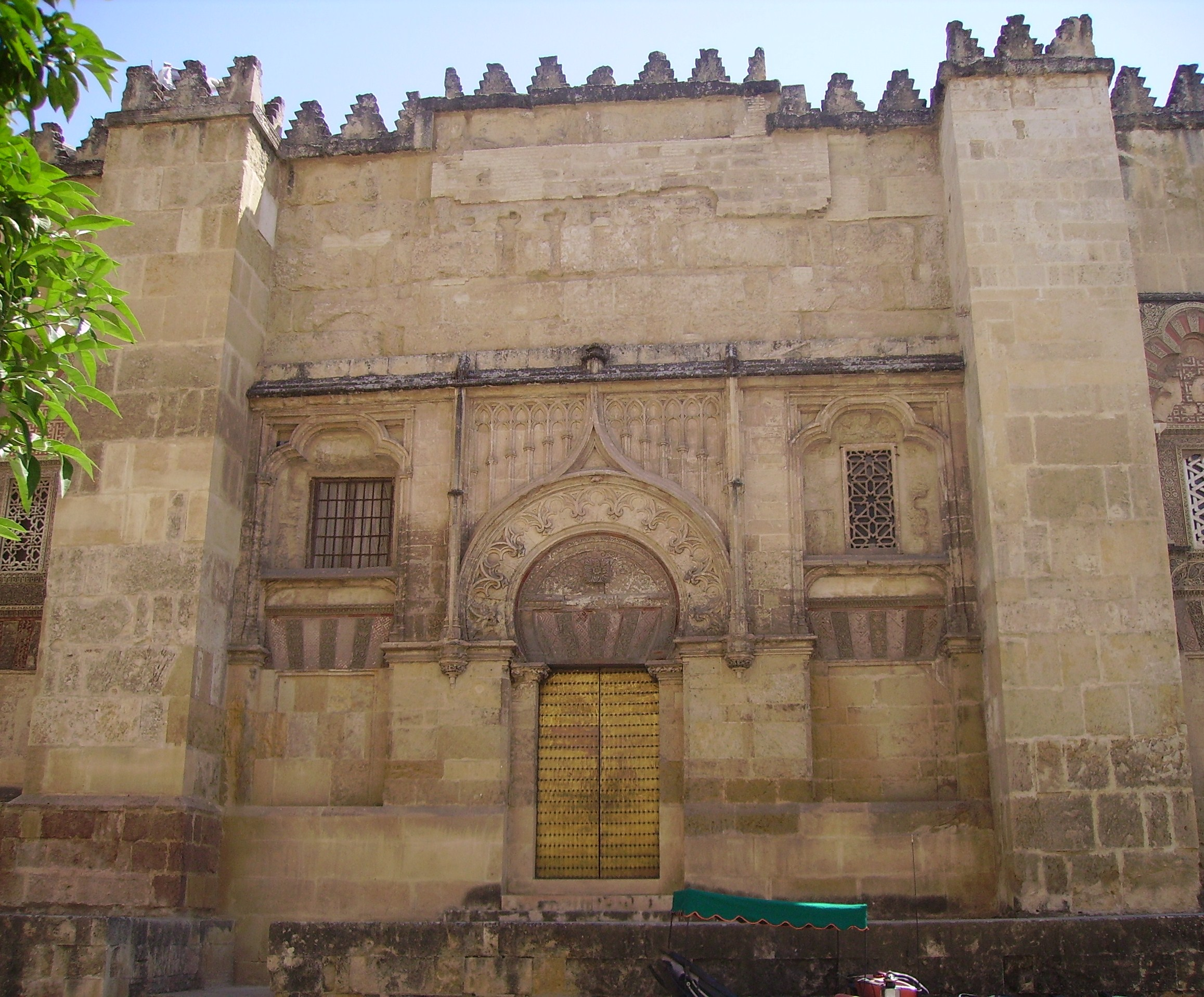
Postigo del Palacio
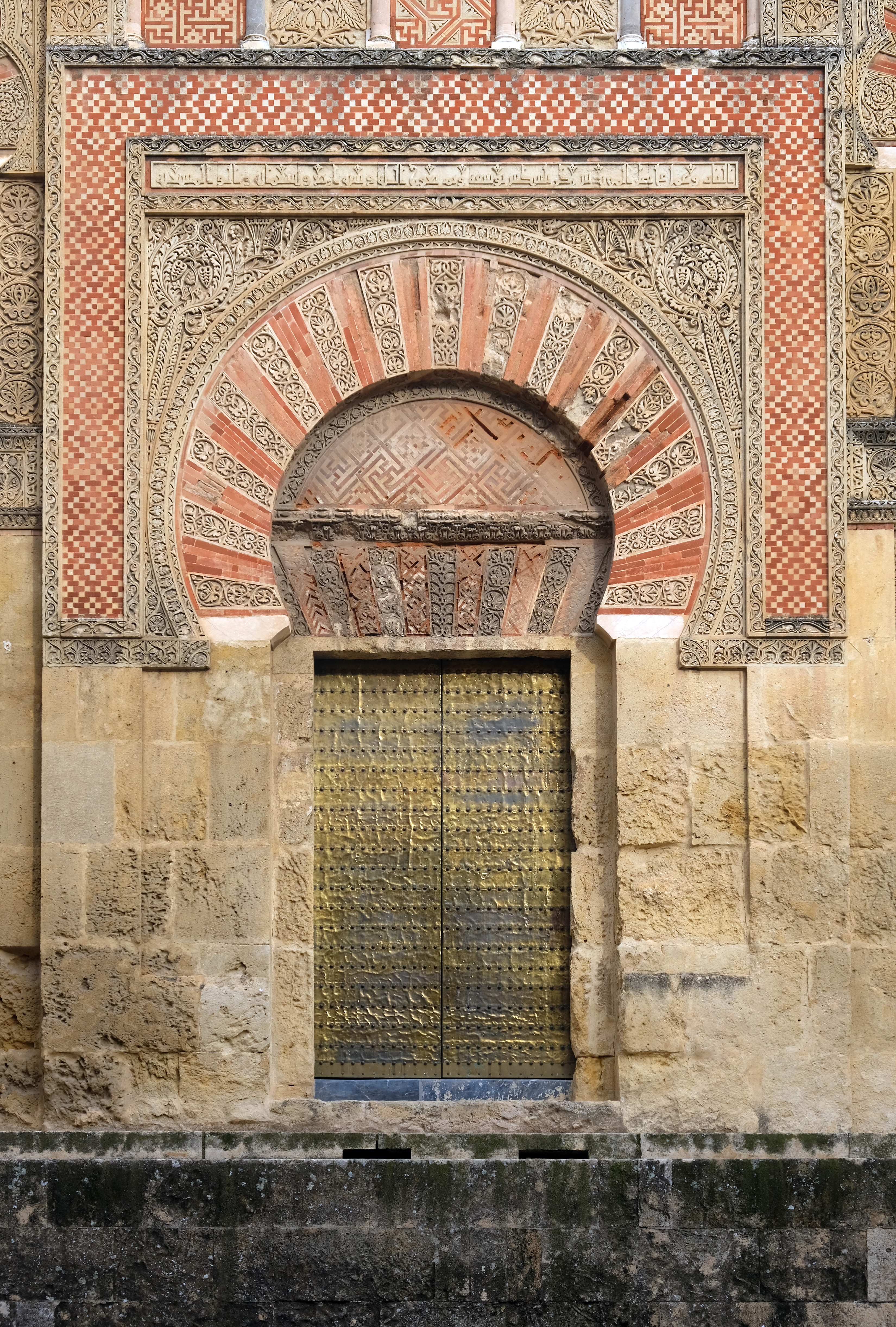
Puerta de San Ildefonso
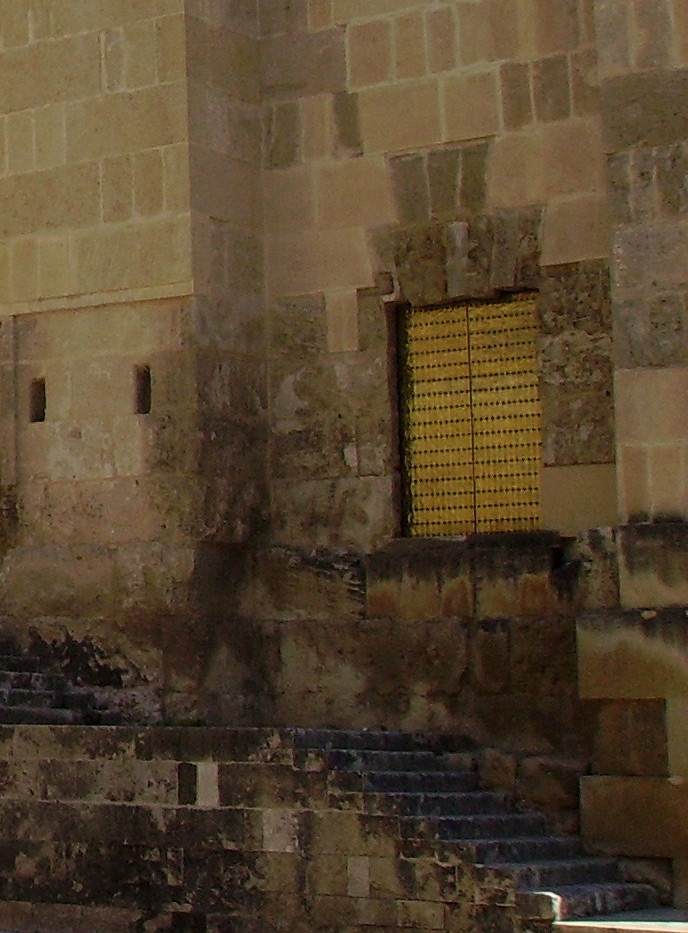
Puerta del Sabat

Східний фасад, уздовж вулиці Calle del Magistrado González Frances, з півночі на південь:
- Пуерта-де-ла-Града-Редонда
- Фуенте-де-Санта-Каталіна
- Пуерта-де-Санта-Каталіна
- Пуерта-де-Сан-Хуан
- Пуерта-дель-Баптістеріо
- Пуерта де Сан Ніколас
- Puerta de la Concepción Antigua
- Пуерта-де-Сан-Хосе
- Пуерта-дель-Саграріо
- Пуерта-де-Єрусален

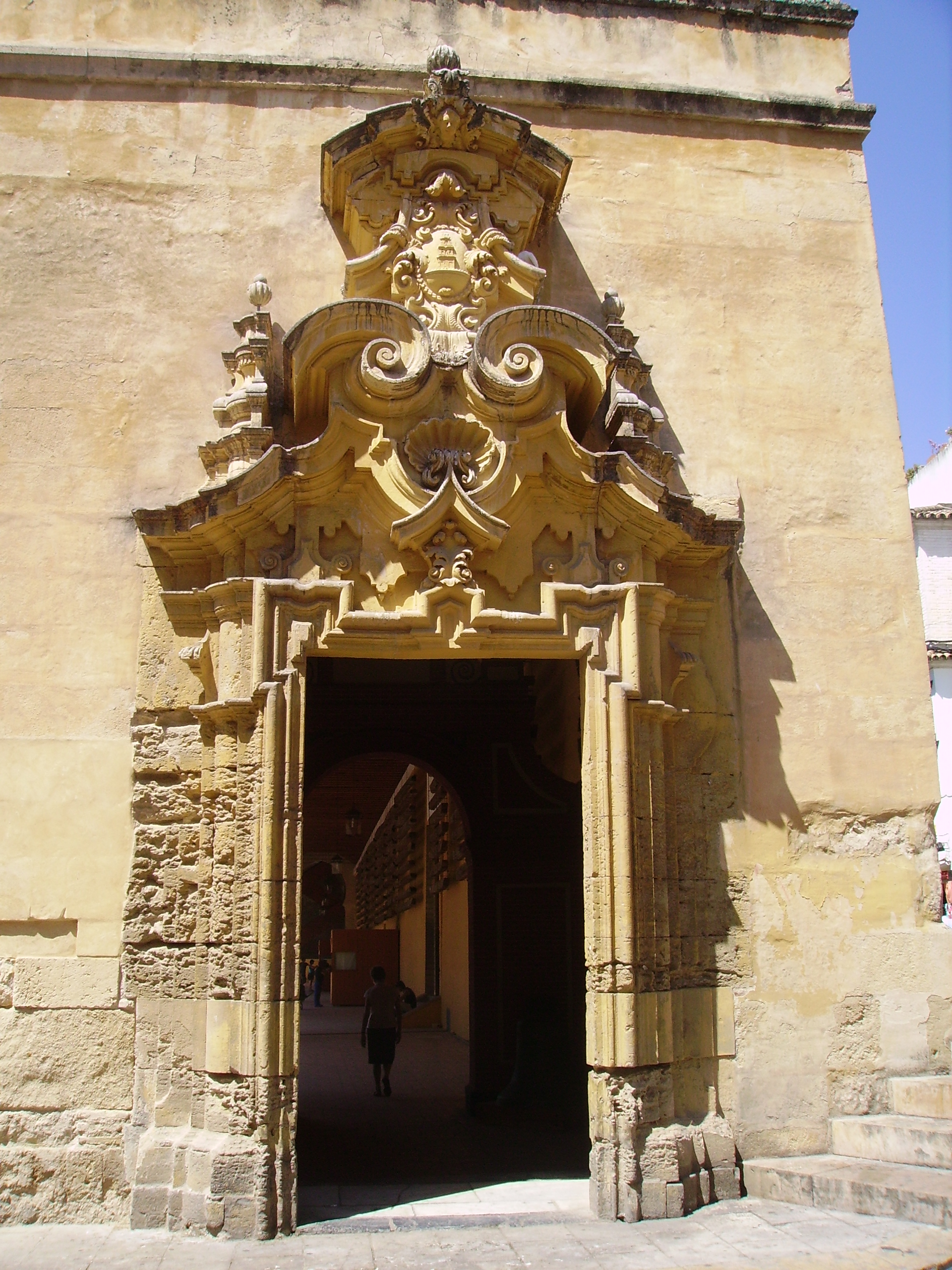
Puerta de la Grada Redonda
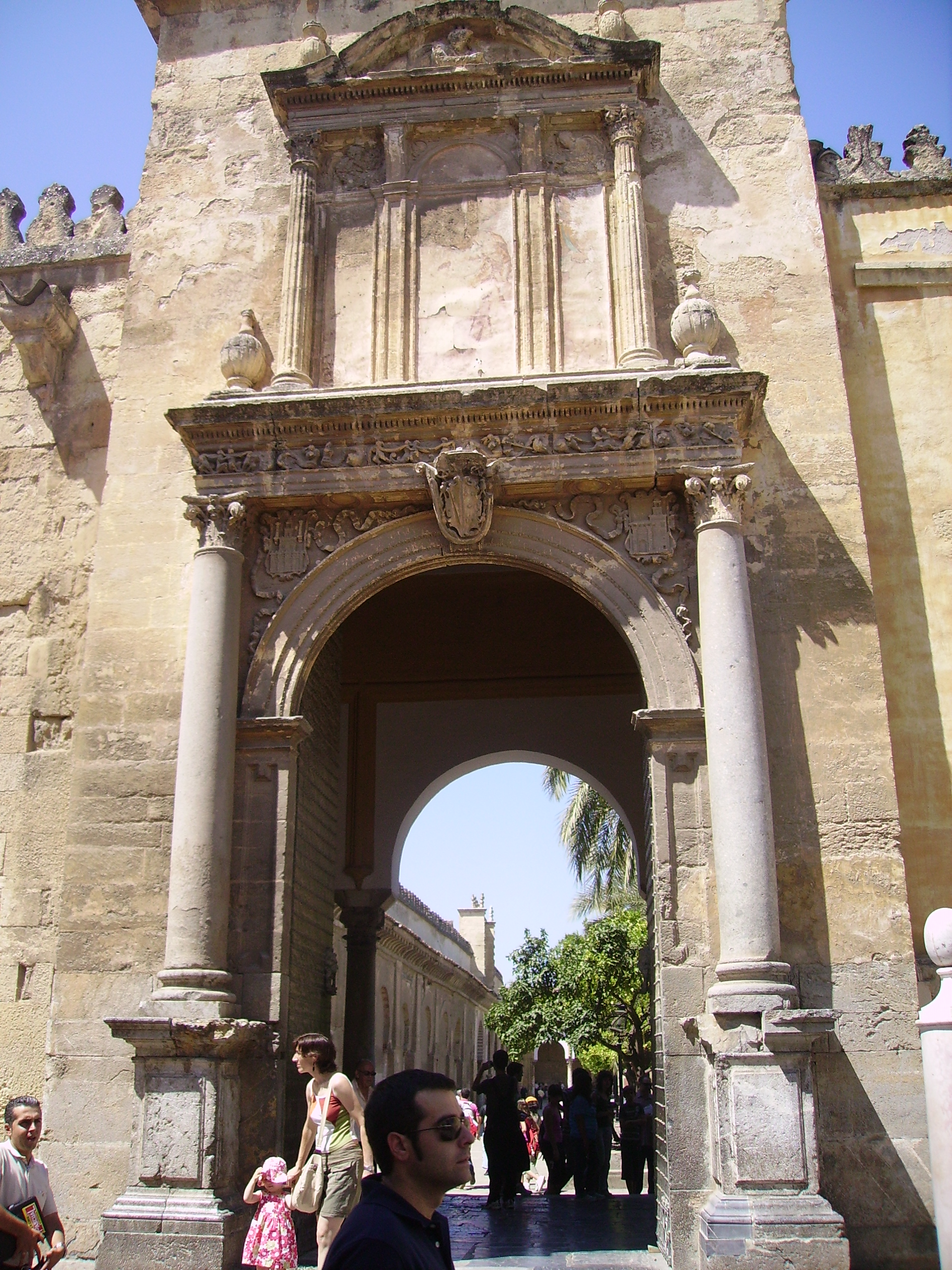
Puerta de Santa Catalina
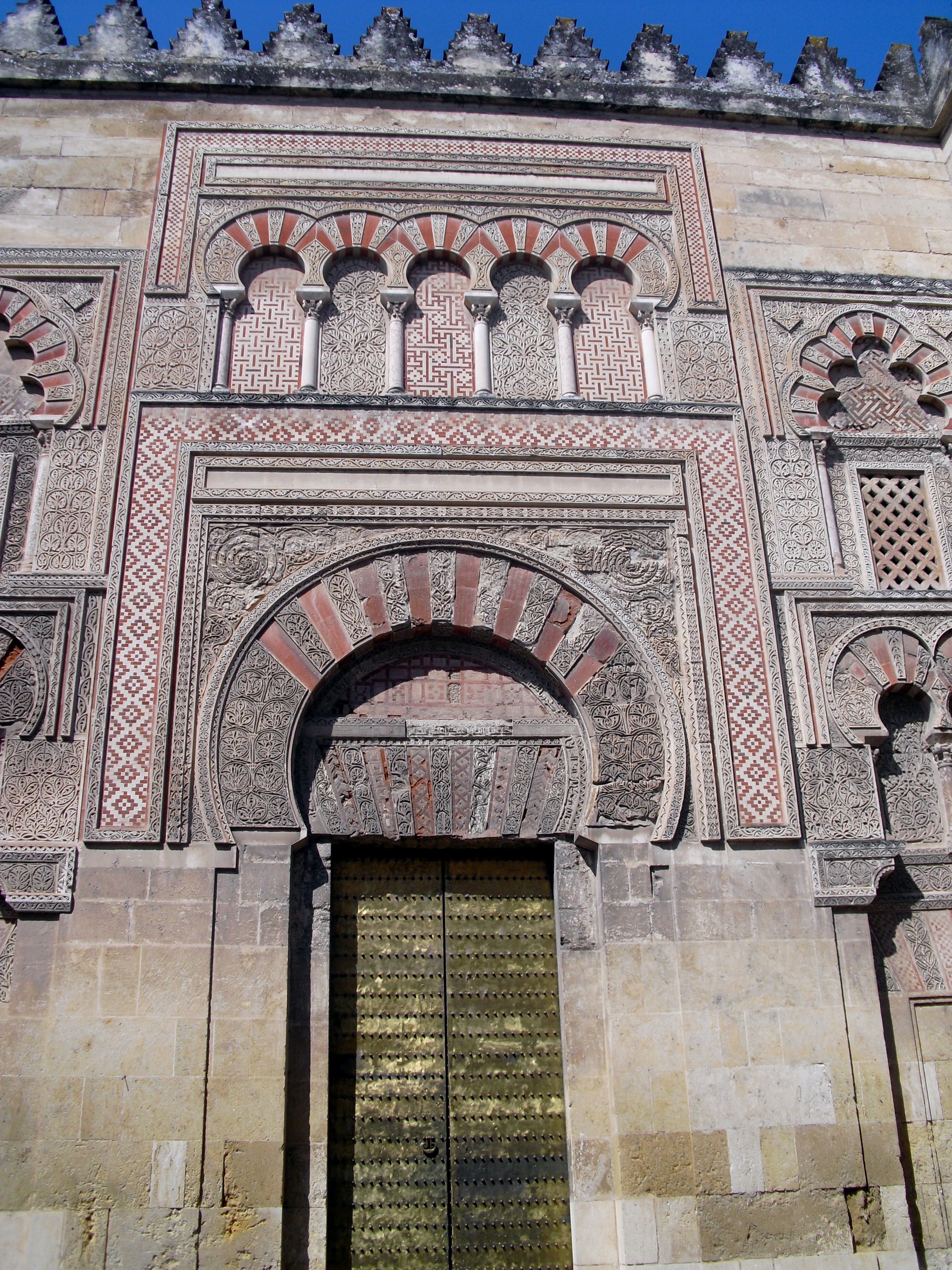
Puerta de San Juan
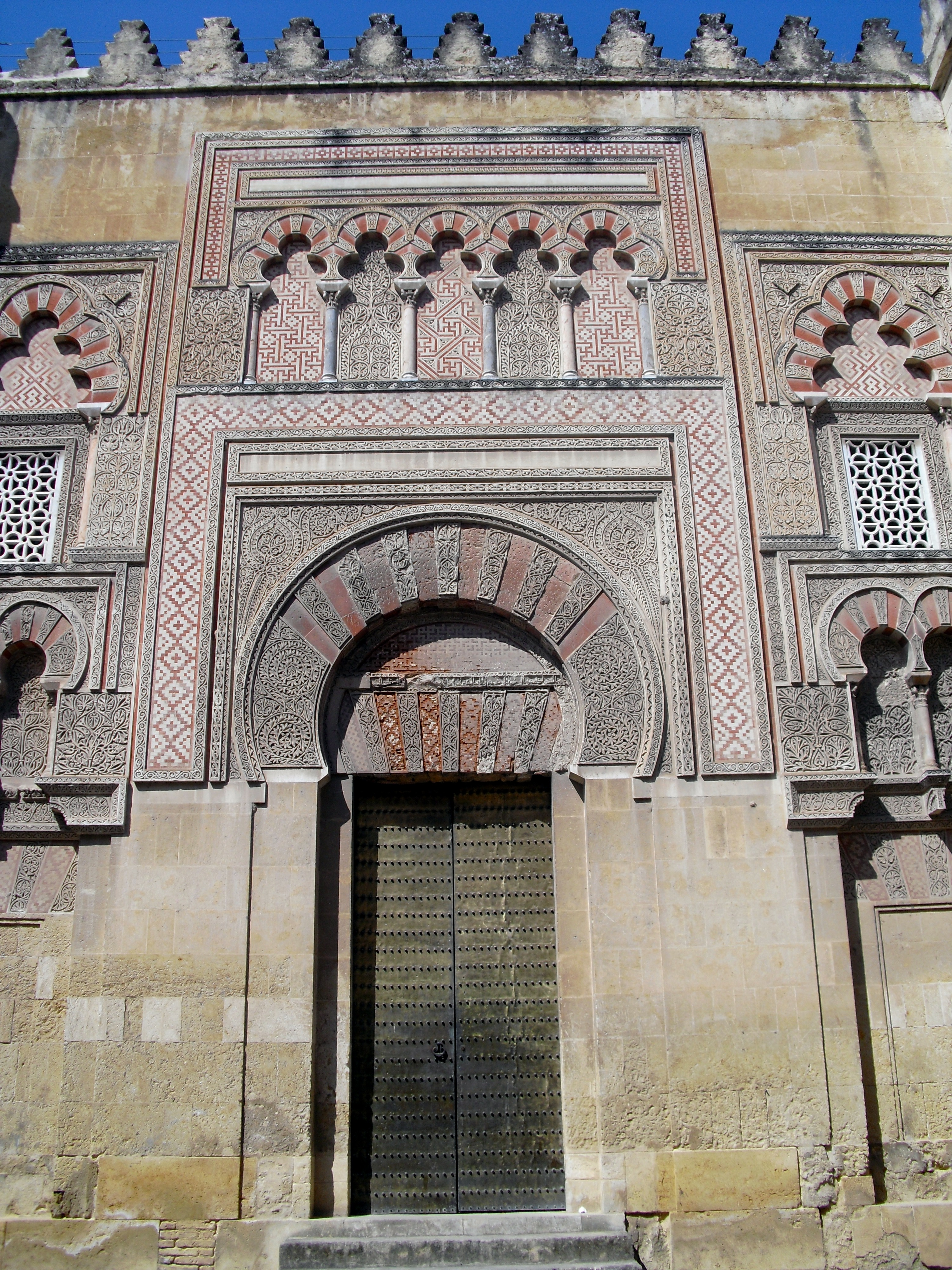
Puerta del Baptisterio
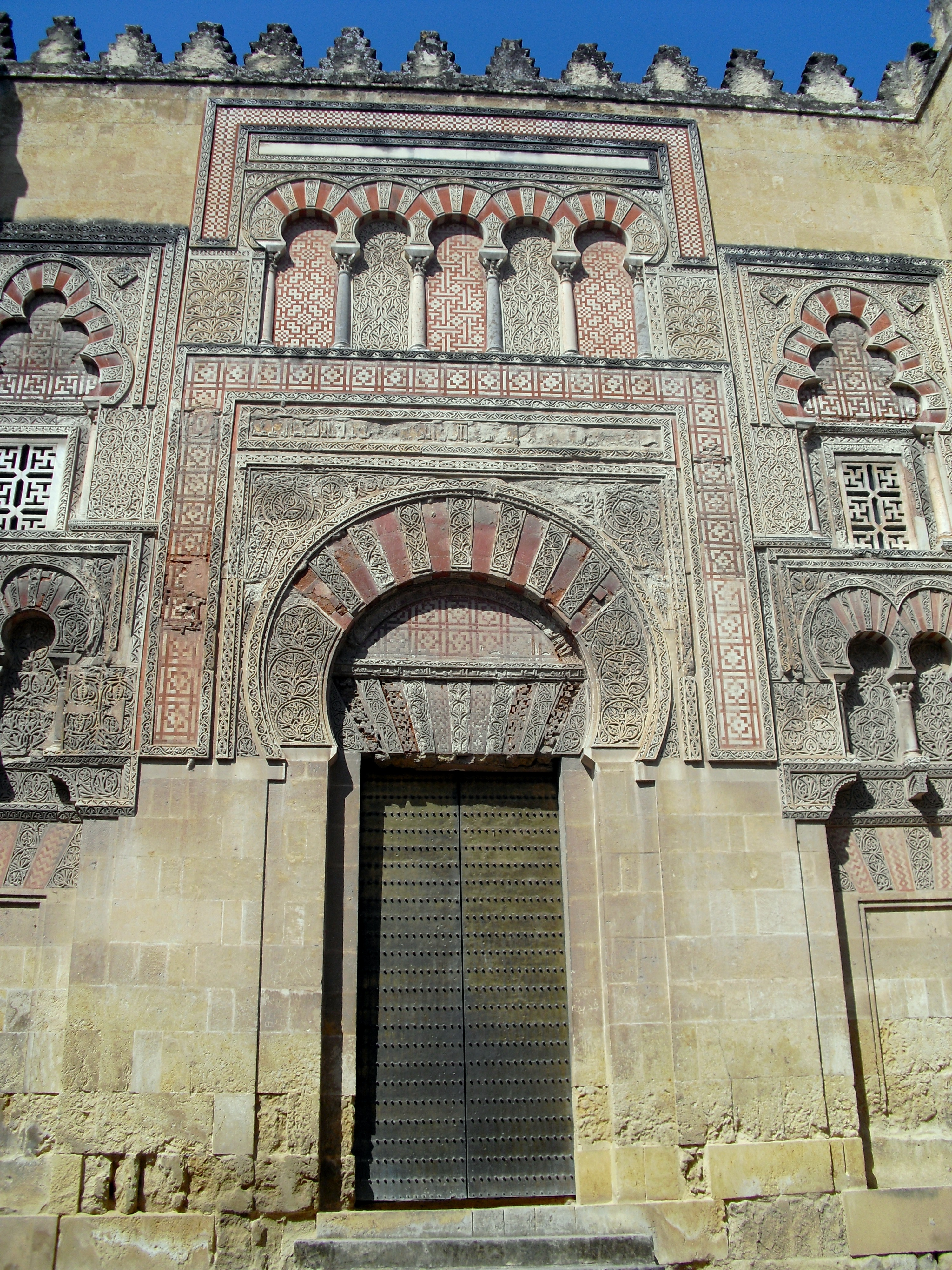
Puerta de San Nicolás
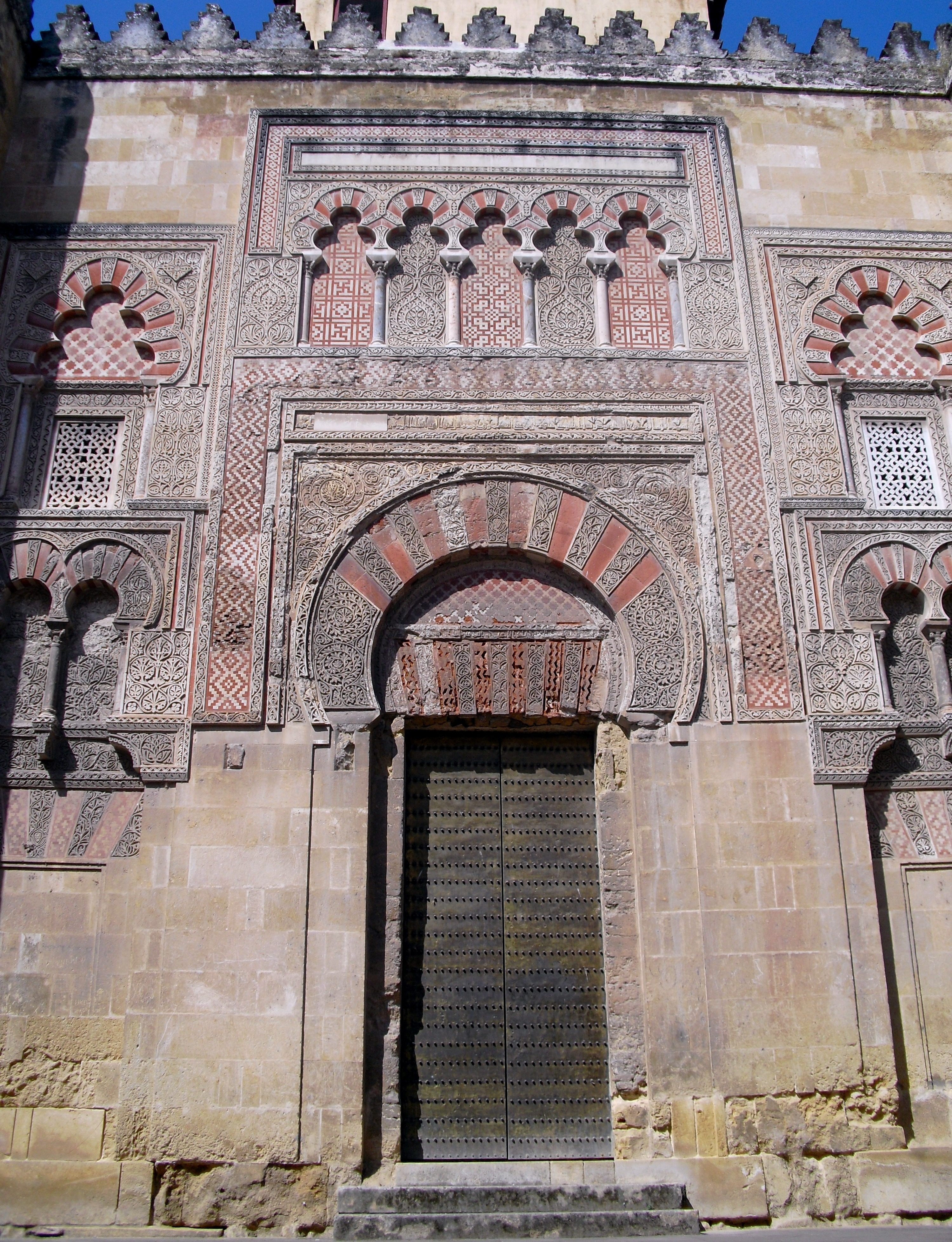
Puerta de la Concepción Antigua
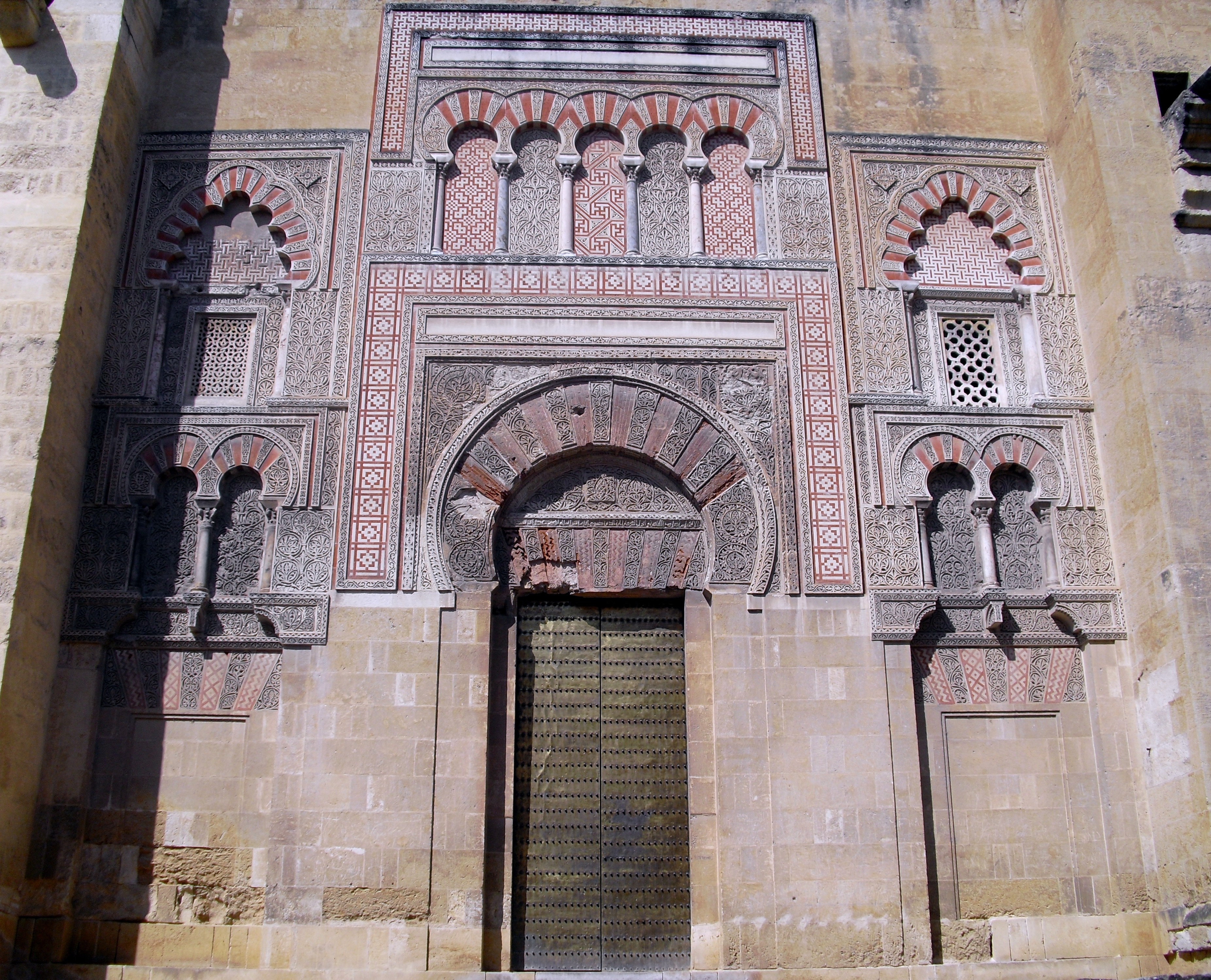
Puerta de San José
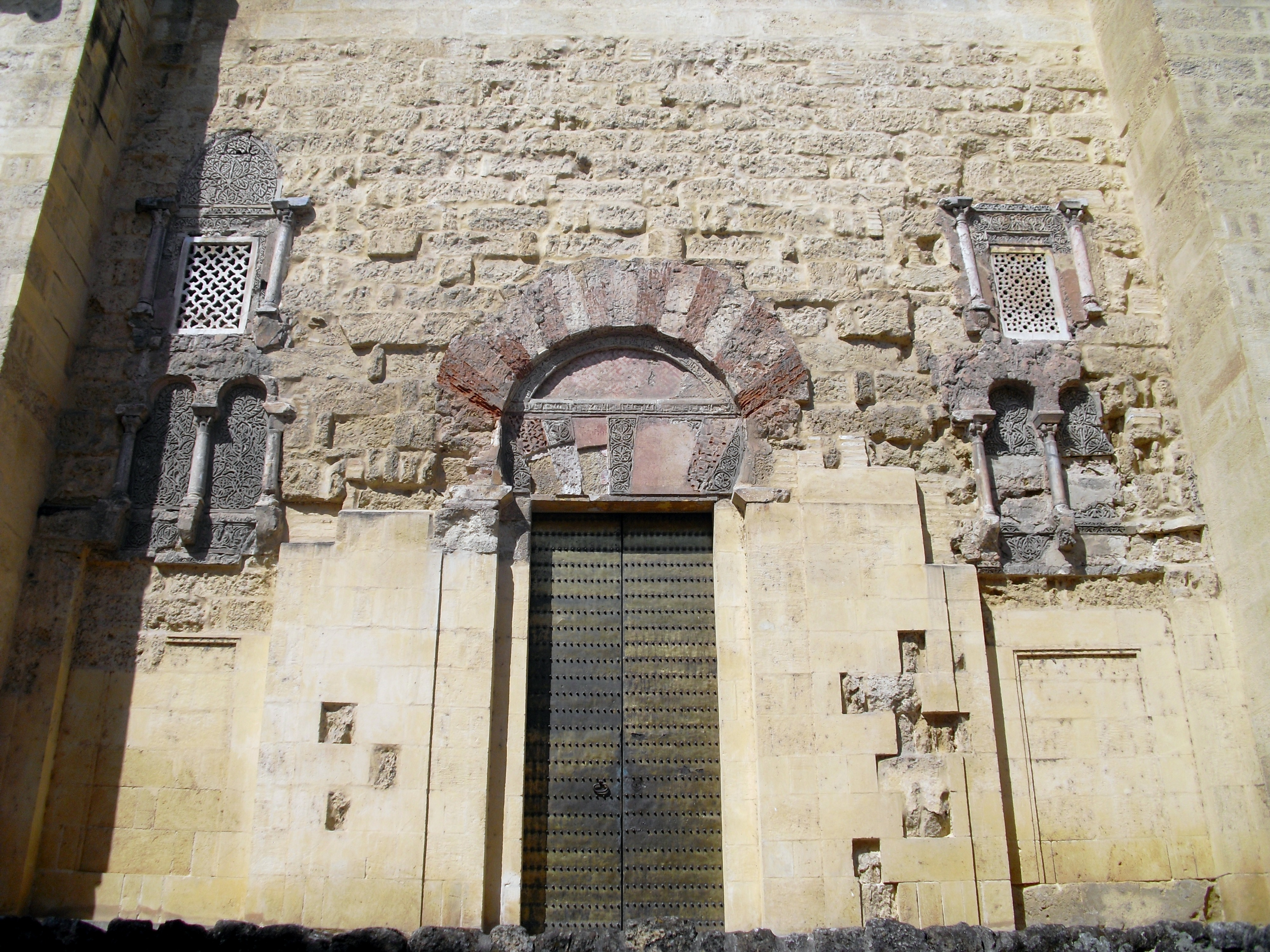
Puerta del Sagrario
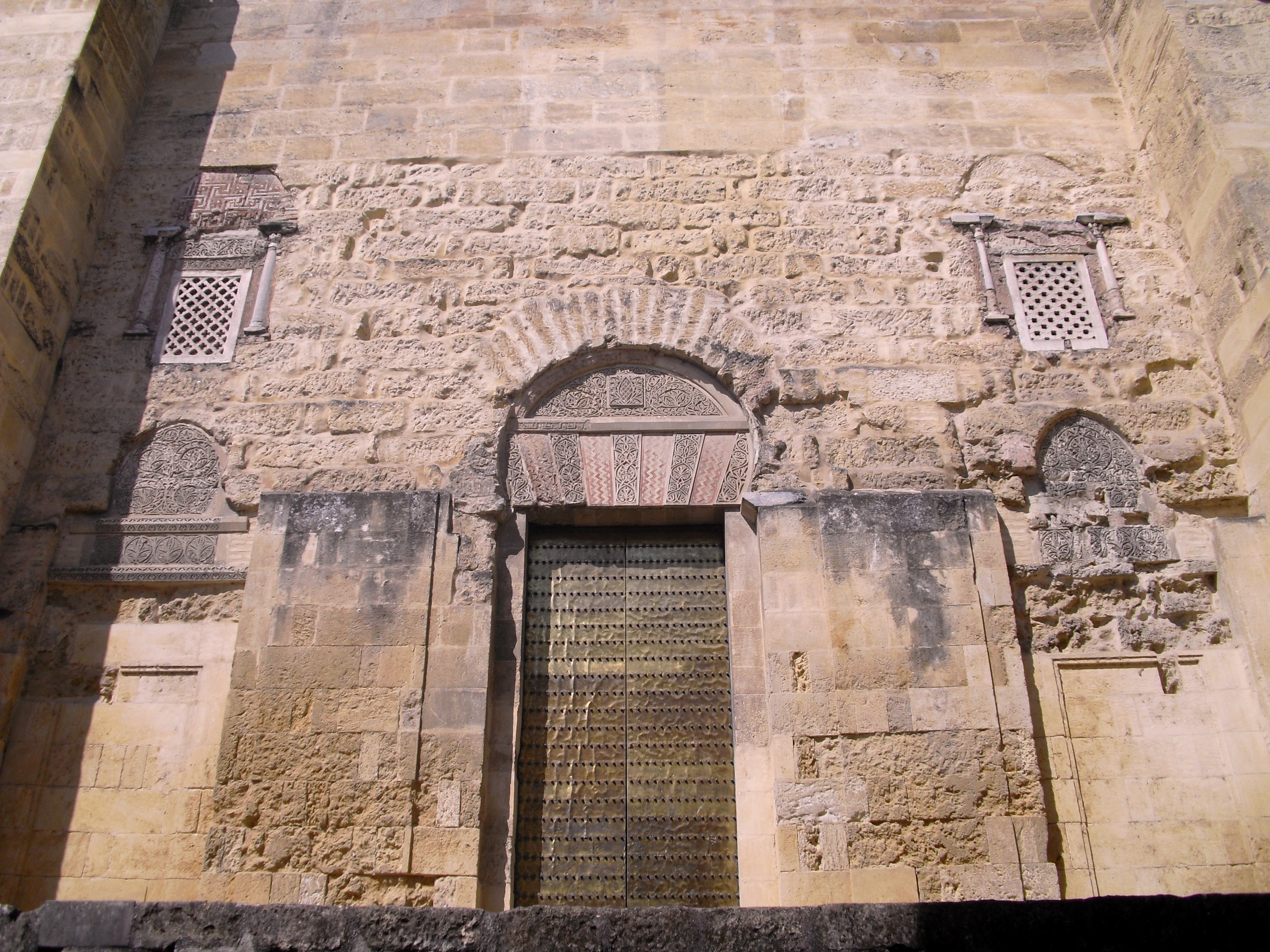
Puerta de Jerusalén

Північний фасад, вздовж вулиці calle Cardenal Herrero, з заходу на схід:
- Пуерта-дель-Педрон
- Пуерта-дель-Каньо-Гордо

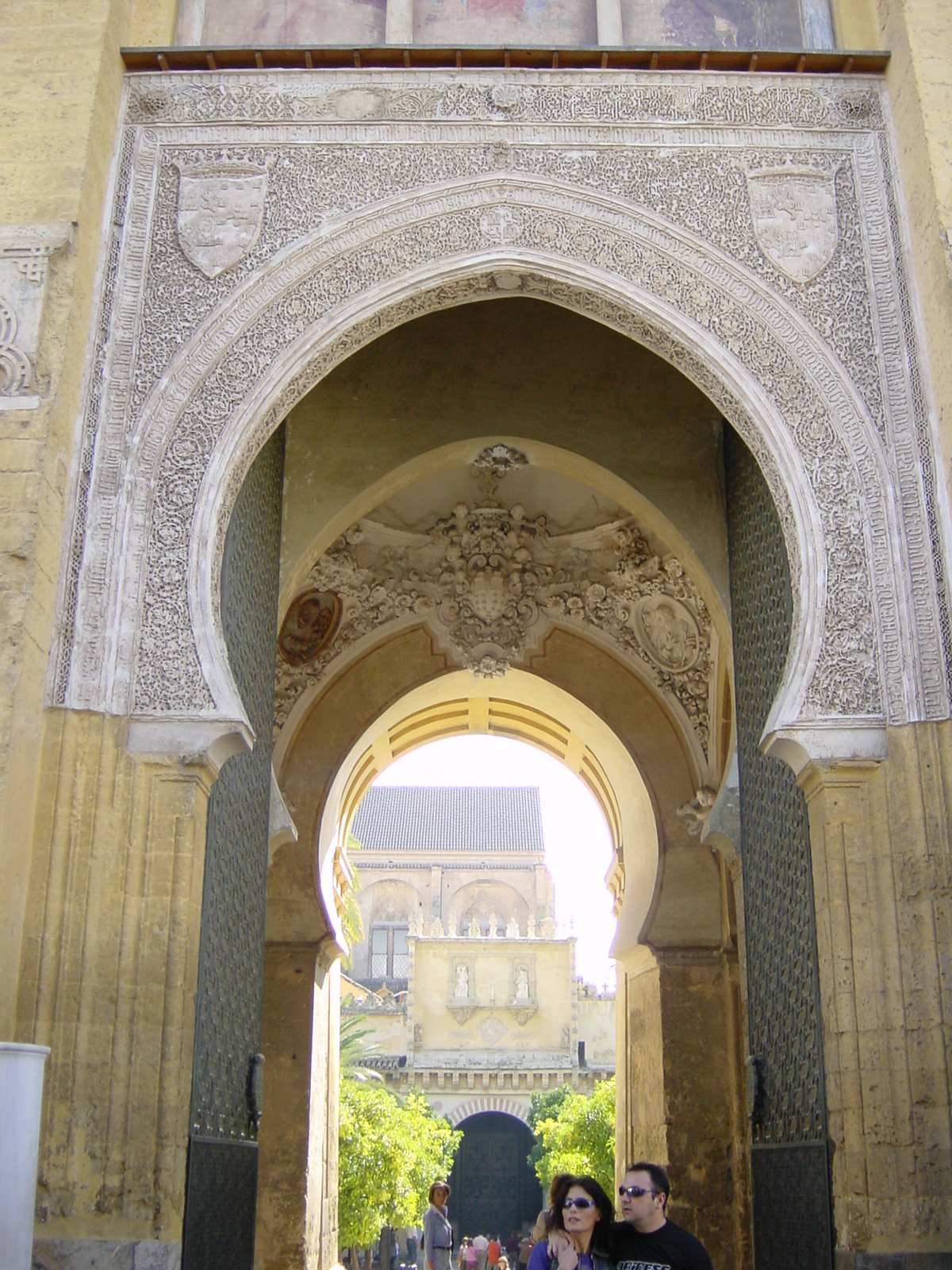
Puerta del Perdón
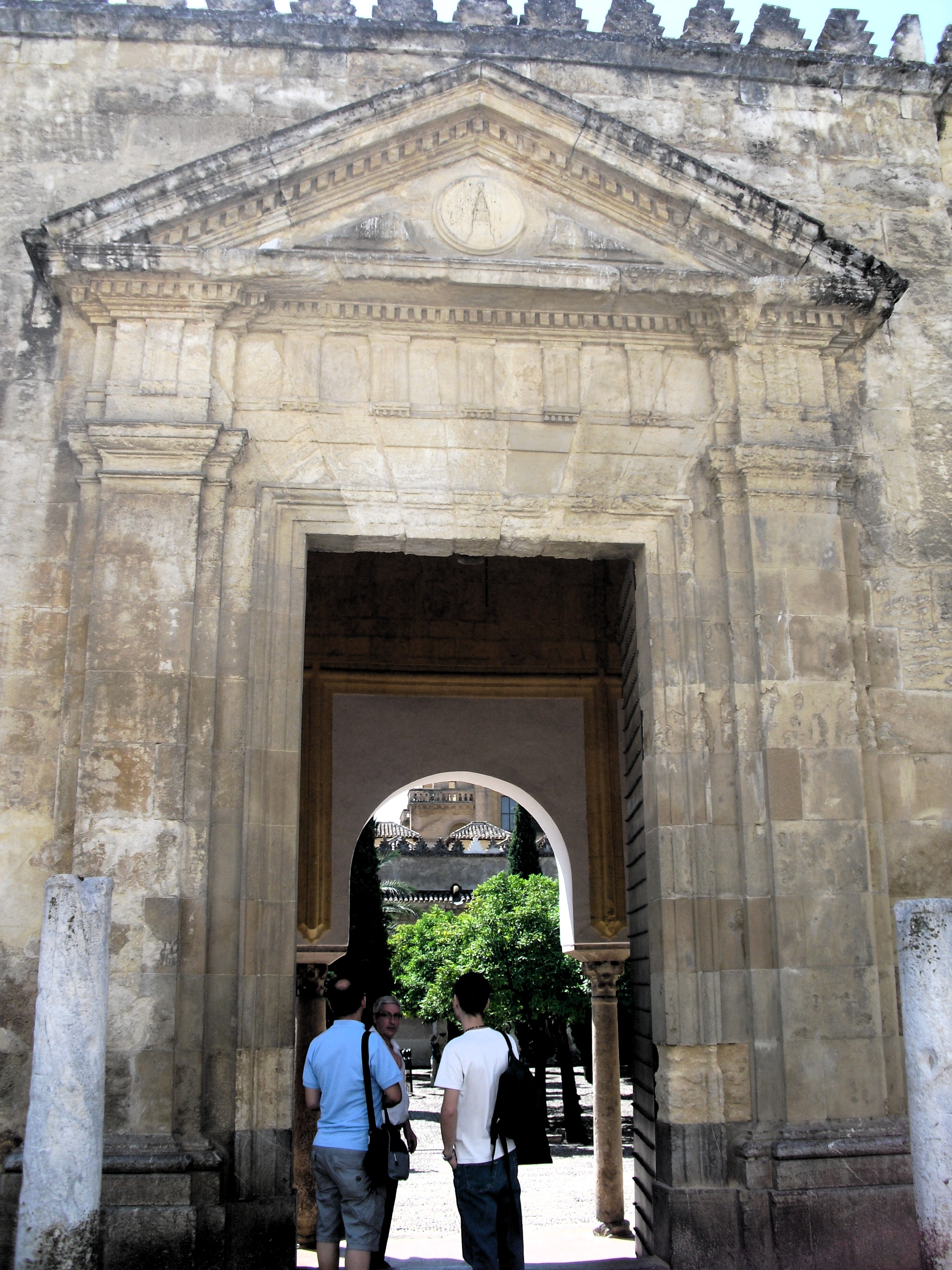
Puerta del Caño Gordo

## Мусульманські кампанії 2000-х років
Мусульмани по всій Іспанії звертались до католицької церкви, з проханням дозволити їм молитися в комплексі колишньої Кордовської мечеті, а Ісламська рада Іспанії подала офіційний запит до Ватикану. Проте церковна влада Іспанії та Ватикан виступили проти цього кроку. Мусульманську молитву не завжди прямо забороняли, і в минулому були випадки символічних поступок, зокрема молитва Саддама Хусейна в Міхрабі в грудні 1974 року.

## Спір про право власності
Будівля була вперше офіційно зареєстрована Кордовським собором Кабільдо в 2006 році на підставі статті 206 Ley Hipotecaria 1946 року (конституційність якої була під сумнівом). Єпархія ніколи не надала офіційного титулу власності та не надала судового вироку, який санкціонував би узурпацію на основі тривалої окупації, єдиним юридичним аргументом було «освячення» будівлі після 1236 року як символу у формі хреста. Повідомляється, що в той час на підлозі було намальовано попелу. Захисники церковної власності стверджують про безперервну та мирну окупацію будівлі Церквою, тоді як захисники суспільної власності стверджують, що мечеть-собор ніколи не переставала бути власністю держави, спочатку належачи Короні Кастилії (а відтепер іспанська держава).
Ізабель Амбросіо з PSOE, мер Кордови з 2015 по 2019 рік, захищала модель публічного та спільного управління. У липні 2019 року мер Кордови від ПП Хосе Марія Беллідо закрив комісію з розслідування прав власності, заявивши, що це має бути зарезервовано для католицького богослужіння. Він зазначив: «Ця комісія не має жодних адміністративних завдань, і я не маю наміру її відновлювати».

## Спадщина

### Архітектурний вплив

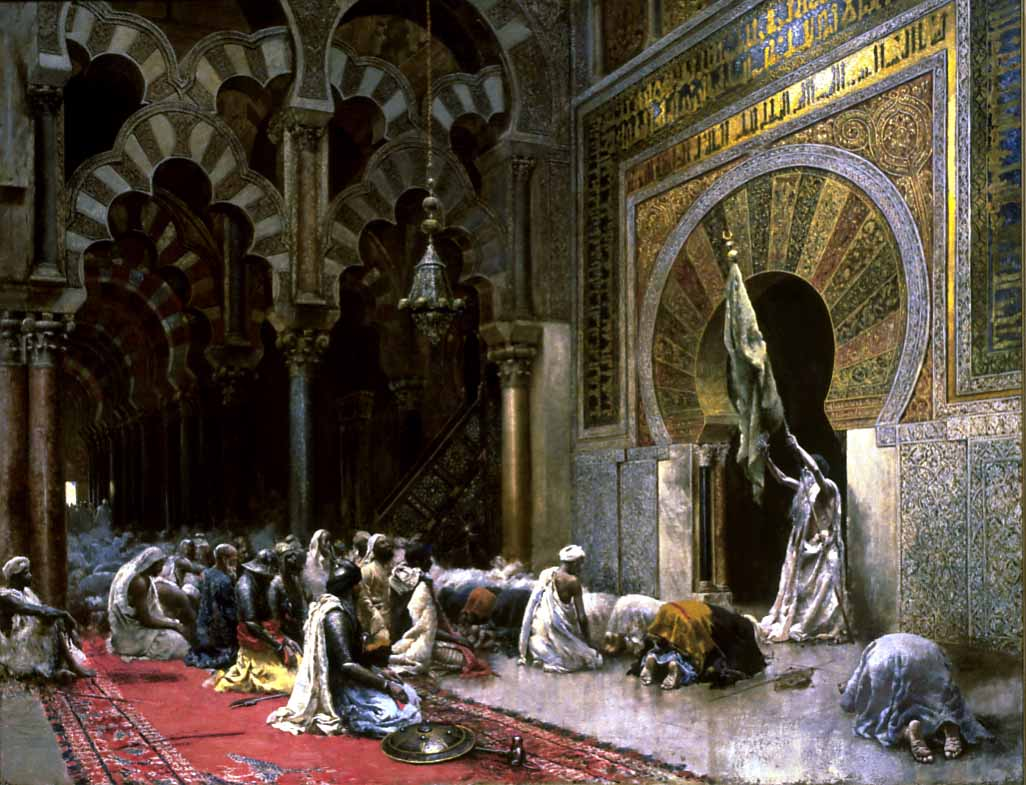
Ця картина Едвіна Лорда Вікса (прибл. 1880 р.) зображує старого мавра, який проповідує священну війну проти християн у міхрабі Кордовської мечеті. «Попри ілюзію реальності картини, до такого джихаду, або священної війни, ніколи не закликали у мечеті». Музей мистецтв Волтерса

Велика мечеть Кордови є вершиною архітектури Аль-Андалуса і однією з найважливіших пам'яток ранньої ісламської архітектури: 39  : 89  : 45. Він мав великий вплив на подальшу архітектуру Аль-Андалуса та Магрибу – так звану «мавританську» архітектуру або західну ісламську архітектуру – як завдяки своїм архітектурним інноваціям, так і через його символічне значення як релігійного серця історичного Кордоба регіону. Халіфат: 80  : 101  : 86  :281–284  : 77.
Аміра Беннісон, наприклад, коментує:
|  | Попри занепад халіфату Омейядів і супутнє зниження політичного статусу Кордови, її велика мечеть залишалася однією з найбільш детально описаних і вихвалених ісламських будівель протягом наступних століть. Аль-Ідрісі, який писав в епоху Альмохадів, присвятив майже весь свій запис про Кордову, загалом кілька сторінок, опису великої мечеті, даючи надзвичайно детальний орис її складових частин. Ключовими елементами в цьому відношенні були її мармурові колони, її багатокутна кімната міхраб її Коран її його мінбар, усі вони мали довгу історію в Магрібі, присвоєні та адаптовані по черзі Альморавідами та Альмохадами:284 |

Джонатан Блум також коментує:
|  | Престиж Кордовської мечеті забезпечив те, що в наступні століття багато її рис будуть так чи інакше наслідовані, ставши частиною новоствореного канону архітектурних форм і оздоблення в західних країнах ісламу :77. |

Серед інших прикладів важливих прецедентів, загальна форма воріт Баб аль-Вузара VIII чи IX століть (сучасна Пуерта-де-Сан-Естебан) з підковоподібною аркою, вусуарами чергування кольорів і прямокутною рамою альфіза стала однією з найбільших. повторювані мотиви ісламської архітектури в регіоні: 89. Мінарет, збудований Абд ар-Рахманом III у 951–952 роках, також мав великий вплив і став зразком для пізніших мінаретів у Магрибі та Аль-Андалусі:61–63  : 73  : 137. Жорж Марсе простежує можливе походження деяких пізніших архітектурних мотивів до складних арок експансії Аль-Хакама II, особливо переплетених арок Альхаферії в Сарагосі (XI століття), багатолопатевих арок, знайдених по всьому регіону після X століття, і мотив себка, який став повсюдним в архітектурі Маринідів, Зайянідів і Насрідів після періоду Альмохадів (XII-XIII століття). Одним винятком із цієї спадщини впливів було мозаїчне оздоблення міхрабу мечеті X століття, яке, хоча й викликало захоплення, не було наслідуваним пізнішими архітекторами: 77.
Ребристі куполи розширення аль-Хакама II також є цікавим нововведенням, походження якого обговорюється, але поява подібних (хоча і простіших) куполів у маленькій мечеті Баб аль-Мардум у Толедо демонструє, що ця особливість поширилася в архітектурних проєктах за межі Кордови : 77, 79. Куполи також послужили натхненням для складного ребристого купола з гіпсу у Великій мечеті Тлемсена (сучасний Алжир ), побудованій Альморавідами на початку XII століття, який, у свою чергу, ймовірно, надихнув подібні куполи, побудовані Маринідами в Велика мечеть Фес-ель-Джід і Велика мечеть Таза (сучасне Марокко) наприкінці XIII століття: 116, 181–182.

### У масовій культурі
Посмертна поетична ілюстрація Летиції Елізабет Лендон до гравюри картини Девіда Робертса була опублікована в Fisher's Drawing Room Scrap Book, 1840. Під назвою «Мечеть у Кордові » згадується про «мусульманське панування в Іспанії».
Мусульманський філософ і поет Південної Азії Мухаммед Ікбал, який, як вважається, надихнув пакистанський рух, відвідав Великий собор Кордови в 1931–32 роках. Він попросив владу піднести азан у соборі, і йому навіть дозволили молитися там. Глибокі емоційні відгуки, які викликала в нього мечеть, знайшли вираження в його вірші під назвою «Мечеть Кордови». Аллама Ікбал розглядав це як культурну пам'ятку ісламу та описав це так:
Sacred for lovers of art, you are the glory of faith,

You have made Andalusia pure as a holy land!
У «Ходячому барабані » Луїса Л'Амура міститься детальний опис Апельсинового двору в XII столітті.

## Виноски
1. ↑  Деякі автори називають конкретний рік розширення. Джерілін Доддс посилається на 836 рік[19]:15 тоді як Susana Calvo Capilla вказує на 848.[23]
2. ↑  Деякі автори називають конкретний рік розширення. Джерілін Доддс посилається на 836 рік[19]:15 тоді як Susana Calvo Capilla вказує на 848.[23]
3. ↑  Точне формулювання або переклад цієї цитати різниться в різних джерелах. Поширена коротша версія: "Ви зруйнували щось унікальне, щоб побудувати щось звичайне!"[79][80]